# Samarkand
Samarkand (tiếng Uzbek: Samarqand, phát âm [sæmærqænd, -ænt]; tiếng Tajik: Самарқанд; tiếng Ba Tư: سمرقند; tiếng Nga: Самарканд) là thành phố lớn thứ hai của Uzbekistan và là thủ phủ của tỉnh Samarqand, cách thủ đô Tashkent khoảng 350 km. Đây là một thành phố du lịch nổi tiếng ở khu vực Trung Á.
Samarkand là một trong những thành phố có người sống lâu đời nhất ở Trung Á. Có bằng chứng về những hoạt động của con người trong khu vực hiện nay của thành phố từ thời kỳ đồ đá cũ, mặc dù không có bằng chứng cụ thể về thời điểm chính xác Samarkand được thành lập; một số giả thuyết cho rằng nó được thành lập giữa thế kỷ 8 và 7 trước Công nguyên. Trở nên thịnh vượng từ vị trí của nó trên con đường tơ lụa giữa Trung Quốc và Địa Trung Hải, đã có thời điểm Samarkand là một trong những thành phố lớn nhất ở Trung Á.
Vào thời kỳ đế chế Achaemenes của Ba Tư, thành phố là thủ phủ của Sogdiana. Thành phố đã được Alexander Đại đế chiếm vào năm 329 trước Công nguyên, khi nó được gọi bằng tên tiếng Hy Lạp là Marakanda. Thành phố được cai trị bởi một loạt các nhà chính trị ở Iran và Thổ Nhĩ Kỳ cho đến khi người Mông Cổ dưới quyền Thành Cát Tư Hãn chinh phục Samarkand vào năm 1220. Thành phố được ghi nhận là một trung tâm Hồi giáo cho nghiên cứu học thuật. Vào thế kỷ 14, nó trở thành kinh đô của đế chế Thiếp Mộc Nhi (Tamerlane) và cũng là địa điểm của lăng mộ ông (Gur-e Amir). Nhà thờ Hồi giáo Bibi-Khanym (một bản sao hiện đại) vẫn là một trong những địa danh nổi tiếng nhất của thành phố
Đây là cố đô của Uzbekistan, có lịch sử gần 3000 năm, trước đây từng là nơi sinh sống của các đoàn du mục và các thổ dân. Thành phố đầy ắp các cung điện, thánh đường, lăng tẩm với những tòa tháp cao vút với các mái vòm lớn, hầu như đều có điểm nhấn là màu xanh trời và hàng trăm năm tuổi. Năm 2001, UNESCO đã thêm thành phố 2,750 năm tuổi này vào danh sách di sản thế giới với tên Samarkand – các giao lộ văn hóa.

## Lịch sử

### Thời sơ khai

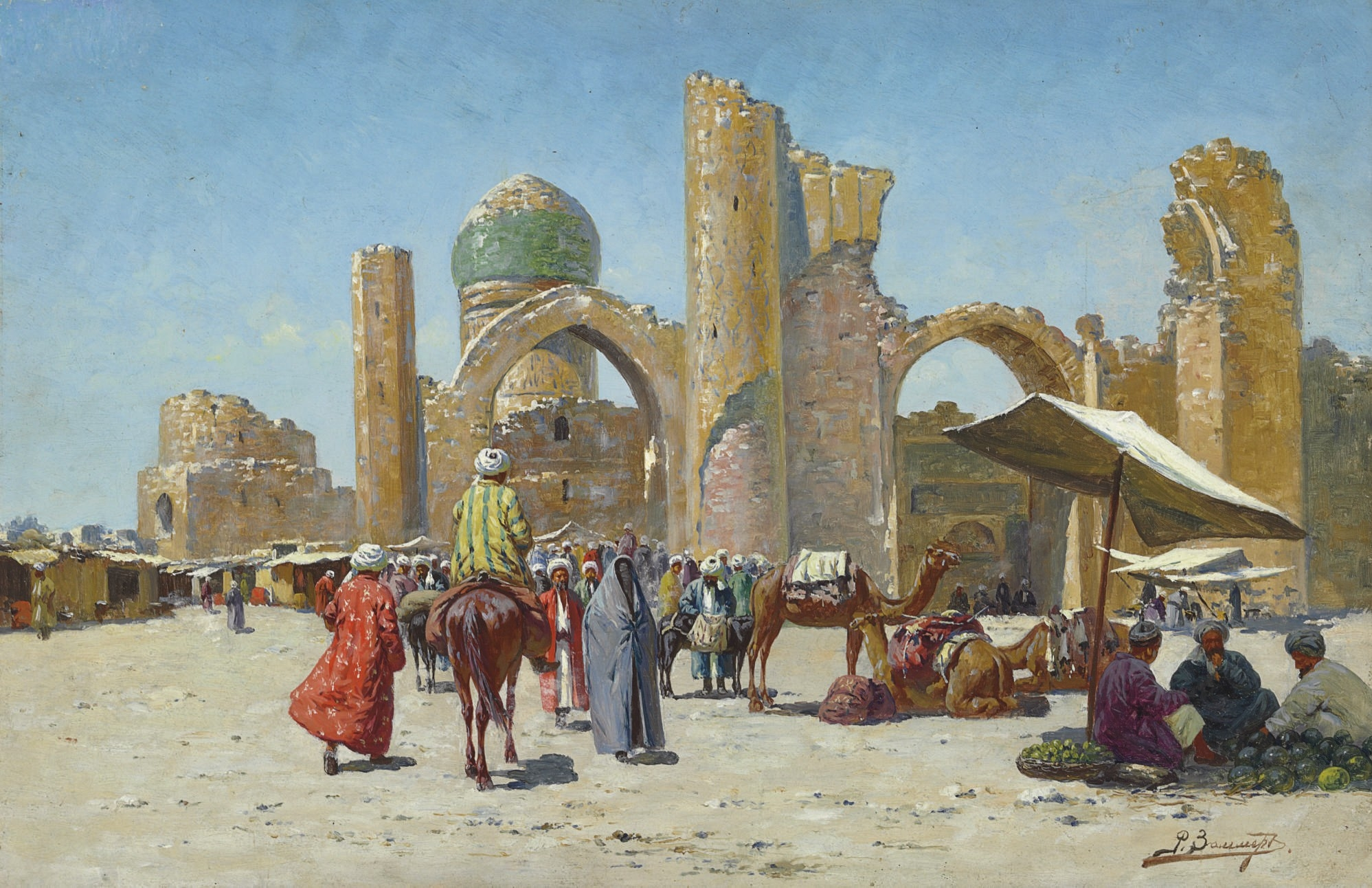
Samarkand, được khắc họa bởi Richard-Karl Karlovitch Zommer

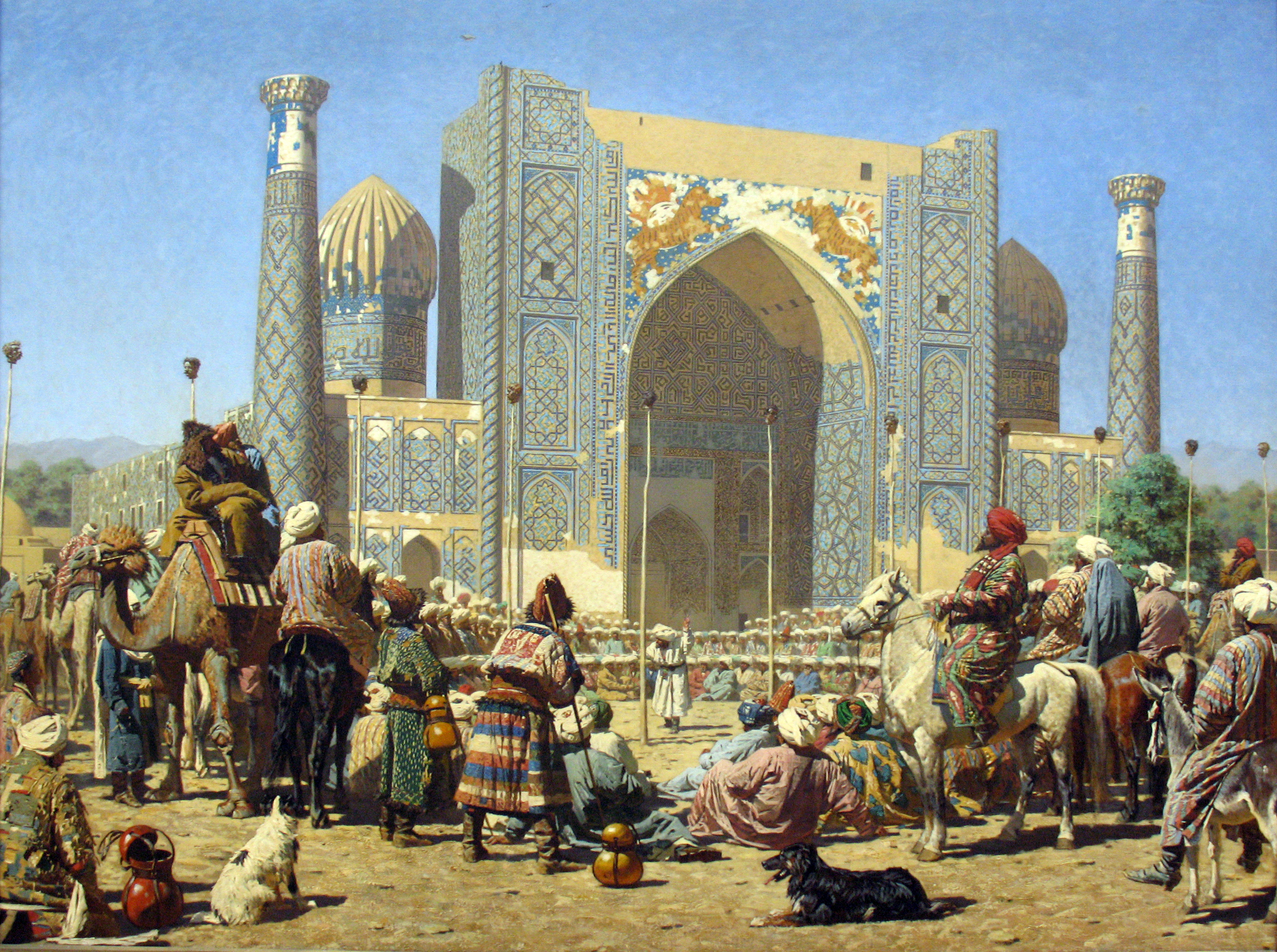
Chiến thắng khắc họa bởi Vasily Vereshchagin, mô tả khu vực Sher-Dor Madrasa ở Registan.

Cùng với Bukhara, Samarkand là một trong những thành phố cổ nhất ở Trung Á, phát triển từ vị trí của nó trên tuyến đường thương mại giữa Trung Quốc và các nước phương Tây (Con đường tơ lụa).
Các cuộc khai quật khảo cổ được tổ chức trong giới hạn thành phố (Syob và Midtown) cũng như các khu vực ngoại thành (Hojamazgil, Sazag'on) đã tìm ra những bằng chứng từ 40000 năm trước về hoạt động của con người, có từ thời kỳ đồ đá cũ. Một số dấu tích của thời kỳ đồ đá mới (thiên niên kỷ 12 - 7 TCN) đã được phát hiện tại Sazag'on-1, Zamichatosh và Okhalik (vùng ngoại ô của thành phố). Các con kênh Syob và Darg'om, nguồn nước chính của thành phố và vùng ngoại ô, xuất hiện từ khoảng thế kỷ thứ 7 đến thế kỷ thứ 5 trước Công nguyên (thời kỳ đồ sắt sớm). Không có bằng chứng cụ thể thời điểm Samarkand được thành lập. Các nhà nghiên cứu của Viện Khảo cổ học Samarkand vẫn đang tranh cãi về sự tồn tại của thành phố, ước tính phổ biến là từ giữa thế kỷ thứ 8 và thứ 7 trước Công nguyên.
Samarkand là một trong những trung tâm chính của nền văn minh Sogdiana từ những ngày đầu thành lập. Vào thời triều đại nhà Achaemenes của Ba Tư, nó đã trở thành thủ đô của Sogdiana.

### Thời Hellenistic
Alexander Đại đế chinh phục Samarkand vào năm 329 TCN. Thành phố này được người Hy Lạp gọi là Maracanda. Các nguồn văn bản cung cấp những manh mối nhỏ cho hệ thống chính quyền tiếp theo. Họ kể về một người Orepius đã trở thành người cai trị "không phải từ tổ tiên, mà là một món quà của Alexander".
Sau khi Samarkand bị thiệt hại đáng kể trong cuộc xâm lược ban đầu của Alexander, thành phố đã phục hồi nhanh chóng và phát triển mạnh dưới ảnh hưởng Hellenic mới. Cũng có những kỹ thuật xây dựng mới lớn; gạch hình chữ nhật được thay thế bằng hình vuông và các phương pháp cao cấp của khối xây và trát được giới thiệu.
Cuộc chinh phục của Alexander quảng bá văn hóa Hy Lạp cổ đại vào Trung Á; trong một thời gian, thẩm mỹ Hy Lạp ảnh hưởng nặng nề đến các nghệ nhân địa phương. Di sản Hy Lạp này tiếp tục khi thành phố trở thành một phần của các quốc gia kế thừa khác nhau trong nhiều thế kỷ sau cái chết của Alexander, bao gồm vương quốc Seleukos, vương quốc Hy Lạp-Bactria và đế quốc Quý Sương (mặc dù bản thân Nguyệt Chi có nguồn gốc ở Trung Á). Sau khi nhà nước Quý Sương mất quyền kiểm soát Sogdia, trong thế kỷ thứ 3 sau Công Nguyên, Samarkand bắt đầu suy tàn và đánh mất vị thế trung tâm kinh tế, văn hóa và quyền lực chính trị. Nó đã không còn hồi sinh đáng kể cho đến thế kỷ thứ 5.

### Trước khi Mông Cổ đến

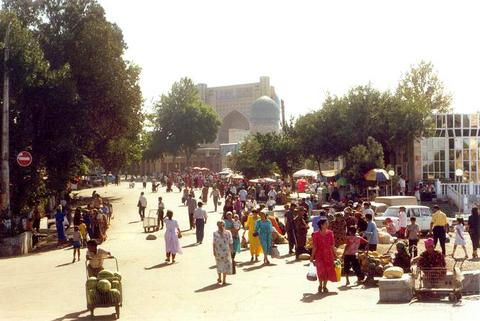
Khu trung tâm với nhà thờ Hồi giáo Bibi-Khanym vào những năm 1990

Samarkand đã bị nhà Sassanid của Ba Tư chinh phục vào khoảng năm 260. Dưới sự cai trị của người Sassan, vùng này trở thành một địa điểm quan trọng cho chủ nghĩa Mani giáo, và tạo điều kiện cho việc phổ biến tôn giáo khắp Trung Á.
Sau khi người Hephtalite (Hun) chinh phục Samarkand, họ kiểm soát nó cho đến Göktürk, trong một liên minh với người Sassanid mà họ đã thắng trong trận Bukhara. Người Thổ Nhĩ Kỳ cai trị Samarkand cho đến khi họ bị đánh bại bởi người Sassanid trong cuộc Chiến tranh Göktürk - Ba Tư.
Sau khi người Ả Rập chinh phục Iran, người Turk chiếm được Samarkand và giữ nó cho đến khi hãn quốc Tây Turk sụp đổ do thất bại trong cuộc chiến tranh với nhà Đường của Trung Quốc. Trong thời gian này thành phố đã bị Trung Quốc bảo hộ và phải tuế cống nhà Đường hàng năm. Quân đội của Umayyad Caliphate dưới quyền giám hộ của Qutayba chiếm được thành phố từ người Turk vào năm 710.
Trong thời gian này, Samarkand là một cộng đồng tôn giáo đa dạng và là nơi có một số tôn giáo, bao gồm Phật giáo, Hỏa giáo, Ấn Độ giáo, Do Thái giáo và Kitô giáo Nestorian. Tuy nhiên, sau khi người Ả Rập chinh phục Sogdiana, Hồi giáo trở thành tôn giáo thống trị, với phần lớn dân số đổi sang đạo này.
Truyền thuyết kể rằng trong thời gian nhà Abbas cai trị, những bí quyết về sản xuất giấy đã được truyền đạt từ hai tù nhân Trung Quốc từ trận Đát La Tư năm 751, dẫn đến nền tảng của nhà máy giấy đầu tiên của thế giới Hồi giáo ở Samarkand. Sáng chế sau đó lan truyền đến phần còn lại của thế giới Hồi giáo, và từ đó đến châu Âu.
Việc kiểm soát Samarkand của nhà Abbasid sớm tan biến và được thay thế bằng chính quyền Samanid (862–999), mặc dù người Samanid vẫn là những chư hầu danh nghĩa của Caliph trong sự kiểm soát của họ đối với Samarkand. Dưới sự cai trị của Samanid, thành phố đã trở thành một trong những kinh đô của triều đại Samanid và một mối quan hệ thậm chí còn quan trọng hơn giữa nhiều tuyến thương mại. Nước Samanid bị lật đổ bởi những người Kara-Khanid vào khoảng năm 1000. Trong vòng 200 năm tới, Samarkand bị cai trị bởi một loạt các bộ lạc Turk khác, bao gồm cả nhà Seljuk và nhà Khwarezm-Shah.

### Thời Mông Cổ cai trị
Người Mông Cổ chinh phục Samarkand vào năm 1220. Mặc dù Thành Cát Tư Hãn "không làm phiền người dân của thành phố theo bất kỳ cách nào", theo Juvaini, ông đã giết tất cả những người tị nạn trong thành và trong các nhà thờ Hồi giáo, cướp phá thành phố hoàn toàn và cưỡng ép 30.000 người đàn ông trẻ cùng với 30.000 thợ thủ công. Samarkand phải chịu ít nhất một đợt cướp phá khác của Mông Cổ từ Khan Baraq để có được kho báu mà ông ta cần để trả cho một đội quân. Nơi đây vẫn là một phần của hãn quốc Sát Hợp Đài (một trong bốn vương quốc thuộc đế quốc Mông Cổ) cho đến năm 1370.
Marco Polo du ký của Marco Polo, nơi Polo ghi lại hành trình của mình dọc theo con đường tơ lụa, mô tả Samarkand là "một thành phố rất lớn và lộng lẫy..."
Khu vực Enisei có một cộng đồng những người thợ dệt có gốc gác Trung Quốc. Cả Samarkand và Ngoại Mông đều có các nghệ nhân gốc Trung Quốc mà Khâu Xứ Cơ là ví dụ rõ ràng nhất. Sau khi người Mông Cổ chinh phục Trung Á bởi Thành Cát Tư Hãn, người Mông Cổ được chọn làm giai cấp cai trị; người Trung Quốc và Qara-Khitay (Khitan) được cho đồng quản lí vườn và cánh đồng ở Samarqand, vì người Hồi giáo không được phép quản lý riêng.
Ibn Battuta đến thăm Samarkand vào năm 1333 và gọi thành phố này là "một trong những thành phố lớn nhất và tốt nhất, và hoàn hảo nhất trong số đó về vẻ đẹp". Ông cũng lưu ý các vườn cây được cung cấp nước thông qua norias (bánh xe nước).
Năm 1365, một cuộc nổi dậy chống lại sự kiểm soát của hãn quốc Sát Hợp Đài xảy ra ở Samarkand.

### Thời Timurid
Vào năm 1370, người chinh phục Thiếp Mộc Nhi (Timur hay Tamerlane), người sáng lập và cai trị đế quốc Timurid, đã biến Samarkand trở thành thủ đô đế chế của ông. Tamerlane là một trong những vị hoàng đế vĩ đại nhất thế giới, người đã chinh phạt phần lớn Tây và Trung Á. Vào khoảng cuối thế kỷ 14, thời gian hùng mạnh nhất của đế chế mà ông đứng đầu, các chuyên gia lịch sử cho biết ông đã giết chết 5% dân số thế giới. Tuy nhiên, những di sản mà Tamerlane để lại cho đời sau lại rất đẹp đẽ. Cho đến ngày nay, sau 25 năm độc lập, Uzbekistan vẫn là một đất nước gây nên nhiều tranh cãi vì vị vua nổi tiếng này cùng với các công trình cổ đang được gìn giữ.
Trong 35 năm tiếp theo, ông xây dựng lại hầu hết thành phố và dân cư với các nghệ nhân và thợ thủ công giỏi từ khắp đế quốc. Timur giành được danh tiếng là người bảo trợ nghệ thuật và Samarkand đã trở thành trung tâm của vùng Transoxiana. Sự cam kết với nghệ thuật của Timur là điều rõ ràng, ông có thể tàn nhẫn với kẻ thù của mình nhưng thương xót đối với những người có khả năng nghệ thuật đặc biệt, ông cứu cuộc sống của các nghệ sĩ, thợ thủ công và kiến trúc sư để ông có thể sử dụng họ trong dự án cải thiện và làm đẹp thủ đô của mình. Ông cũng trực tiếp tham gia vào các dự án xây dựng và tầm nhìn của ông thường vượt quá khả năng kỹ thuật của các công nhân. Hơn nữa, thành phố đang trong tình trạng xây dựng liên tục và Timur thường yêu cầu các tòa nhà được thực hiện và làm lại nhanh chóng nếu ông không hài lòng với kết quả. Timur đã thiết kế thành phố sao cho chỉ có thể tiếp cận bằng những con đường và cũng có thể đã ra lệnh xây dựng mương sâu và tường, để có thể trải dài năm dặm (8,0 km) trong chu vi, tách thành phố từ phần còn lại của các nước láng giềng xung quanh của nó. Trong thời gian này thành phố có dân số khoảng 150.000 người. Thời kỳ tái thiết vĩ đại này được thu thập trong các nguồn của đại sứ Henry III, Ruy Gonzalez de Clavijo, người đóng quân ở đó từ năm 1403 đến 1406. Trong thời gian ông ở lại, thành phố thường ở trạng thái xây dựng không ngừng. "Nhà thờ Hồi giáo mà Timur đã xây dựng để tưởng nhớ mẹ của vợ ông... dường như chúng tôi là người cao quý nhất trong số những người đến thăm thành phố Samarkand, nhưng không sớm hoàn thành hơn vì ông ta bắt đầu tìm lỗi với cổng vào, mà bây giờ ông ta nói là quá thấp và phải được hạ xuống. "
Từ năm 1424 đến năm 1429, nhà thiên văn học vĩ đại Ulugh Beg đã xây dựng Đài thiên văn Samarkand. Kính lục phân dài 11 mét và một lần vươn lên đỉnh của cấu trúc ba tầng xung quanh, mặc dù nó được giữ dưới lòng đất để bảo vệ thành phố khỏi động đất. Hiệu chỉnh dọc theo chiều dài của nó, là góc phần tư 90 độ lớn nhất thế giới vào thời điểm đó. Tuy nhiên, đài quan sát đã bị phá hủy bởi những người cuồng tín tôn giáo quá khích năm 1449.

### Hậu Timurid
Năm 1500, các chiến binh du mục người Uzbek đã chiếm quyền kiểm soát Samarkand. Vương triều Shaybanid nổi lên như những người lãnh đạo Uzbek vào khoảng thời gian này.
Trong giai đoạn 2 của thế kỷ XVI, các vua Shaybanid chuyển kinh đô của họ đến Bukhara và vai trò của Samarkand đã bị suy giảm. Sau một cuộc tấn công của Nader Shah của nhà Afsharid, thành phố bị bỏ hoang vào những năm đầu thập niên 1720.
Từ năm 1599 đến 1756, Samarkand được cai trị bởi Ashtrakhanid của hãn quốc Bukhara.
Từ năm 1756 đến 1868, Samarkand được cai trị bởi emir Manghud (Mông Cổ) của Tiểu Vương quốc Bukhara.

### Sự can thiệp của Nga và chính quyền Xô viết

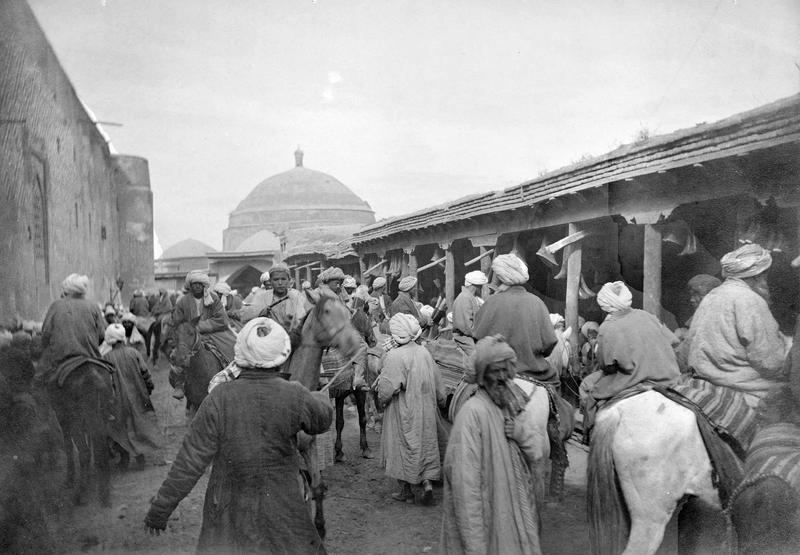
Samarkand năm 1890

Thành phố này nằm dưới quyền cai trị của đế quốc Nga sau khi thành trì bị chiếm bởi một lực lượng dưới quyền Đại tá Konstantin Petrovich von Kaufman năm 1868. Ngay sau đó, đồn trú nhỏ của Nga bao gồm 500 binh sĩ Nga đã bị bao vây. Cuộc tấn công, được lãnh đạo bởi Abdul Malik Tura, con trai lớn của tiểu vương quốc Bukhara, cũng như Baba Bey của Shahrisabz và Jura Bey của Kitab, bị quân Nga đẩy lùi với những tổn thất nặng nề. Alexander Abramov trở thành Thống đốc đầu tiên của quân đội Okrug, mà người Nga đã thiết lập dọc theo dòng sông Zeravshan, với Samarkand là trung tâm hành chính. Phần của thành phố kiểu Nga được xây dựng sau thời điểm này, phần lớn ở phía tây của thành phố cổ.
Năm 1886, thành phố trở thành thủ phủ của tỉnh Oblast Samarkand mới được thành lập của Turkestan thuộc Nga và tăng tầm quan trọng hơn nữa khi tuyến đường sắt xuyên Caspian đến thành phố vào năm 1888.
Thành phố trở thành thủ đô của Cộng hòa Xã hội chủ nghĩa Xô viết Uzbekistan năm 1925, trước khi được thay thế bởi Tashkent vào năm 1930. Trong chiến tranh thê giới thứ hai, sau khi Đức Quốc xã xâm lược Liên Xô, một số công dân của Samarqand được gửi đến vùng đất của Smolensk, để chống lại kẻ thù. Nhiều người đã bị bắt giữ hoặc bị giết bởi Đức Quốc xã. Ngoài ra, hàng nghìn người tị nạn từ các khu vực phía tây của Liên Xô bị chiếm đóng đã chạy đến thành phố và nó là một trong những trung tâm chính của những thường dân bỏ trốn ở Cộng hòa xã hội chủ nghĩa Xô viết Uzbekistan và Liên bang Xô viết nói chung.

## Địa lí

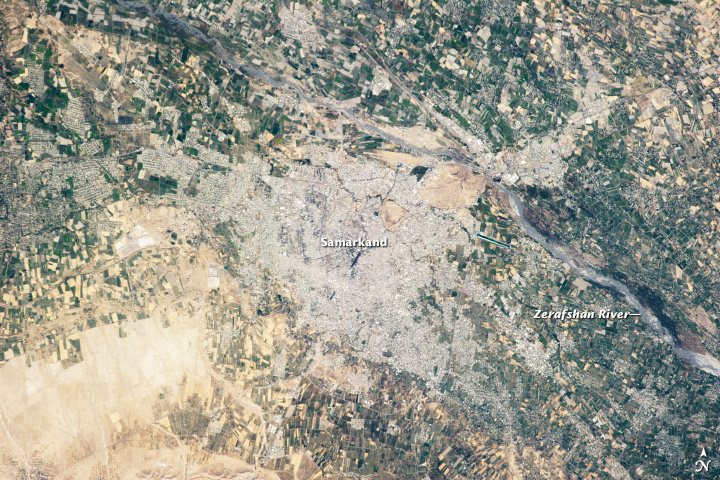
Samarkand nhìn từ vệ tinh tháng 9 năm 2013.

Samarkand nằm ở vị trí đông nam của Uzbekistan, trong thung lũng sông Zarefshan. Thị trấn Qarshi cách đó 135 km. Đường M37 kết nối với thành phố Bukhara, cách đó 240 km. Đường M39 kết nối với thủ đô Tashkent, cách đó 270 km. Biên giới Tajikistan cách Samarkand khoảng 35 km và con đường dẫn đến thủ đô nước này là Dushanbe cách đó 210 km. Đường M39 kết nối với Mazar-i-Sharif ở Afghanistan, cách đó 340 km.

### Khí hậu
Samarkand có khí hậu Địa Trung Hải (phân loại khí hậu Köppen: Csa), gần với ranh giới của khí hậu bán khô hạn (BSk) với mùa hè nóng, khô và mùa đông lạnh, tương đối ẩm ướt. Mùa đông là thời kỳ xen kẽ giữa thời tiết ấm áp với thời tiết lạnh. Tháng 7 và tháng 8 là những tháng nóng nhất trong năm với nhiệt độ đạt tới và thậm chí vượt quá 40 °C (104 °F). Hầu hết lượng mưa thưa thớt được nhận từ tháng 12 đến tháng 4. Vào tháng 1 năm 2008, thành phố đặc biệt rất lạnh và nhiệt độ giảm xuống −22 °C (−8 °F).
| Dữ liệu khí hậu của Samarkand (1981–2010) | Dữ liệu khí hậu của Samarkand (1981–2010) | Dữ liệu khí hậu của Samarkand (1981–2010) | Dữ liệu khí hậu của Samarkand (1981–2010) | Dữ liệu khí hậu của Samarkand (1981–2010) | Dữ liệu khí hậu của Samarkand (1981–2010) | Dữ liệu khí hậu của Samarkand (1981–2010) | Dữ liệu khí hậu của Samarkand (1981–2010) | Dữ liệu khí hậu của Samarkand (1981–2010) | Dữ liệu khí hậu của Samarkand (1981–2010) | Dữ liệu khí hậu của Samarkand (1981–2010) | Dữ liệu khí hậu của Samarkand (1981–2010) | Dữ liệu khí hậu của Samarkand (1981–2010) | Dữ liệu khí hậu của Samarkand (1981–2010) |
| Tháng                                     | 1                                         | 2                                         | 3                                         | 4                                         | 5                                         | 6                                         | 7                                         | 8                                         | 9                                         | 10                                        | 11                                        | 12                                        | Năm                                       |
| ----------------------------------------- | ----------------------------------------- | ----------------------------------------- | ----------------------------------------- | ----------------------------------------- | ----------------------------------------- | ----------------------------------------- | ----------------------------------------- | ----------------------------------------- | ----------------------------------------- | ----------------------------------------- | ----------------------------------------- | ----------------------------------------- | ----------------------------------------- |
| Cao kỉ lục °C (°F)                        | 23.2 (73.8)                               | 26.7 (80.1)                               | 31.7 (89.1)                               | 36.2 (97.2)                               | 39.5 (103.1)                              | 41.4 (106.5)                              | 42.4 (108.3)                              | 41.0 (105.8)                              | 38.6 (101.5)                              | 35.2 (95.4)                               | 29.9 (85.8)                               | 27.5 (81.5)                               | 42.4 (108.3)                              |
| Trung bình ngày tối đa °C (°F)            | 6.8 (44.2)                                | 9.1 (48.4)                                | 14.2 (57.6)                               | 21.1 (70.0)                               | 26.4 (79.5)                               | 32.2 (90.0)                               | 34.1 (93.4)                               | 32.9 (91.2)                               | 28.3 (82.9)                               | 21.6 (70.9)                               | 15.3 (59.5)                               | 9.1 (48.4)                                | 20.9 (69.6)                               |
| Trung bình ngày °C (°F)                   | 1.9 (35.4)                                | 3.6 (38.5)                                | 8.5 (47.3)                                | 14.9 (58.8)                               | 19.8 (67.6)                               | 25.0 (77.0)                               | 26.7 (80.1)                               | 25.2 (77.4)                               | 20.1 (68.2)                               | 13.6 (56.5)                               | 8.4 (47.1)                                | 3.8 (38.8)                                | 14.3 (57.7)                               |
| Tối thiểu trung bình ngày °C (°F)         | −1.7 (28.9)                               | −0.5 (31.1)                               | 4.0 (39.2)                                | 9.4 (48.9)                                | 13.5 (56.3)                               | 17.4 (63.3)                               | 18.9 (66.0)                               | 17.4 (63.3)                               | 12.7 (54.9)                               | 7.2 (45.0)                                | 3.4 (38.1)                                | −0.2 (31.6)                               | 8.5 (47.3)                                |
| Thấp kỉ lục °C (°F)                       | −25.4 (−13.7)                             | −22 (−8)                                  | −14.9 (5.2)                               | −6.8 (19.8)                               | −1.3 (29.7)                               | 4.8 (40.6)                                | 8.6 (47.5)                                | 5.9 (42.6)                                | 0.0 (32.0)                                | −6.4 (20.5)                               | −18.1 (−0.6)                              | −22.8 (−9.0)                              | −25.4 (−13.7)                             |
| Lượng Giáng thủy trung bình mm (inches)   | 41 (1.6)                                  | 46 (1.8)                                  | 69 (2.7)                                  | 60 (2.4)                                  | 36 (1.4)                                  | 6 (0.2)                                   | 4 (0.2)                                   | 1 (0.0)                                   | 4 (0.2)                                   | 17 (0.7)                                  | 34 (1.3)                                  | 47 (1.9)                                  | 365 (14.4)                                |
| Số ngày mưa trung bình                    | 8                                         | 10                                        | 13                                        | 11                                        | 9                                         | 3                                         | 2                                         | 1                                         | 2                                         | 6                                         | 8                                         | 9                                         | 82                                        |
| Số ngày tuyết rơi trung bình              | 9                                         | 7                                         | 3                                         | 0.3                                       | 0.1                                       | 0                                         | 0                                         | 0                                         | 0                                         | 0.3                                       | 2                                         | 6                                         | 28                                        |
| Độ ẩm tương đối trung bình (%)            | 76                                        | 74                                        | 70                                        | 63                                        | 54                                        | 42                                        | 42                                        | 43                                        | 47                                        | 59                                        | 68                                        | 74                                        | 59                                        |
| Số giờ nắng trung bình tháng              | 132.9                                     | 130.9                                     | 169.3                                     | 219.3                                     | 315.9                                     | 376.8                                     | 397.7                                     | 362.3                                     | 310.1                                     | 234.3                                     | 173.3                                     | 130.3                                     | 2.953,1                                   |
| Nguồn 1: Pogoda.ru.net                    |                                           |                                           |                                           |                                           |                                           |                                           |                                           |                                           |                                           |                                           |                                           |                                           |                                           |
| Nguồn 2: NOAA (sun, 1961–1990)            |                                           |                                           |                                           |                                           |                                           |                                           |                                           |                                           |                                           |                                           |                                           |                                           |                                           |

## Nhân khẩu
Theo phiên bản chính thức, phần chính của cư dân Samarkand là người Uzbek, thuộc nhóm các dân tộc Turk. Nhưng hầu hết những người Uzbek trên thực tế là người Tajik (người Iran), nhưng trên hộ chiếu, trong cột dân tộc được liệt kê là Uzbek. Trên thực tế, khoảng 70% cư dân Samarkand là nói tiếng Tajik (tiếng Ba Tư). Người Tajik đặc biệt tập trung ở phía đông của thành phố, nơi có các di tích kiến trúc chính của Samarkand.
Theo nhiều nguồn độc lập khác nhau, người Tajik (người nói tiếng Ba Tư) là nhóm dân tộc chính trong thành phố, trong khi dân tộc người Uzbek tạo thành một nhóm thiểu số ngày càng tăng. Những con số chính xác khó đánh giá, vì nhiều người ở Uzbekistan xác định là thuộc chủng "Uzbek" mặc dù tiếng Đông Ba Tư mới là ngôn ngữ đầu tiên của họ, hoặc bởi vì họ được chính quyền trung ương đăng ký là Uzbeks mặc dù vẫn mang trong mình ngôn ngữ và bản sắc của người Ba Tư. Theo giải thích của Paul Bergne:
Trong cuộc điều tra dân số năm 1926, một bộ phận đáng kể dân số Tajik đã được đăng ký là người Uzbekistan. Do đó, ví dụ, trong cuộc điều tra dân số năm 1920 tại thành phố Samarkand, người Tajik được ghi nhận là số 44.758 và người Uzbek chỉ có 3301. Theo điều tra dân số năm 1926, số lượng dân Uzbek được ghi nhận là 43.364 và người Tajik chỉ là 10.716. Trong một loạt các kishlaks [làng] ở Khojand Okrug, có dân số được đăng ký là Tajik vào năm 1920, ví dụ: ở Asht, Kalacha, Akjari Tajik và những nơi khác, trong cuộc điều tra dân số năm 1926, họ đã được đăng ký là Uzbeks. Những sự thật tương tự cũng có thể được thêm vào liên quan đến Ferghana, Samarkand, và đặc biệt là Bukhara.
Uzbek trên thực tế là một dân tộc thiểu số ở Samarkand, nhưng là nhóm tộc lớn thứ hai sau Tajik, và tập trung nhiều nhất ở phía tây Samarkand. Nhóm dân tộc lớn thứ ba ở Samarkand là người Iran, hầu hết sống ở phía tây và tây nam Samarkand, trong một số khu phố lớn của Iran, lớn nhất và nổi tiếng nhất là khu phố Panjab của Iran. Người Iran gốc Samarkand chủ yếu nói tiếng Uzbek, với giọng Iran. Người Iran bắt đầu chuyển đến Samarkand từ thế kỷ 17, và dòng chảy của họ đến thành phố này tăng lên vào thế kỷ 19 và đầu thế kỷ 20. Do đó, khoảng 100 nghìn người Iran hiện đang sống ở Samarkand. Họ chủ yếu đến từ các thành phố Khorasan, Mashhad, Nishapur, Sabzevar, Astrabad, Tabriz, Zanjan, Ardabil và Merv.
Ngoài ra ở Samarkand còn có một cộng đồng người Nga, người Ukraina, người Belarus, người Armenia, người Azerbaijan, người Tatar, người Triều Tiên, người Ba Lan, người Đức, những người chủ yếu sống ở trung tâm và phía tây Samarkand. Ngôn ngữ chính của các quốc tịch này là tiếng Nga. Những dân tộc này đã đến Samarkand từ cuối thế kỷ 19, và đặc biệt là vào thời Xô Viết, và đã ở lại đây mãi mãi.
Ở cực tây và tây nam Samarkand, có cộng đồng người Ả Rập gốc Trung Á sinh sống, những người chủ yếu nói tiếng Uzbek và chỉ một phần nhỏ của thế hệ cũ nói tiếng Ả Rập. Ngoài ra ở phía đông Samarkand còn có một cộng đồng người Do Thái lớn từ Bukhara, nơi chỉ còn lại một vài gia đình Do Thái. Hàng trăm ngàn người Do Thái còn lại rời khỏi Uzbekistan từ những thập niên 1970 đến Israel, Hoa Kỳ, Canada, Úc và Châu Âu.
Ngoài ra ở phần phía đông của Samarkand còn có một số khu vực, nơi các dân tộc khác ở Trung Á (Luli, Djugi, Mugat, Parya và các nhóm khác) từng sinh sống ở các vùng lãnh thổ hiện đại của Ấn Độ và Pakistan, đã bắt đầu đến Samarkand từ nhiều thế kỷ trước. Họ chủ yếu nói một phương ngữ đặc biệt của ngôn ngữ Tajik, cũng như ngôn ngữ của họ (ngôn ngữ Parya được biết đến nhiều nhất).

### Ngôn ngữ

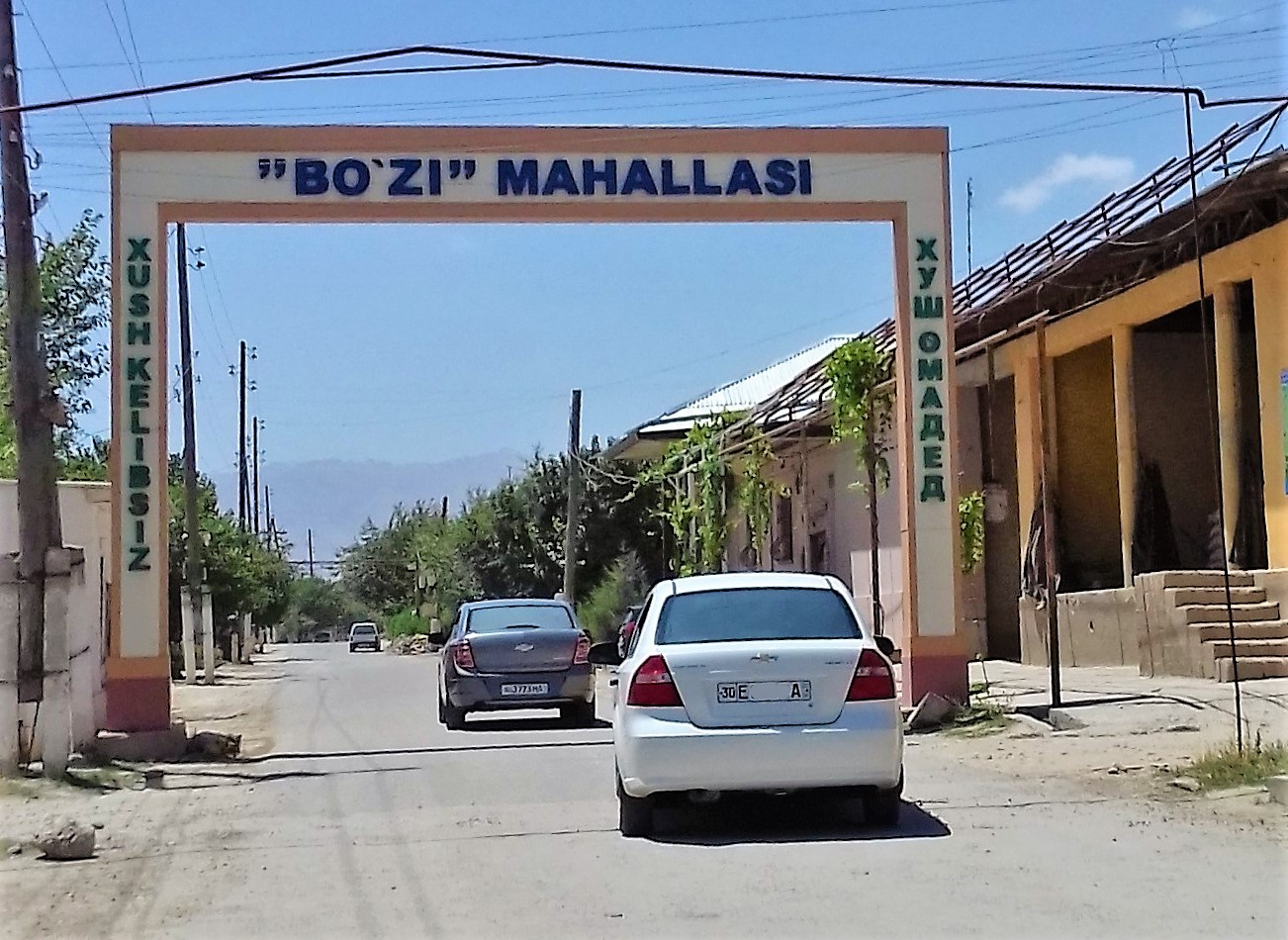
Cổng chào bằng hai ngôn ngữ: tiếng Uzbek (tiếng Latin) và tiếng Tajik (Cyrllic) ở lối vào một trong những mahallas (Bo'zi) của Samarkand

Ngôn ngữ chính thức ở Samarkand, cũng như trong cả nước Uzbekistan, là tiếng Uzbek, là một trong những ngữ hệ Turk. 95% các dấu hiệu và chữ khắc trong thành phố được viết bằng ngôn ngữ tiếng Uzbek (chủ yếu theo bảng chữ cái tiếng Latin của người Uzbekistan). Về mặt chính thức, người ta tin rằng ngôn ngữ phổ biến nhất ở Samarkand là tiếng Uzbek, nhưng trên thực tế, theo một số dữ liệu, ngôn ngữ này có nguồn gốc từ khoảng 30% cư dân của Samarkand. Các cư dân khác của Samarkand chỉ nói tiếng Uzbekistan là ngôn ngữ thứ hai. Không có dữ liệu chính xác về điều này, vì không có điều tra dân số ở Uzbekistan kể từ năm 1989. Ngôn ngữ tiếng Uzbek là tiếng mẹ đẻ của người Uzbek, Turkmen, Iran ở Samarkand và hầu hết người Ả Rập sống ở Samarkand.
Như trong phần còn lại của Uzbekistan, tiếng Nga thực tế là ngôn ngữ chính thức thứ hai ở Samarkand, và khoảng 5% các dấu hiệu và chữ khắc trong Samarkand được viết bằng ngôn ngữ này. Người Nga, người Belarus, người Ba Lan, người Đức, người Triều Tiên, phần lớn người Ukraina, phần lớn người Armenia, người Hy Lạp, một phần người Tatar và người Azerbaijan nói tiếng Nga ở Samarkand. Một số tờ báo bằng tiếng Nga được xuất bản ở Samarkand, trong đó phổ biến nhất là "Samarkandskiy vestnik" (tiếng Nga: Самаркандйй естник - Samarkand Herald), kênh truyền hình Samarkandian STV phát sóng một phần bằng tiếng Nga.
Trên thực tế, ngôn ngữ bản địa phổ biến nhất trong Samarkand là tiếng Tajik (Tajiki), là một trong những phương ngữ hoặc biến thể của tiếng Ba Tư (Farsi). Samarkand là một trong những thành phố nơi ngôn ngữ Ba Tư phát triển. Ở đây, vào những thời điểm khác nhau, nhiều nhà thơ và nhà văn cổ điển Ba Tư đã sống hoặc đến thăm, Abulqasem Ferdowsi, Omar Khayyám, Abdurahman Jami, Abu Abdullah Rudaki, Suzani Samarqandi, Kamal Khujandi là những người khác nổi tiếng nhất.
Theo một số người, ngôn ngữ bản địa của khoảng 70% cư dân Samarkand là ngôn ngữ Tajik. Những người này khoảng 70% nói tiếng Uzbek như ngôn ngữ thứ hai và tiếng Nga là ngôn ngữ thứ ba. Mặc dù thực tế rằng ngôn ngữ Tajik thực sự là một trong hai ngôn ngữ phổ biến nhất (cùng với tiếng Uzbek) ở Samarkand, ngôn ngữ này không có tư cách là ngôn ngữ chính thức hoặc khu vực. Ở thành phố Samarkand, chỉ có một tờ báo được xuất bản bằng ngôn ngữ Tajik (theo bảng chữ cái Cyrllic Tajik), được gọi là "Ovozi Samarqand" (Tajik: Овози Самарқанд - Tiếng nói của Samarkand). Các kênh truyền hình Samarkandian STV và "Samarqand" địa phương cũng phát sóng một phần bằng ngôn ngữ Tajik, cũng là một đài phát thanh khu vực phát sóng một phần bằng ngôn ngữ Tajik
Ngoài các ngôn ngữ tiếng Uzbek, tiếng Tajik và tiếng Nga, đối với một số cư dân Samarkand, ngôn ngữ bản địa là tiếng Ukraina (đối với một số người Ukraine), tiếng Armenia (chỉ tiếng Đông Armenia), tiếng Azerbaijan, tiếng Tatar, tiếng Tatar Krym, tiếng Ả Rập (cho một tỷ lệ rất nhỏ của người Ả Rập ở Samarkand), và các ngôn ngữ khác.

## Tôn giáo

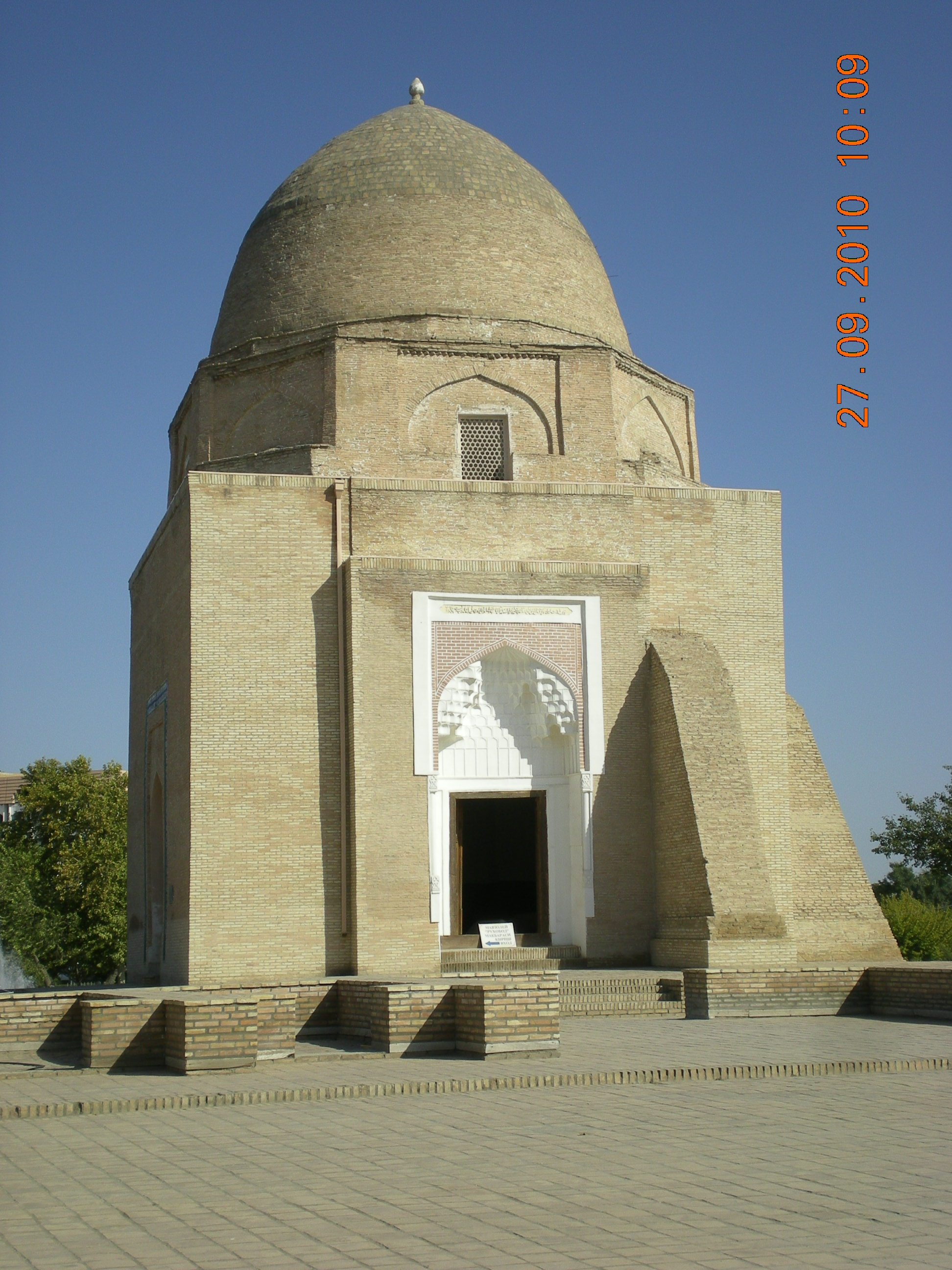
Lăng Ruhabad

### Hồi giáo
Trong lịch sử, Samarkand là một cộng đồng tôn giáo đa dạng. Từ thế kỷ thứ 8, khi người Ả Rập vào Trung Á, Hồi giáo đã trở thành tôn giáo chính. Theo một số nguồn tin, khoảng 90% người Hồi giáo theo dòng Hồi giáo Sunni trong khi Hồi giáo Shia, Kitô giáo và Do Thái giáo là những tôn giáo nhỏ.
Kể từ sự ra đời của Hồi giáo, nhiều thánh đường Hồi giáo, madrasa và lăng mộ đã được xây dựng và tất cả những điều này làm cho thành phố rất hấp dẫn cho khách du lịch đến tham quan. Nhiều di tích được xây dựng trong thế kỷ 14-15 bởi Tamerlane bao gồm Registan và 3 madrasa ở đó, Nhà thờ Hồi giáo Bibi-Khanym, Shah-i-Zinda và quần thể Gur-Emir, cũng như Đài thiên văn Ulugh-Beg.
Mặc dù 90% dân số Uzbekistan theo Hồi giáo Sunni, Hồi giáo không được theo dõi nghiêm ngặt. Du khách nói rằng phong cách ăn mặc và thái độ của người Hồi giáo ở Samarkand đang trở nên phương Tây hơn là giữ truyền thống và văn hóa của tổ tiên họ. Mặc dù theo Hồi giáo, nhiều người Hồi giáo Sunni ở Samarkand uống rượu đặc biệt là trong các đám cưới, ngày lễ và sinh nhật. Ngoài ra, có 14 nhà sản xuất rượu vang nhỏ ở Uzbekistan, với một trong những nhà sản xuất rượu lâu đời nhất và nổi tiếng ở Samarkand. Mọi người có thói quen uống vodka để kỷ niệm ngày tốt lành với người thân, bạn bè và hàng xóm của họ.

#### Hồi giáo Shia
Tỉnh Samarqand là một trong hai khu vực của Uzbekistan (cùng với tỉnh Bukhara) là nơi sinh sống của một số lượng lớn người theo Hồi giáo Shia. Tổng dân số của tỉnh Samarqand là hơn 3.720.000 người (2019); Theo một số dữ liệu, khoảng 1 triệu người là người Shia, chủ yếu là người Shia Twelver.
Không có dữ liệu chính xác về số lượng người theo Shia ở thành phố Samarkand, nhưng thành phố có một số nhà thờ Hồi giáo và madrasa của người Shia. Lớn nhất trong số này là Nhà thờ Hồi giáo Punjabi, Punjabi Madrasa, và Lăng mộ Mourad Avliya. Hàng năm, người Shia ở Samarkand tổ chức lễ Ashura, cũng như những ngày và ngày lễ đáng nhớ khác của người Shia.
Người Shia ở Samarkand chủ yếu là người Iran gốc Samarqand, họ tự gọi mình là Irani. Tổ tiên của họ bắt đầu đến Samarkand vào thế kỷ 18. Một số di cư đến đó để tìm kiếm cuộc sống tốt đẹp hơn, những người khác bị những kẻ bắt giữ người Turkmen bán làm nô lệ ở đó, và những người khác là những người lính bị đưa đến Samarkand. Chủ yếu họ đến từ Khorasan, Mashhad, Sabzevar, Nishapur và Merv; và thứ hai là từ Azerbaijan - nơi cũng có người Iran, Zanjan, Tabriz và Ardabil. Người Shia ở Samarkand cũng bao gồm người Azerbaijan, cũng như một số lượng nhỏ người Tajik và người Uzbek.
Trong khi không có dữ liệu chính thức về tổng số người Shia ở Uzbekistan, họ ước tính là "vài trăm nghìn". Theo WikiLeaks, trong năm 2007–2008, Đại sứ Hoa Kỳ về Tự do Tôn giáo Quốc tế đã tổ chức một loạt cuộc gặp với các giáo sĩ dòng Sunni và các giáo sĩ dòng Shia ở Uzbekistan. Trong một cuộc nói chuyện, giáo sĩ Hồi giáo Shia ở Bukhara nói rằng khoảng 300.000 người Shia sống ở tỉnh Bukhara và 1 triệu người ở tỉnh Samarqand. Đại sứ hơi nghi ngờ tính xác thực của những con số này, nhấn mạnh trong báo cáo của mình rằng dữ liệu về số lượng tôn giáo và dân tộc thiểu số do chính phủ Uzbekistan cung cấp được coi là một "chủ đề tế nhị" do chúng có khả năng kích động xung đột giữa các tôn giáo và tôn giáo. Tất cả các phụ tá của đại sứ đều cố gắng nhấn mạnh rằng Hồi giáo truyền thống, đặc biệt là chủ nghĩa Sufism và Sunism, ở các vùng Bukhara và Samarqand được đặc trưng bởi sự khoan dung tôn giáo lớn đối với các tôn giáo và giáo phái khác, bao gồm cả Shia.

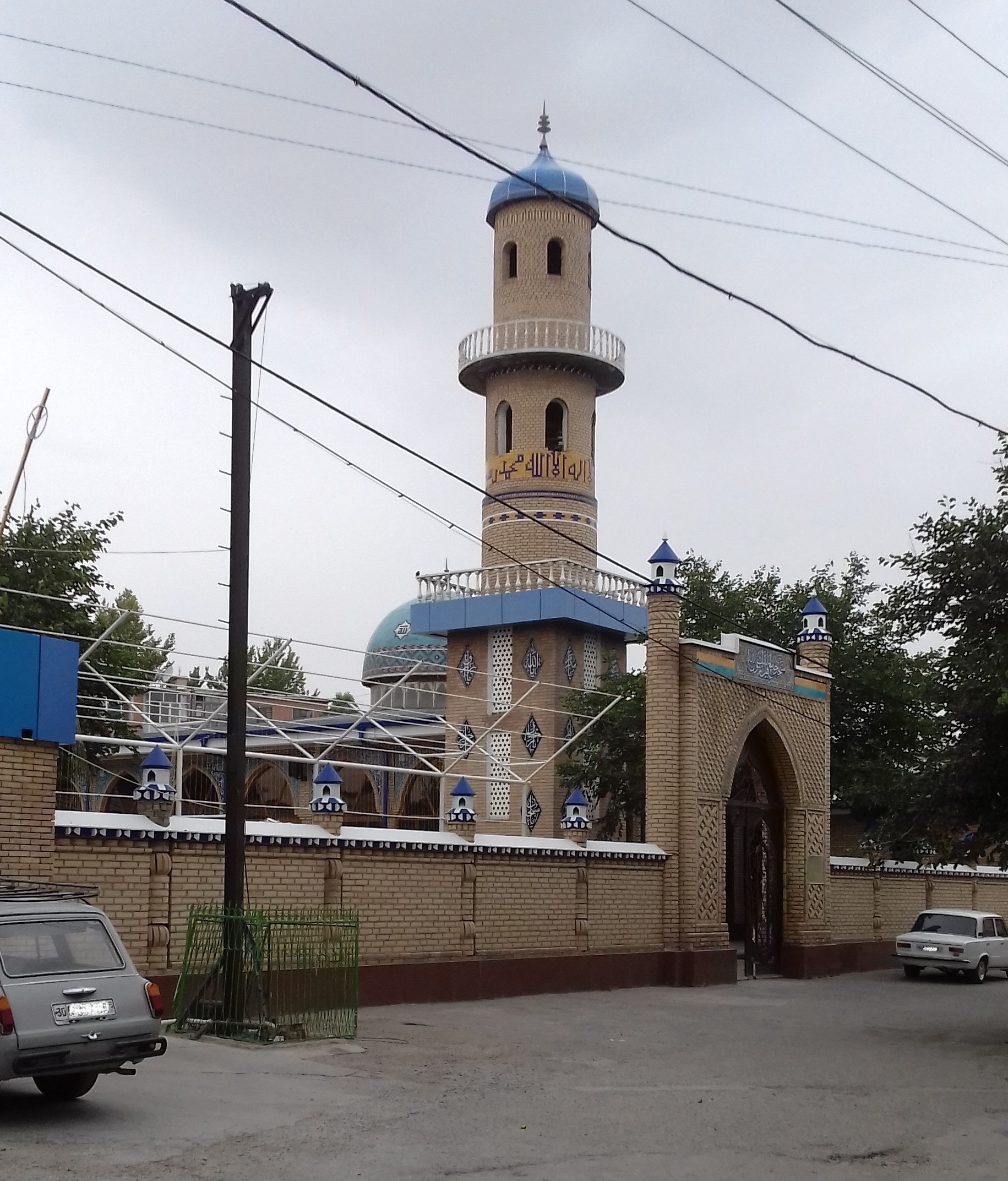
Nhà thờ Shia Panjab
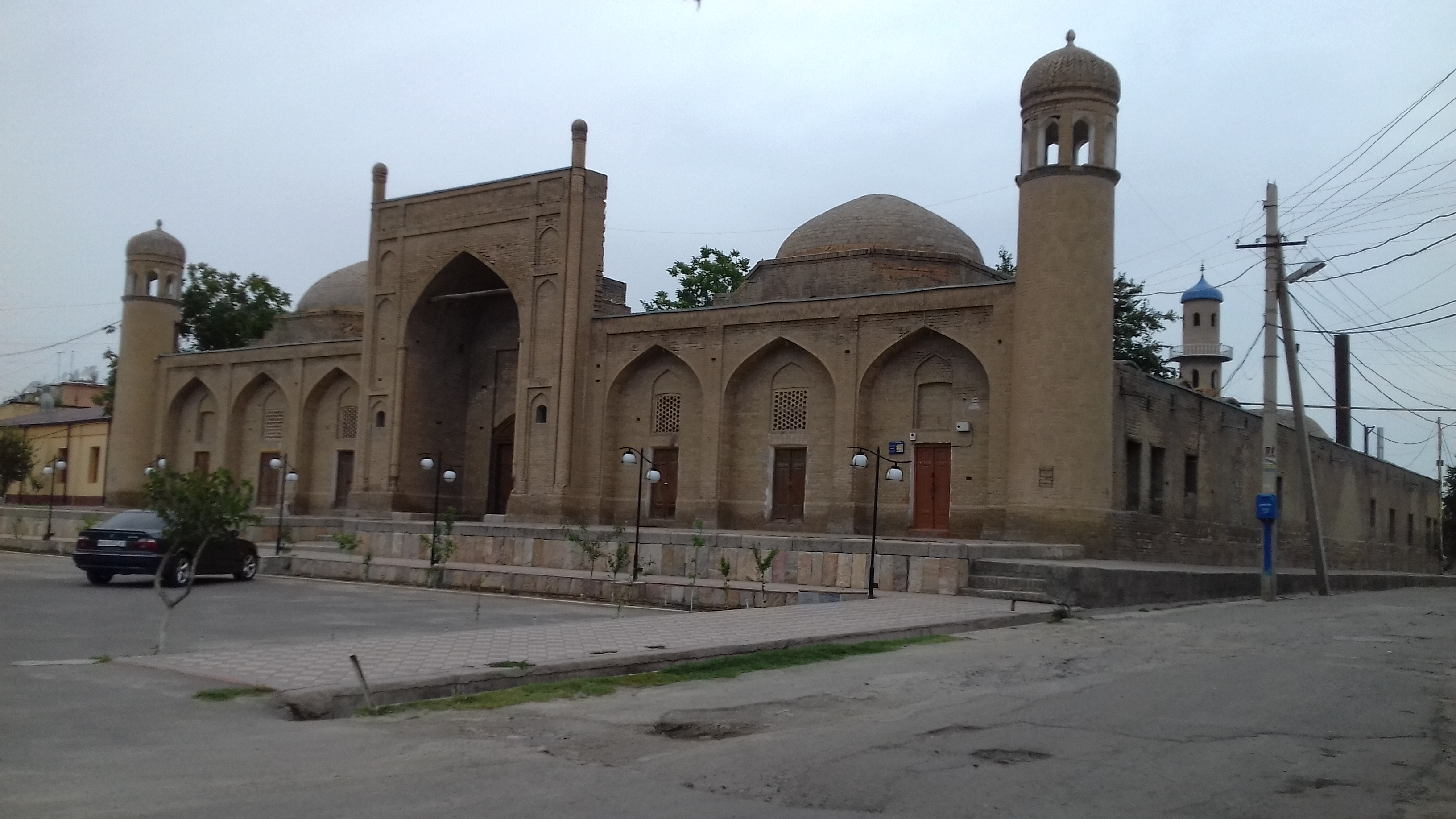
Madrasa Shia Panjab
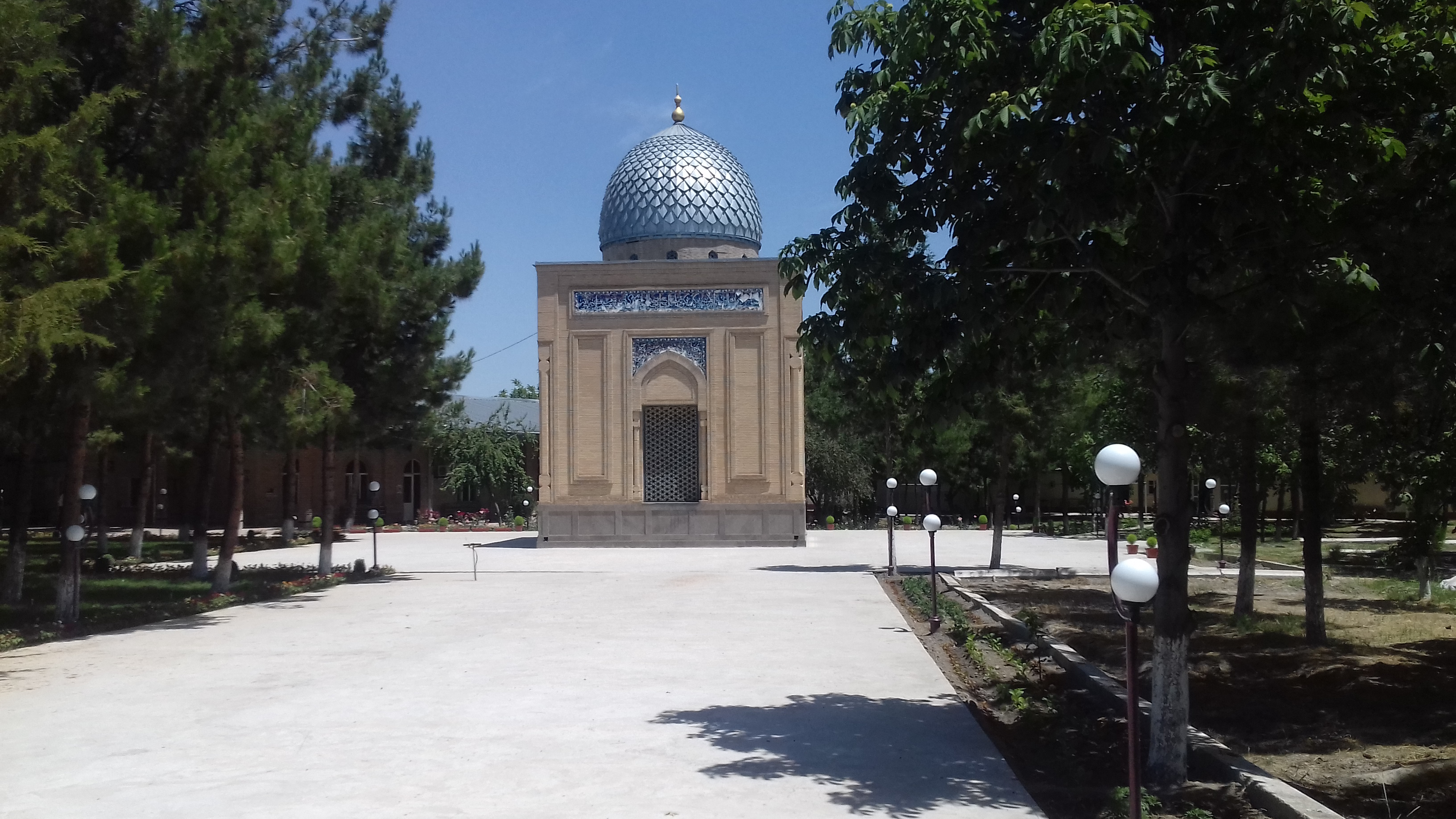
Murad Avliya Shrine

### Kitô giáo
Kitô hữu bao gồm: người Nga, người Triều Tiên, người Ukraina và người Armenia. Chỉ có một vài nhà thờ giữ các dịch vụ cho tôn giáo này.

## Địa danh chính

### Khu phức hợp

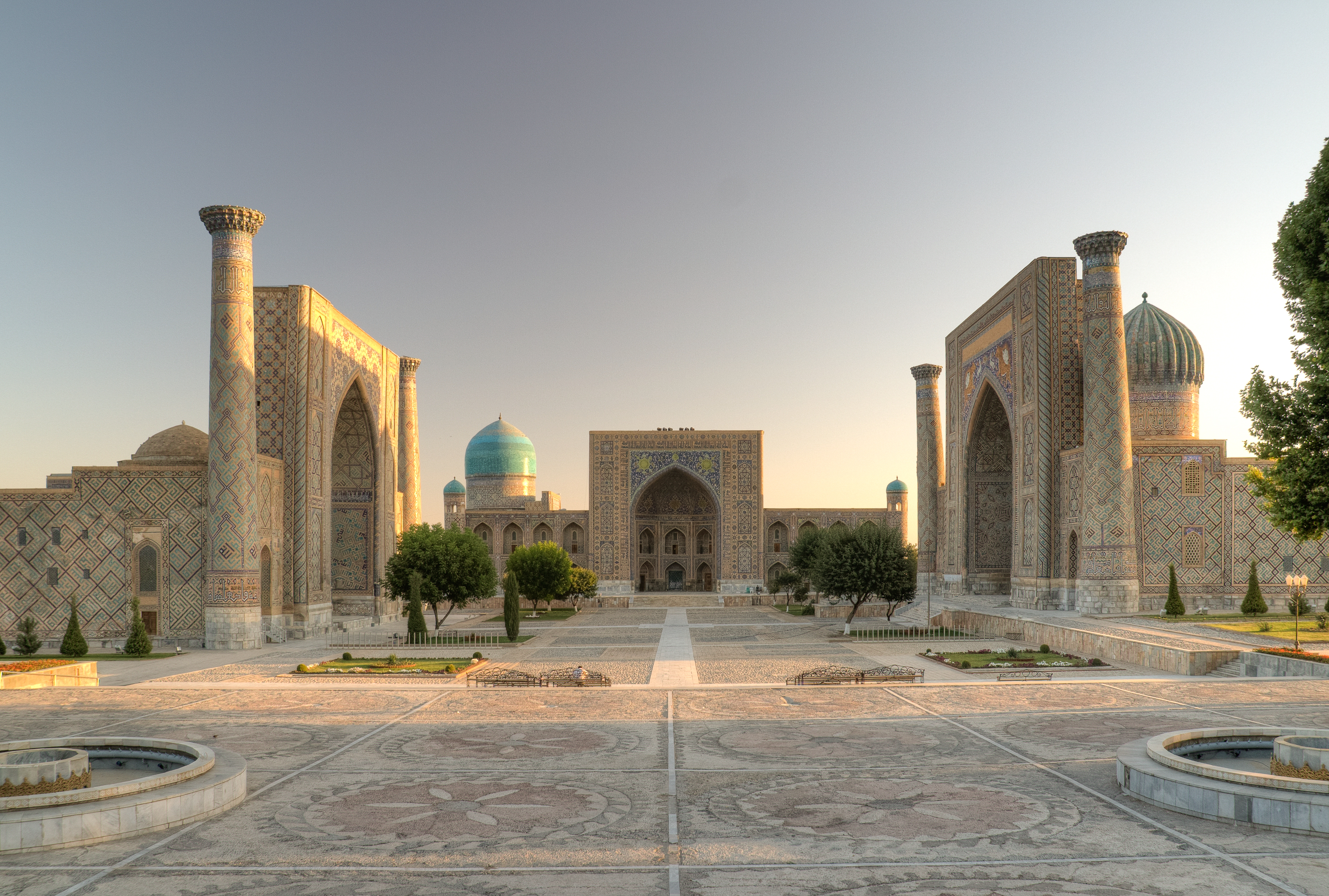
Quảng trường và khu phức hợp Registan
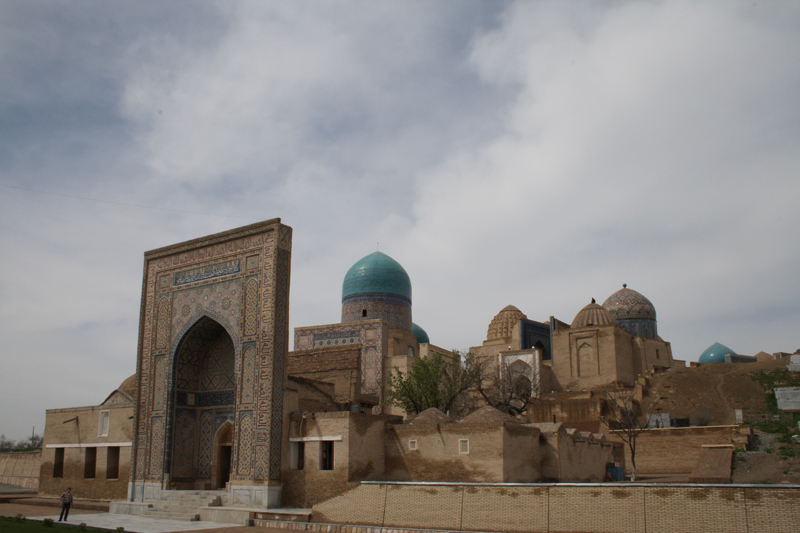
Shah-i-Zinda
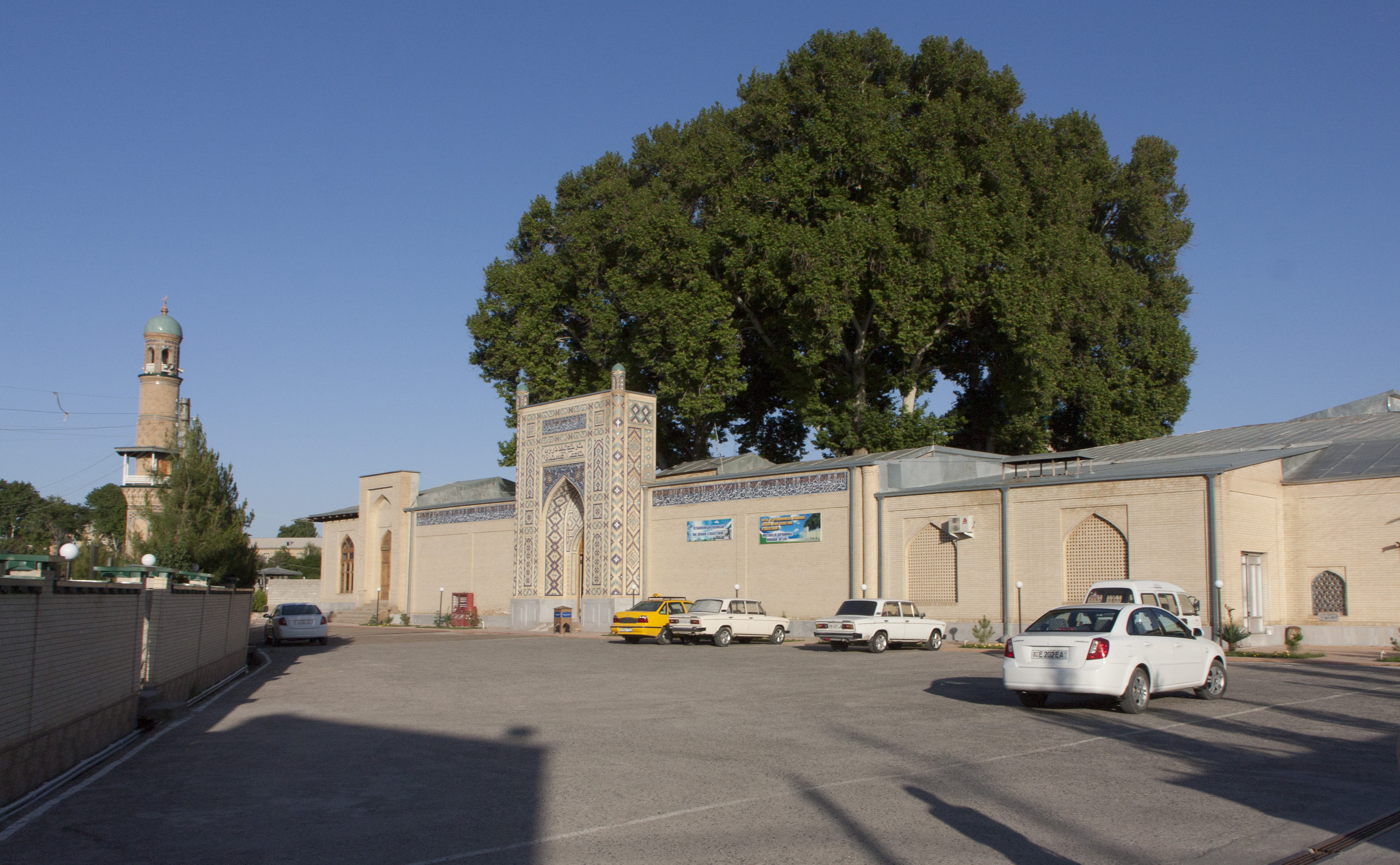
Khu phức hợp Abdu Darun
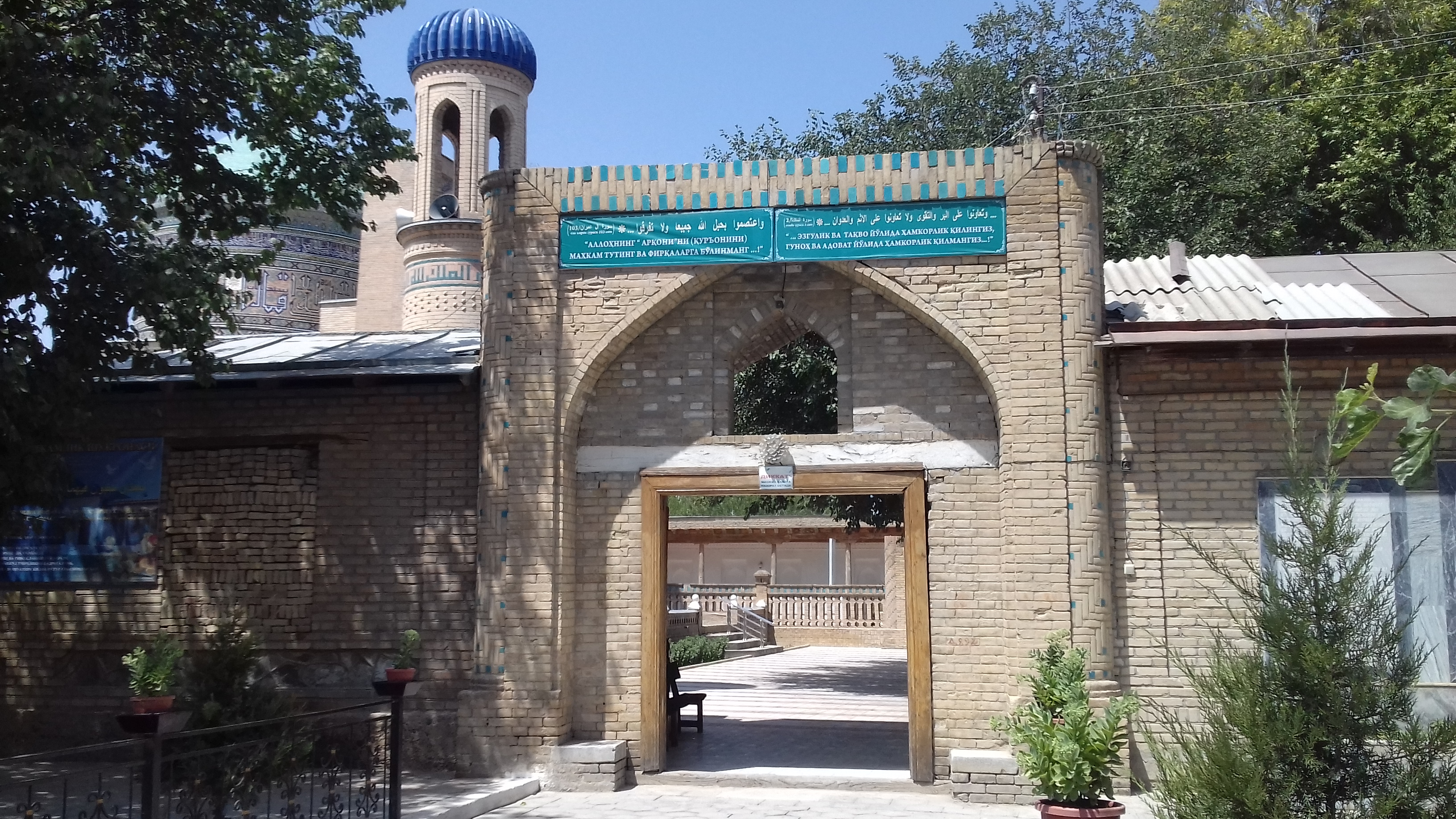
Khu phức hợp Abdu Berun
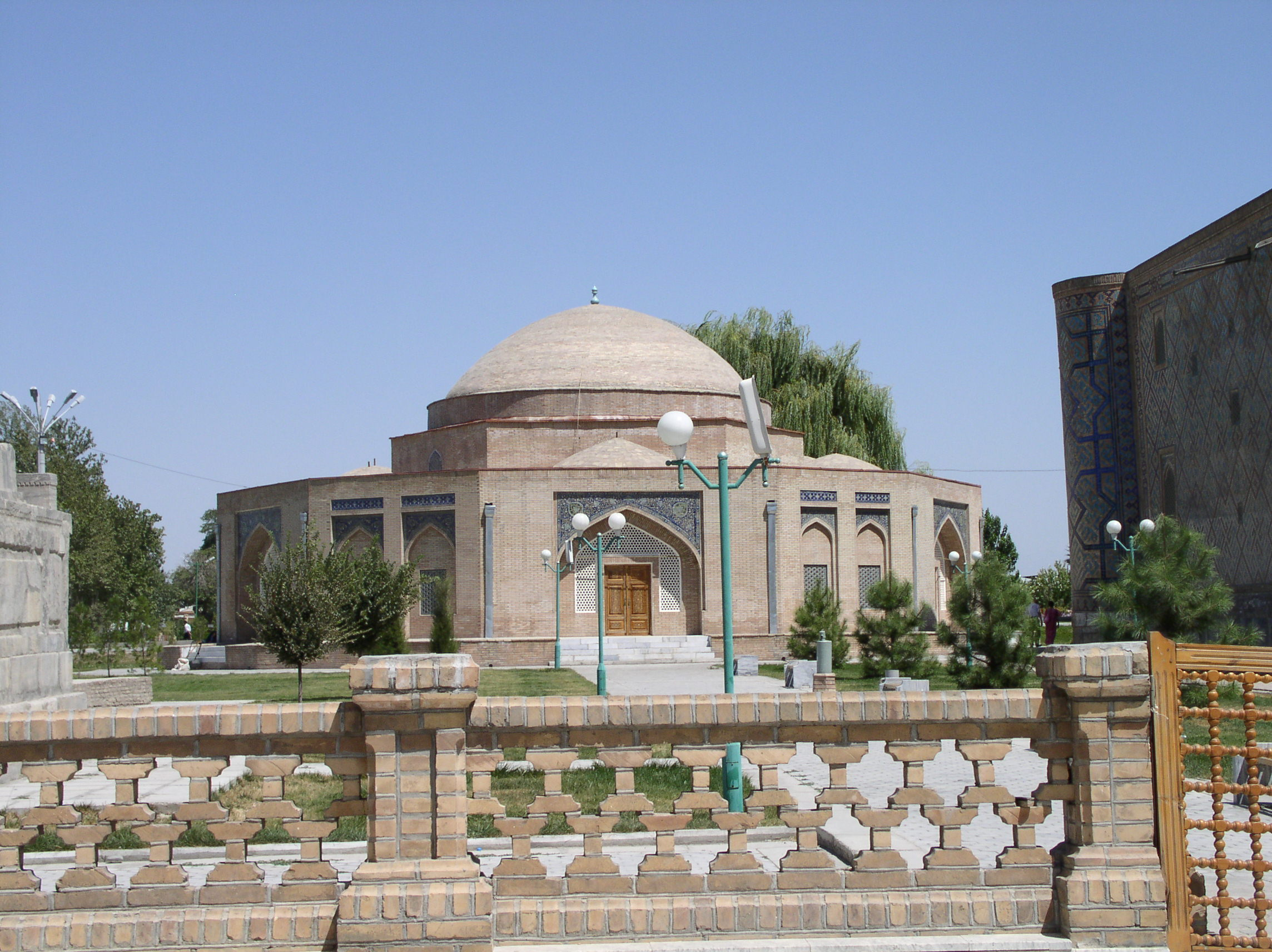
[[Chorsu (Samarkand)|Chorsu
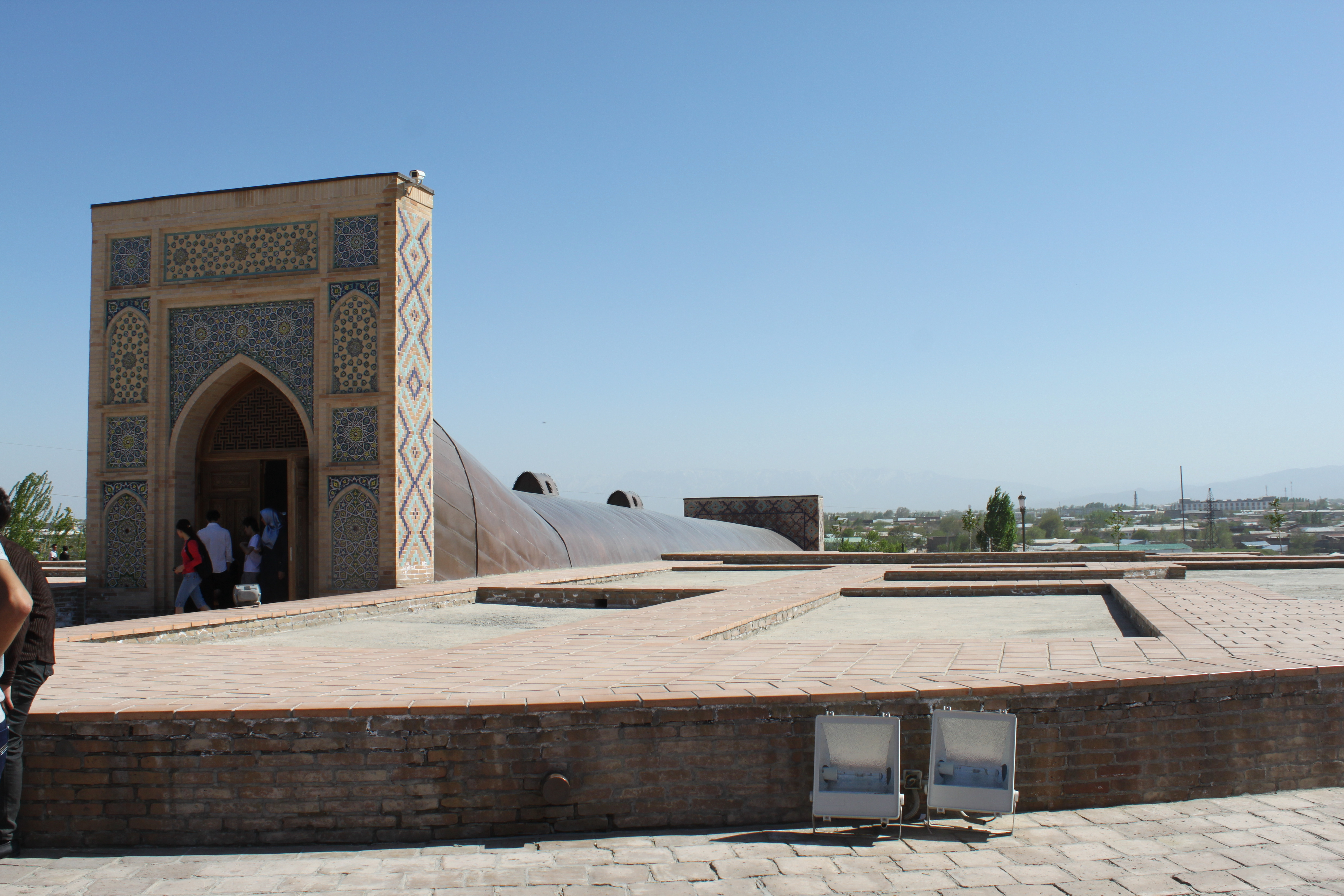
Đài quan sát Ulugh Beg

### Lăng và miếu

#### Lăng

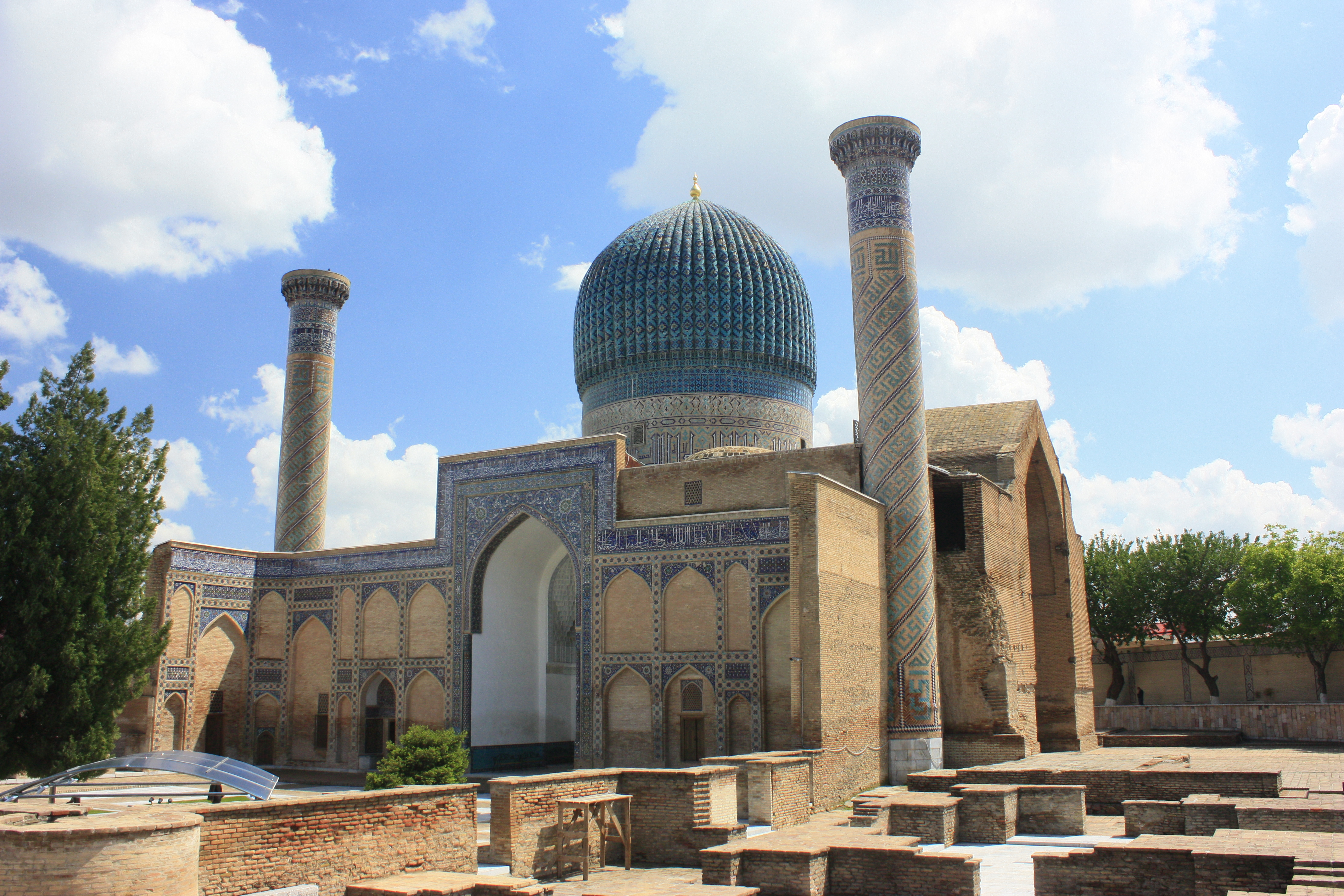
Lăng Gure Amir
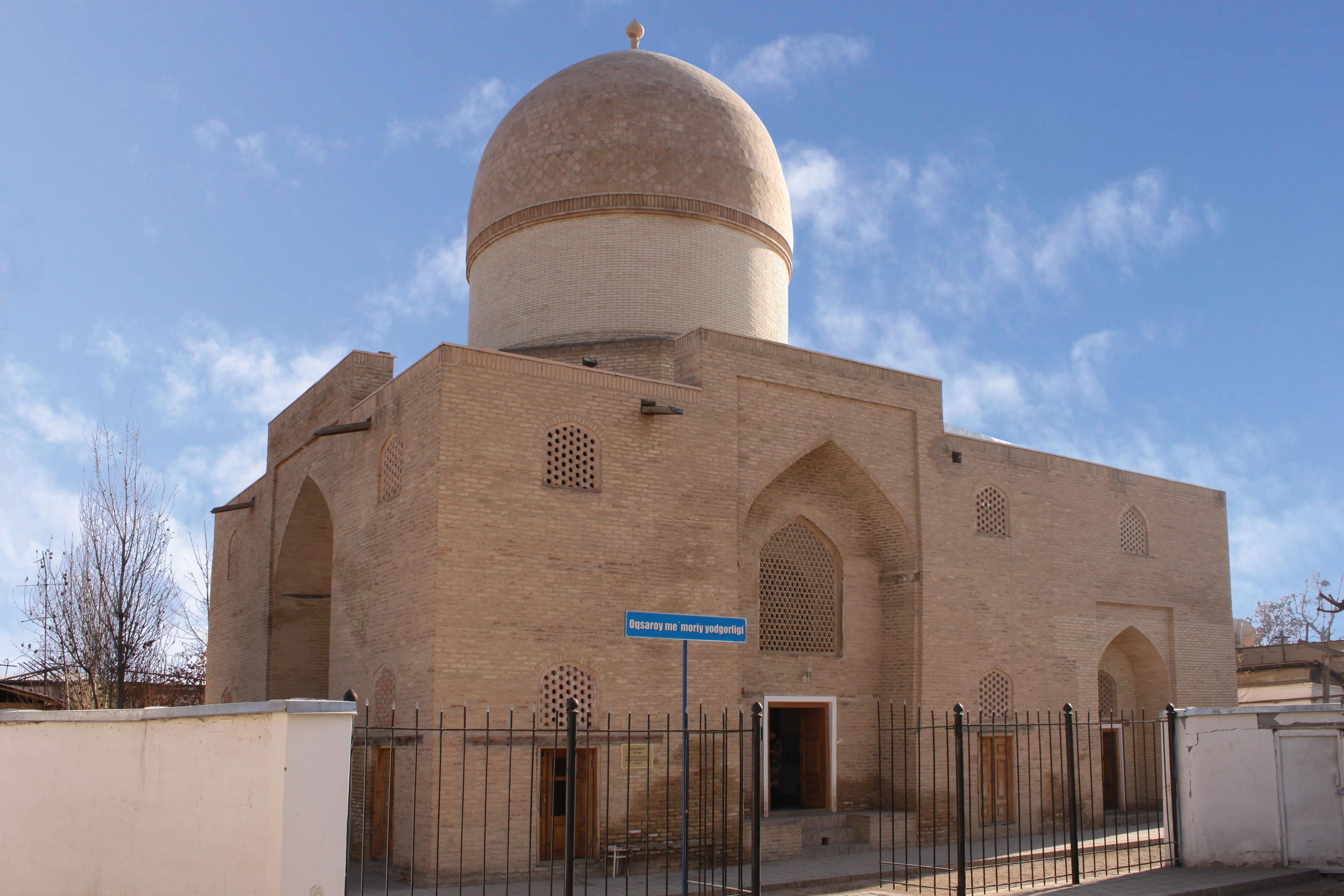
Lăng Aqsaray Timurids
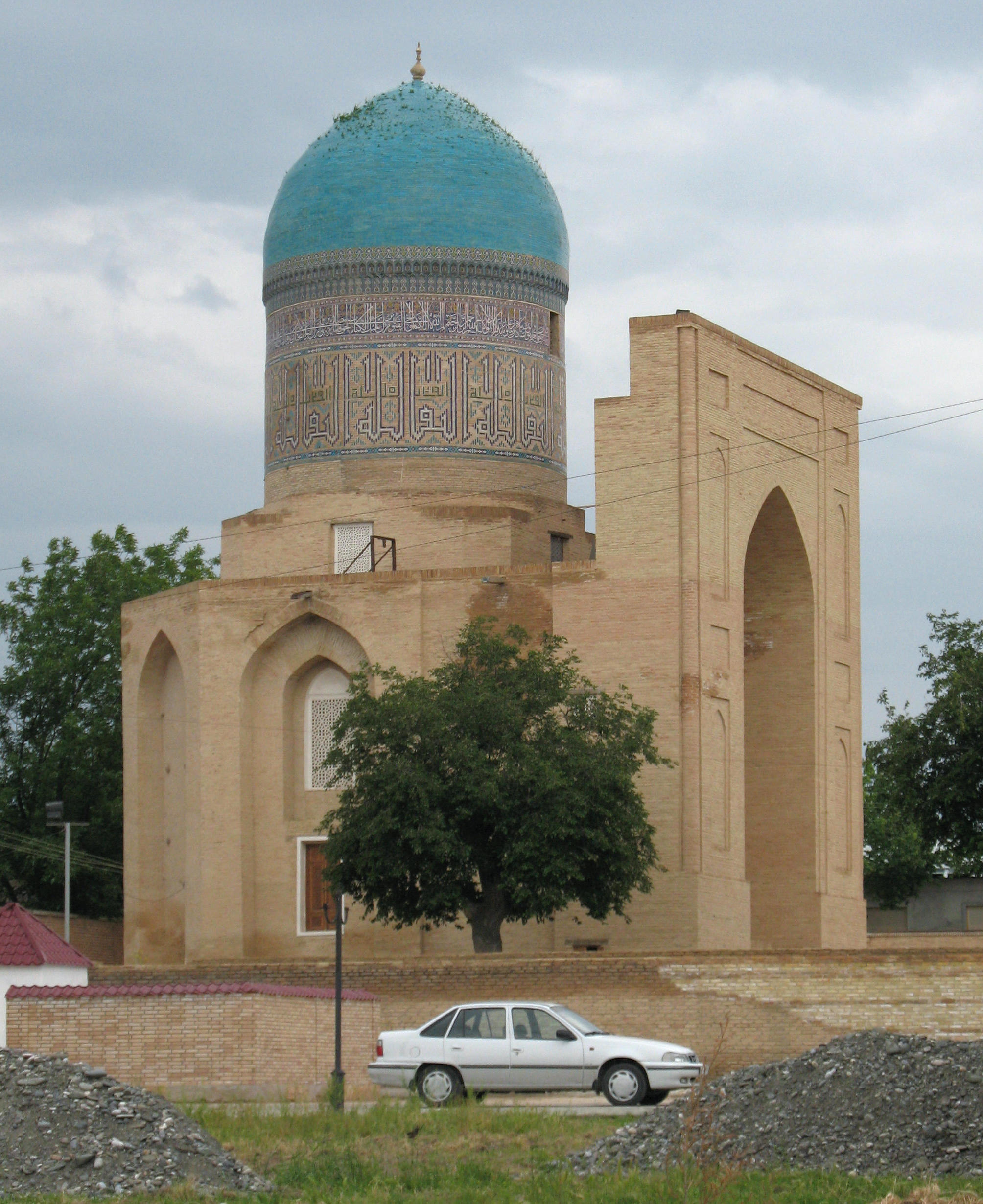
Lăng Bibi Khanum
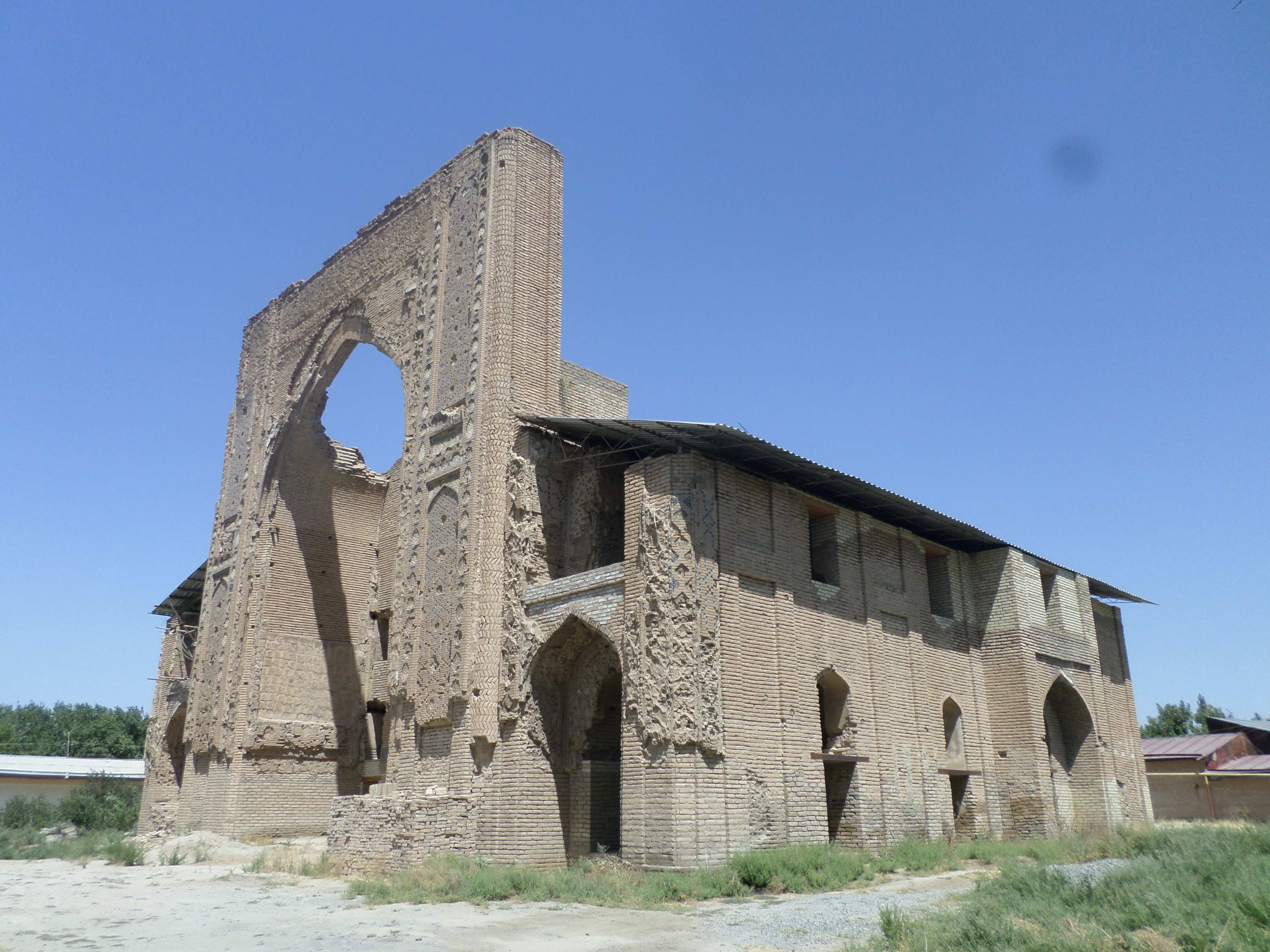
Lăng Ishratkhana
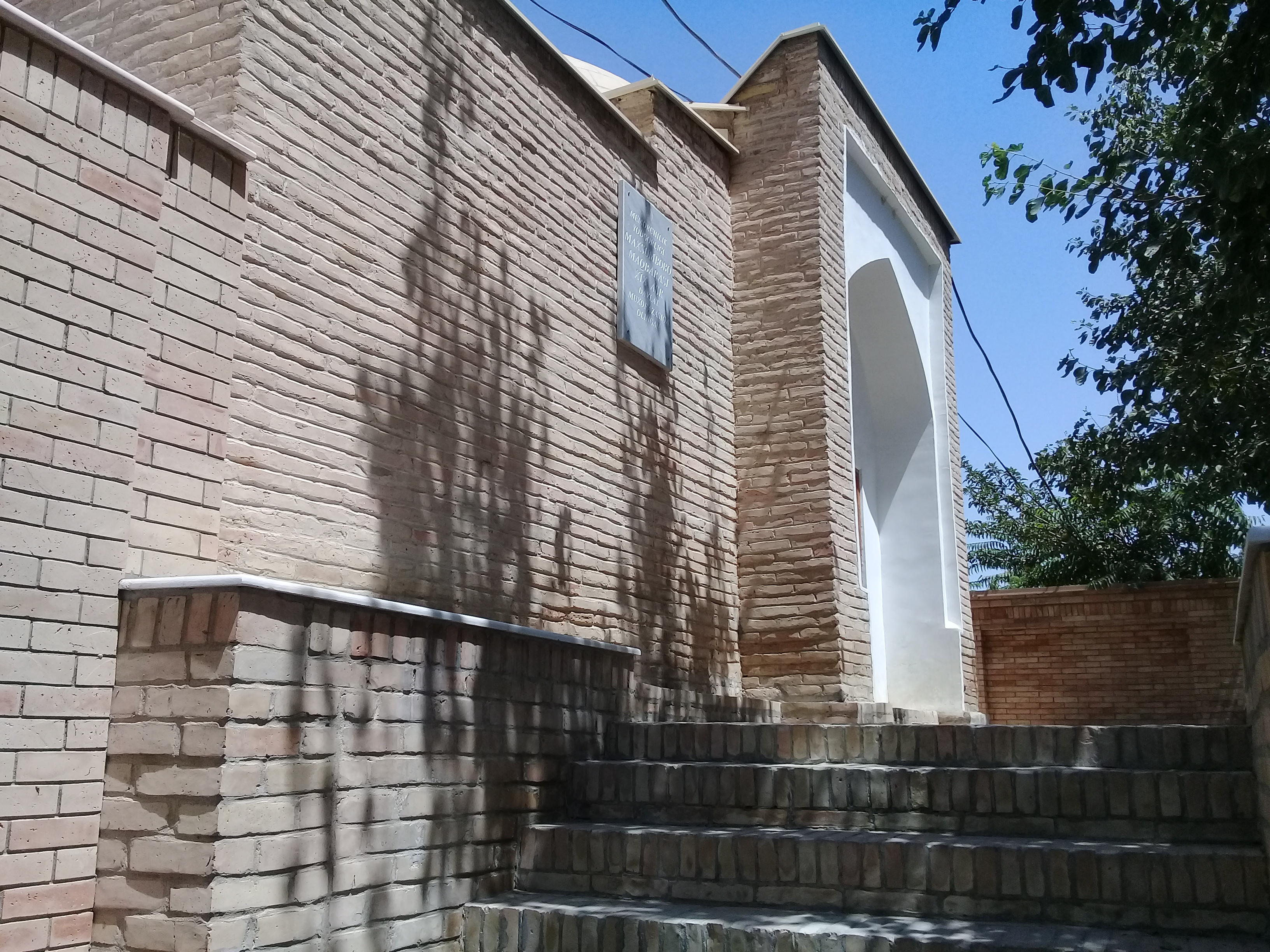
Lăng Makhsum Baba

#### Miếu

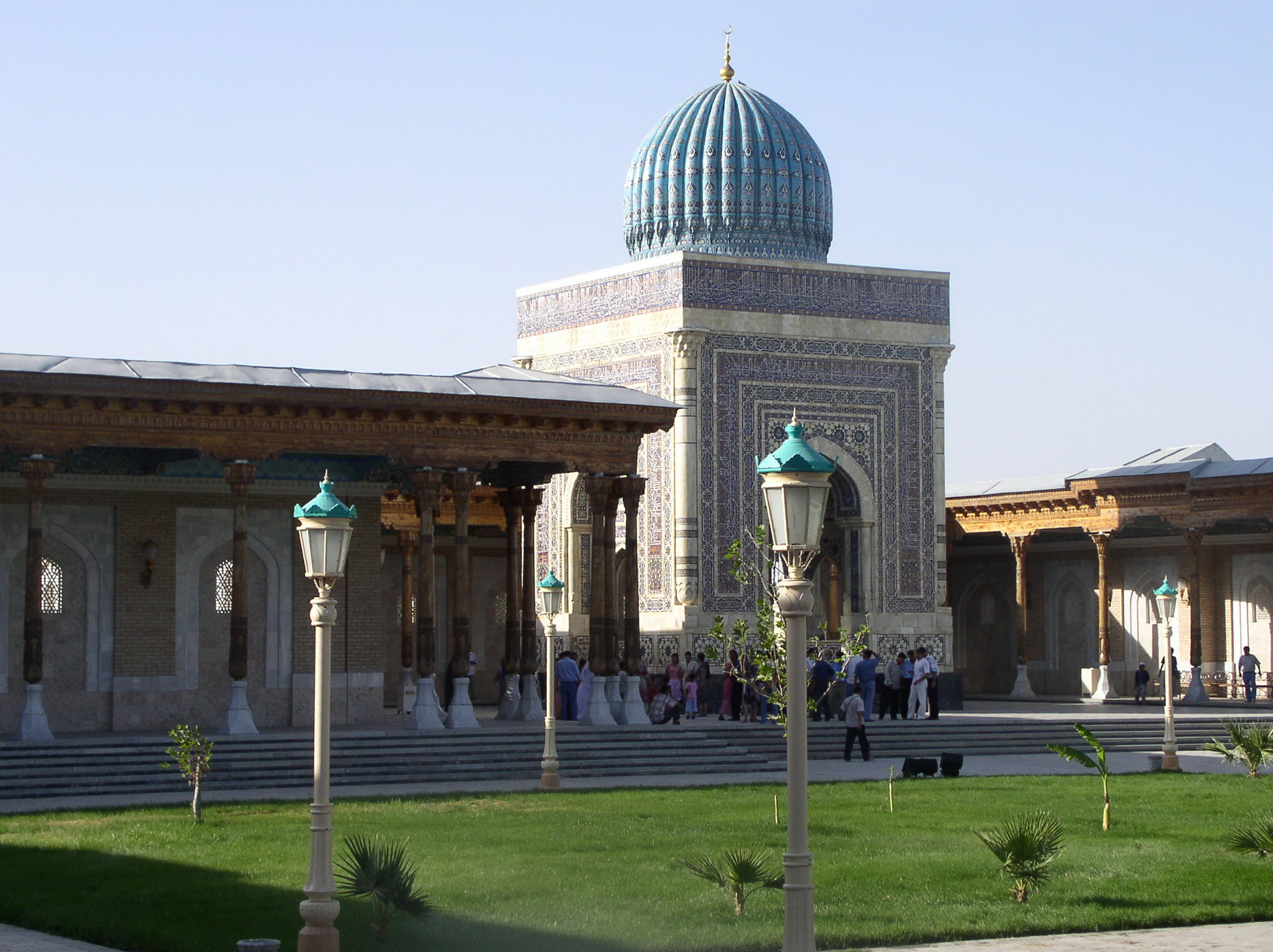
Miếu Imam Bukhari
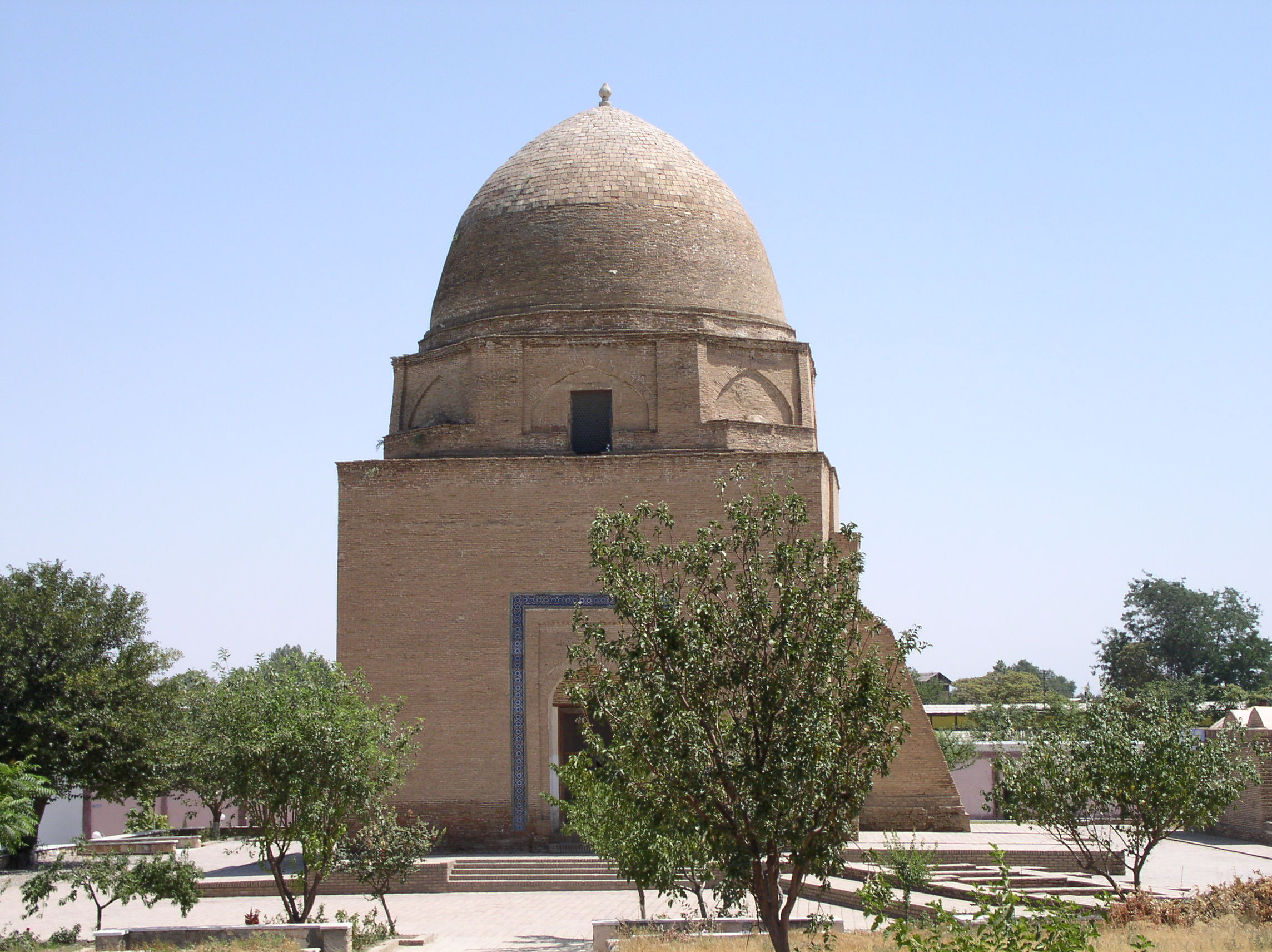
Lăng Ruhabad
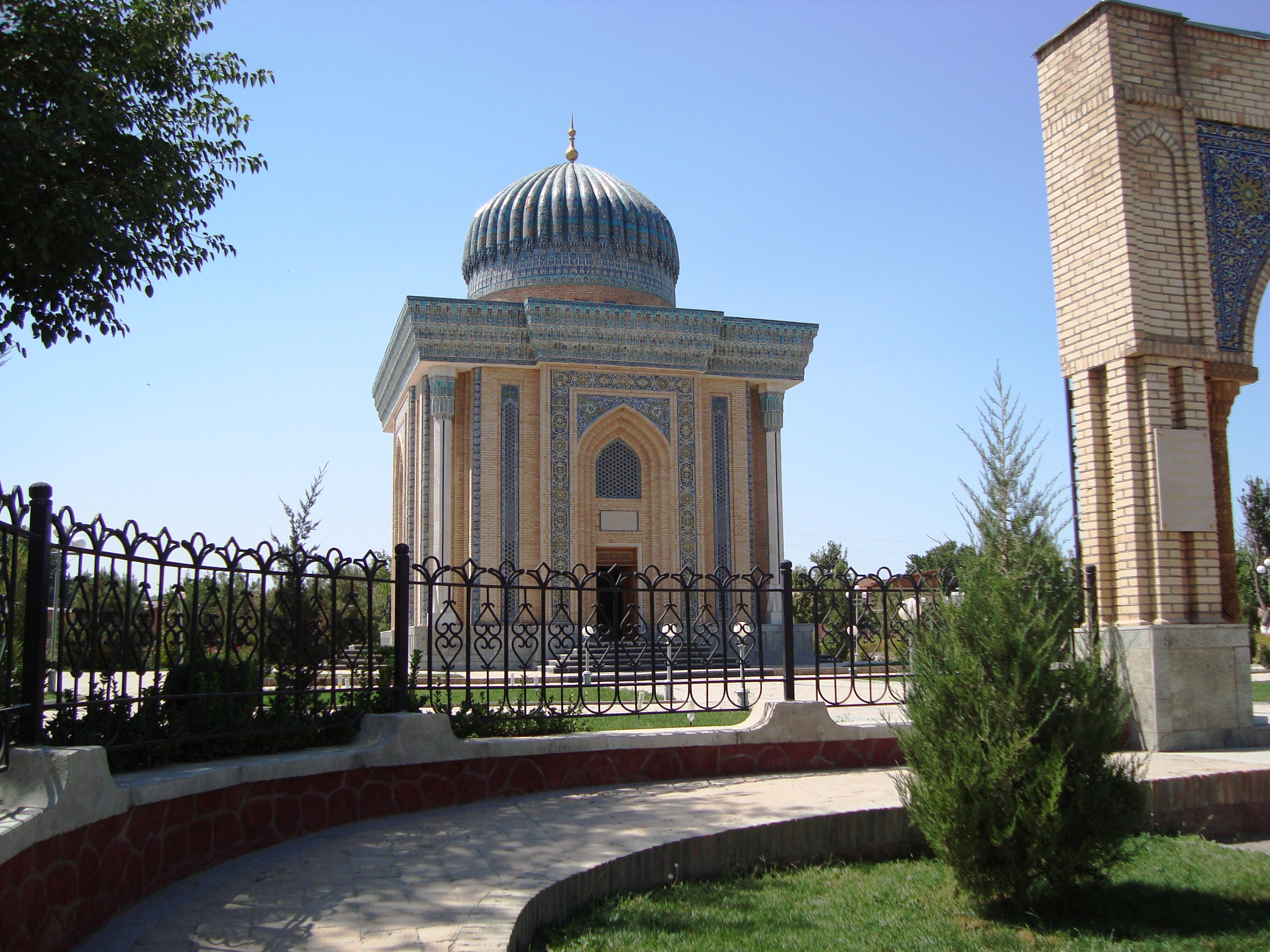
Miếu Imam Maturidi
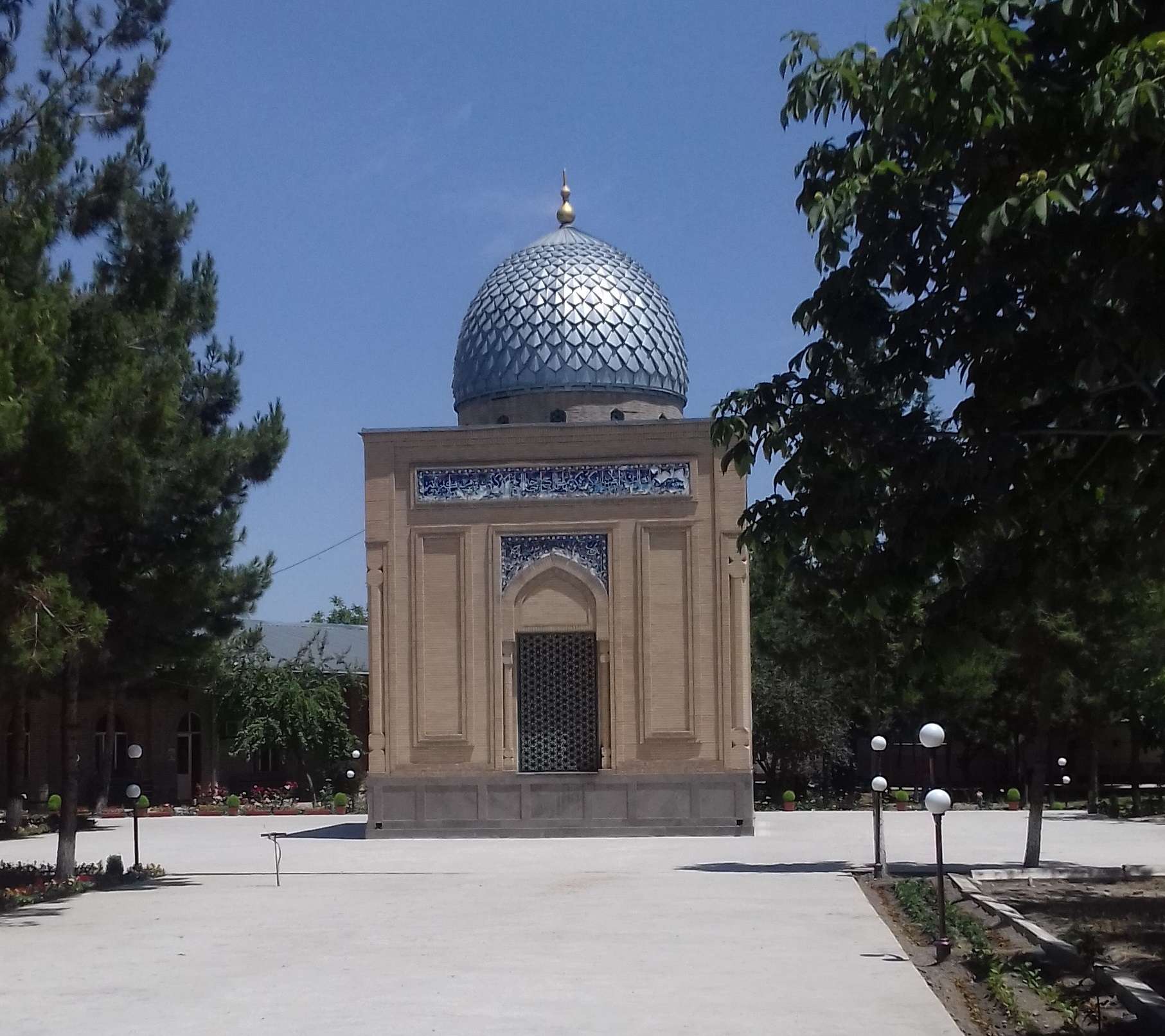
Miếu Murad Avliya
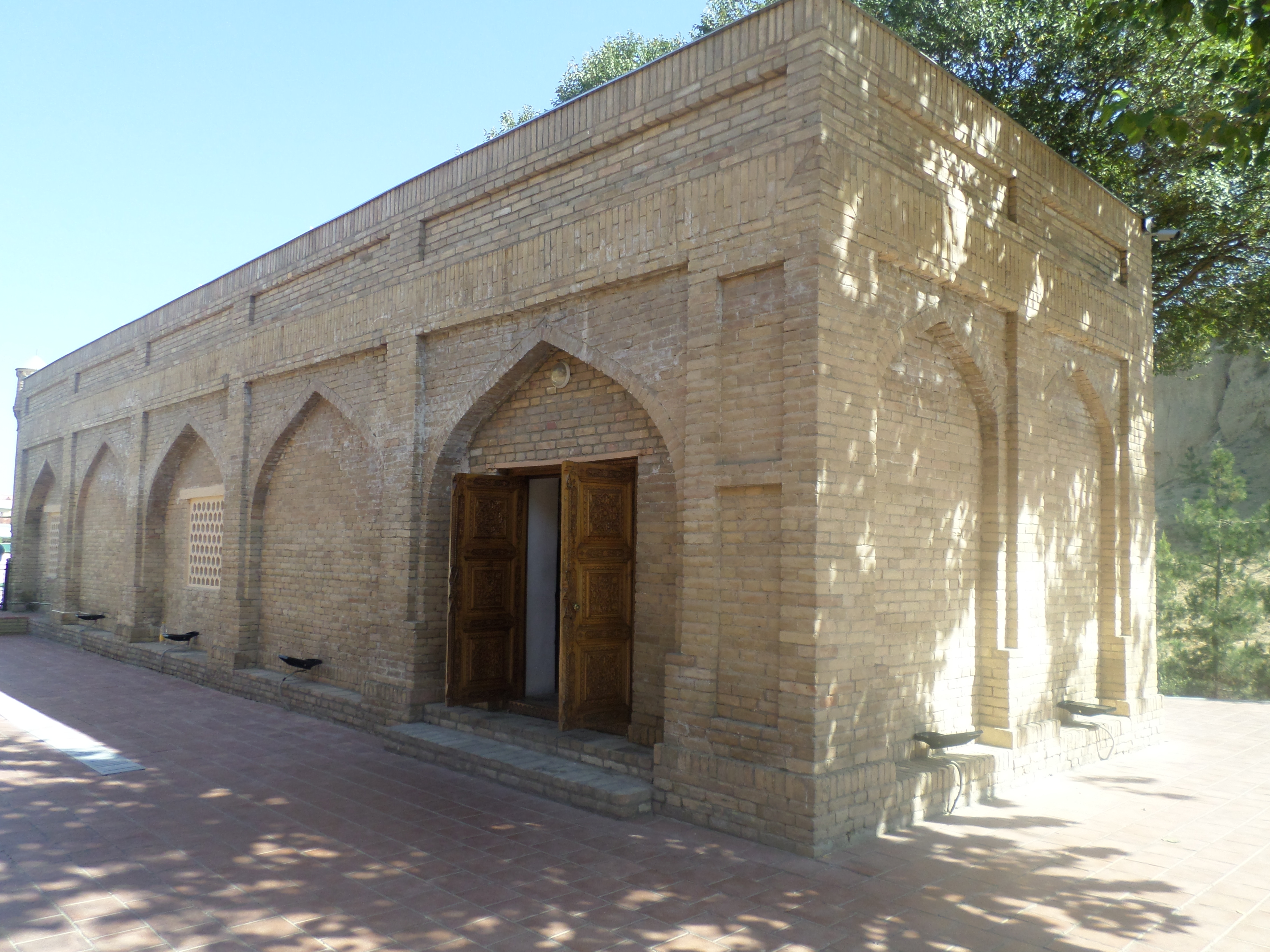
Lăng Khoja Daniyar
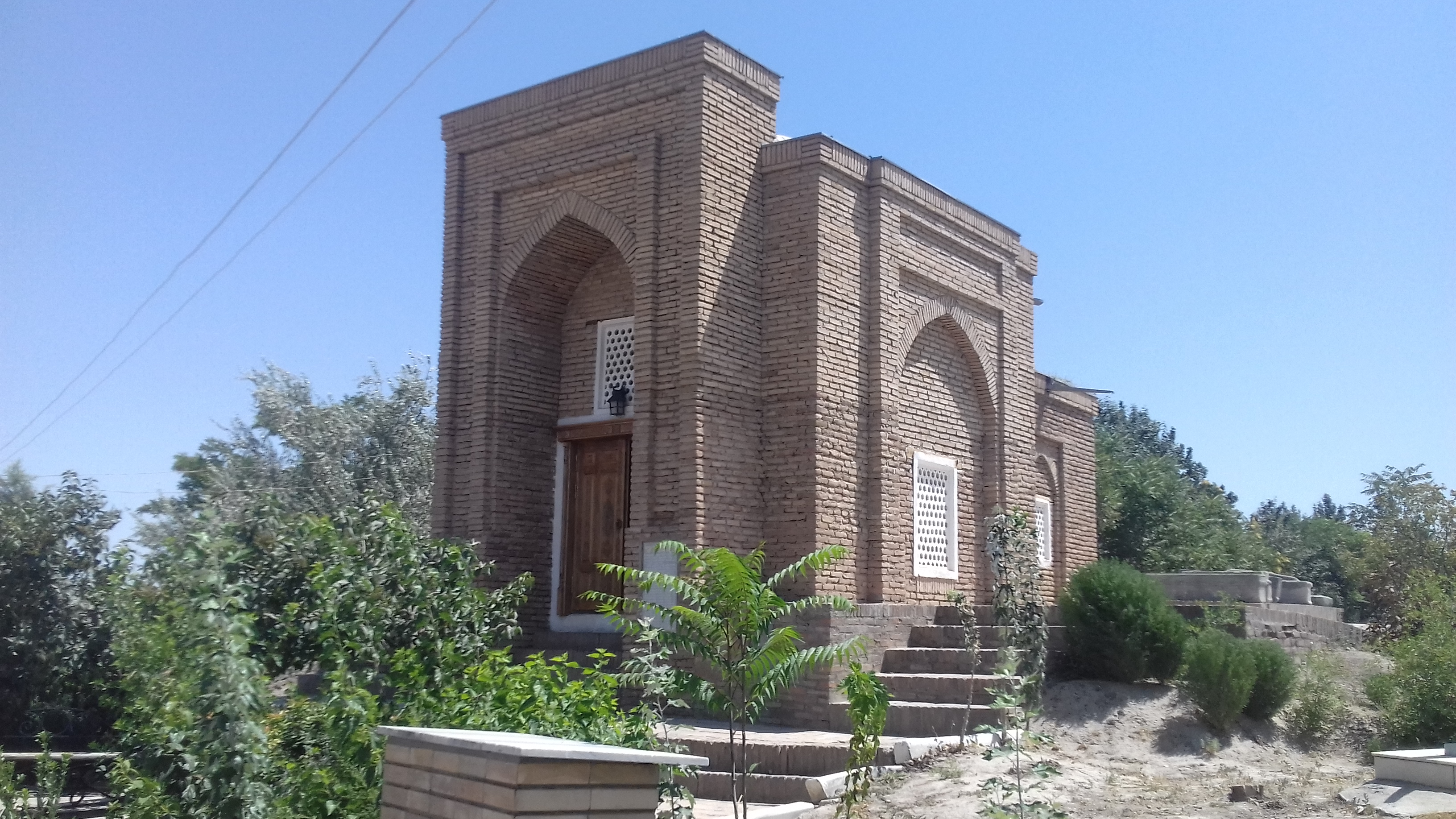
Miếu Nuriddin Basir

### Madrasa

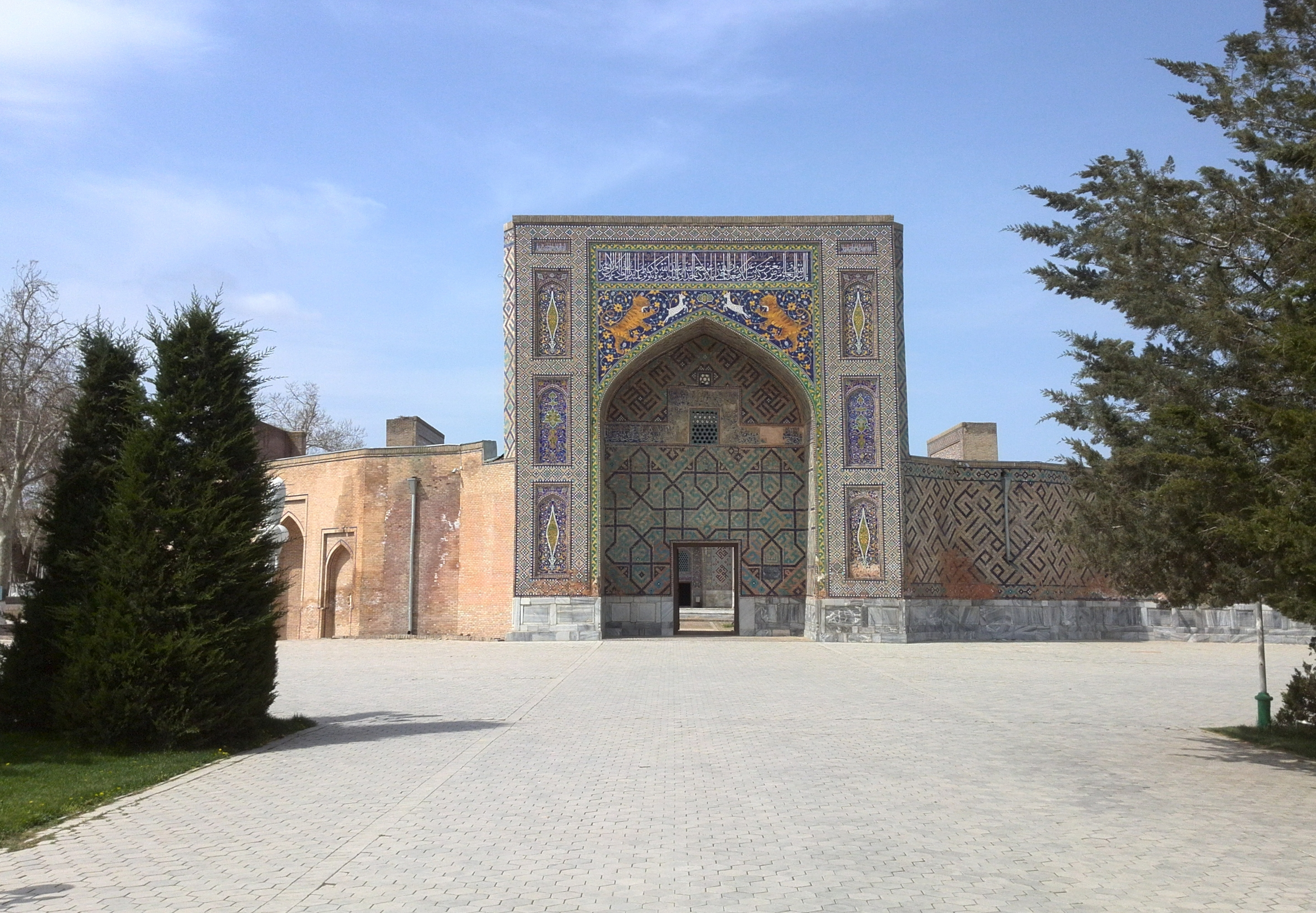
Madrasa Khoja Ahrar
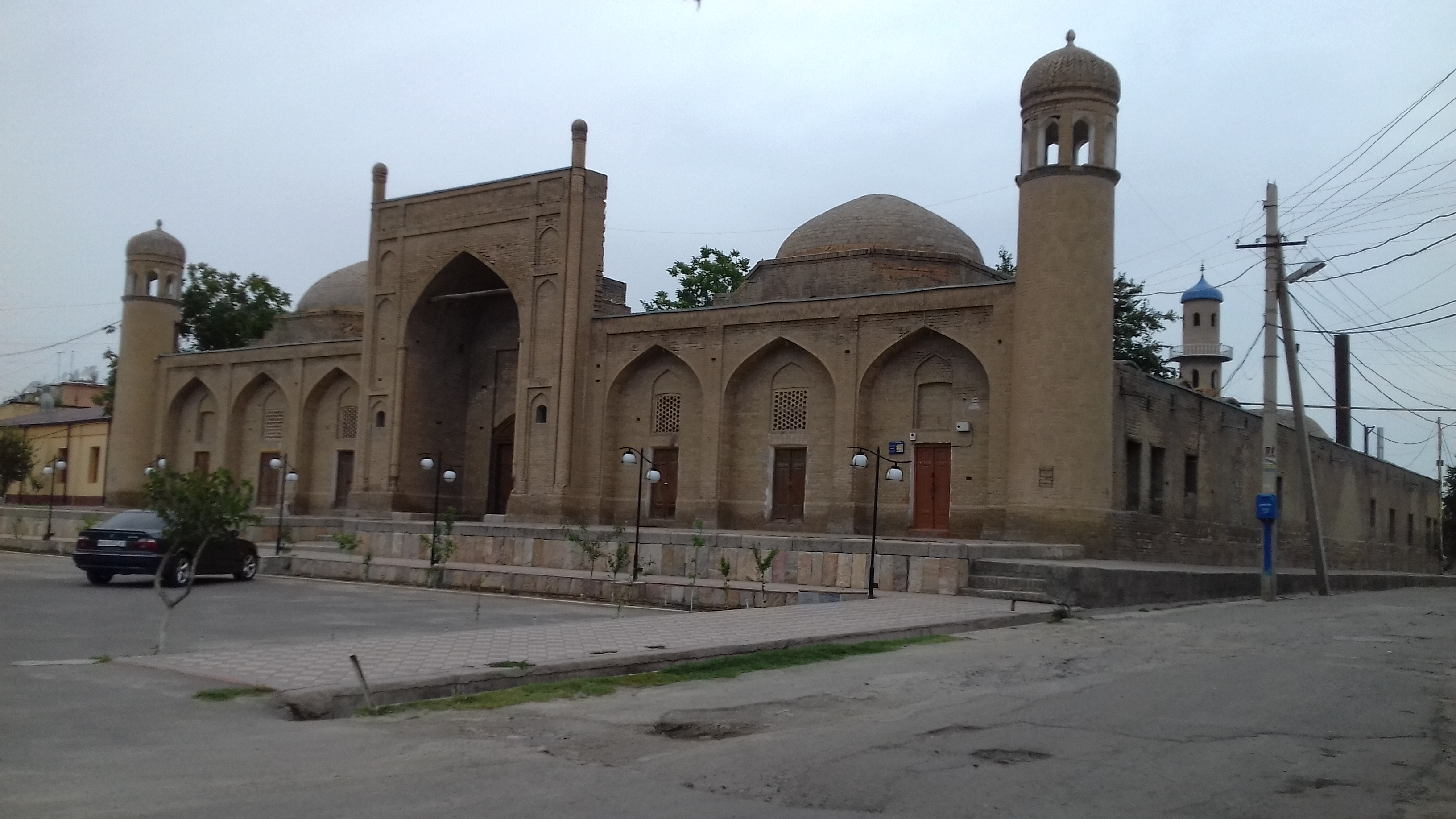
Madrasa Panjab

### Nhà thờ Hồi giáo

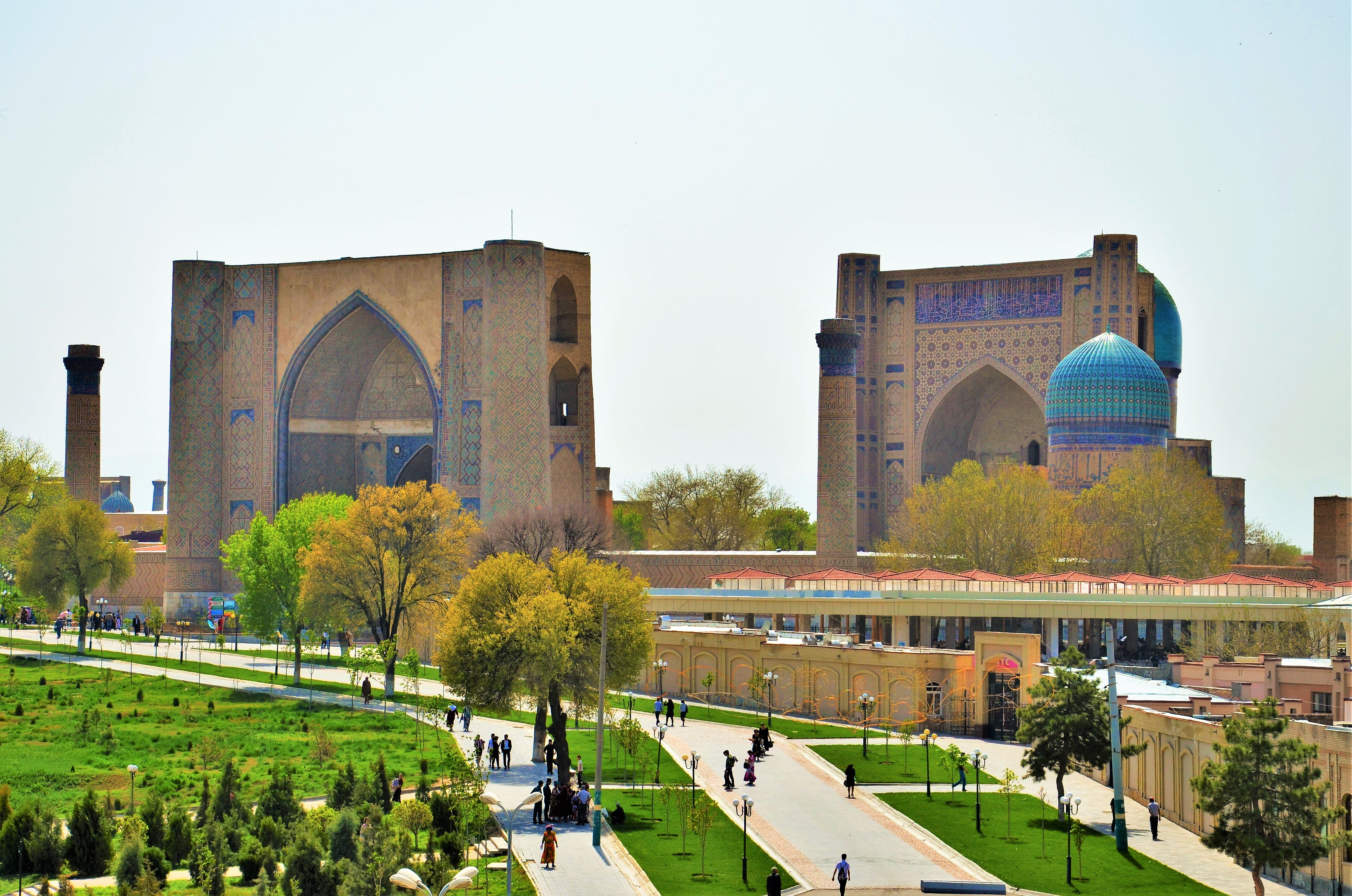
Nhà thờ Hồi giáo Bibi Khanum
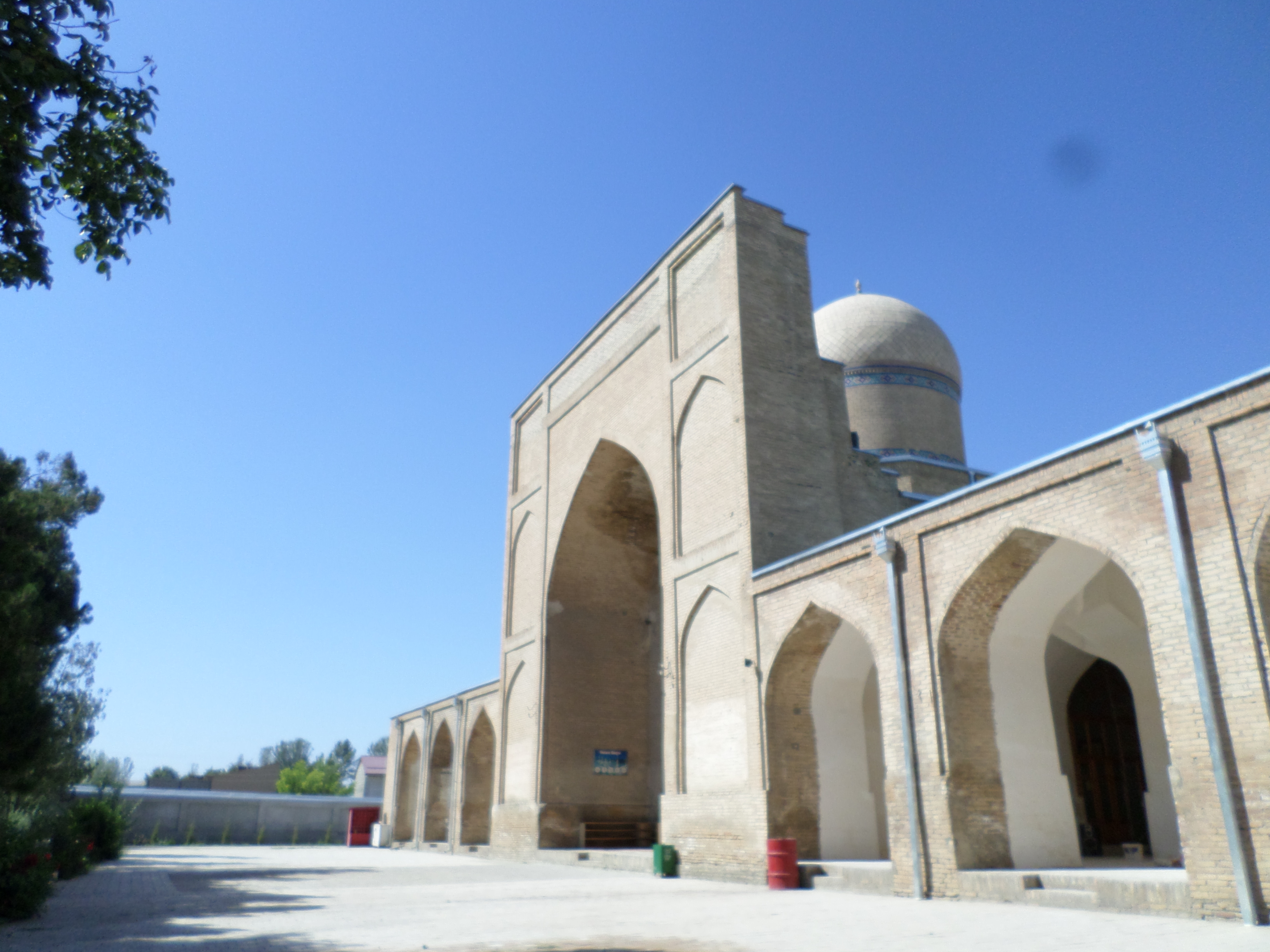
Nhà thờ Hồi giáo Namazgah
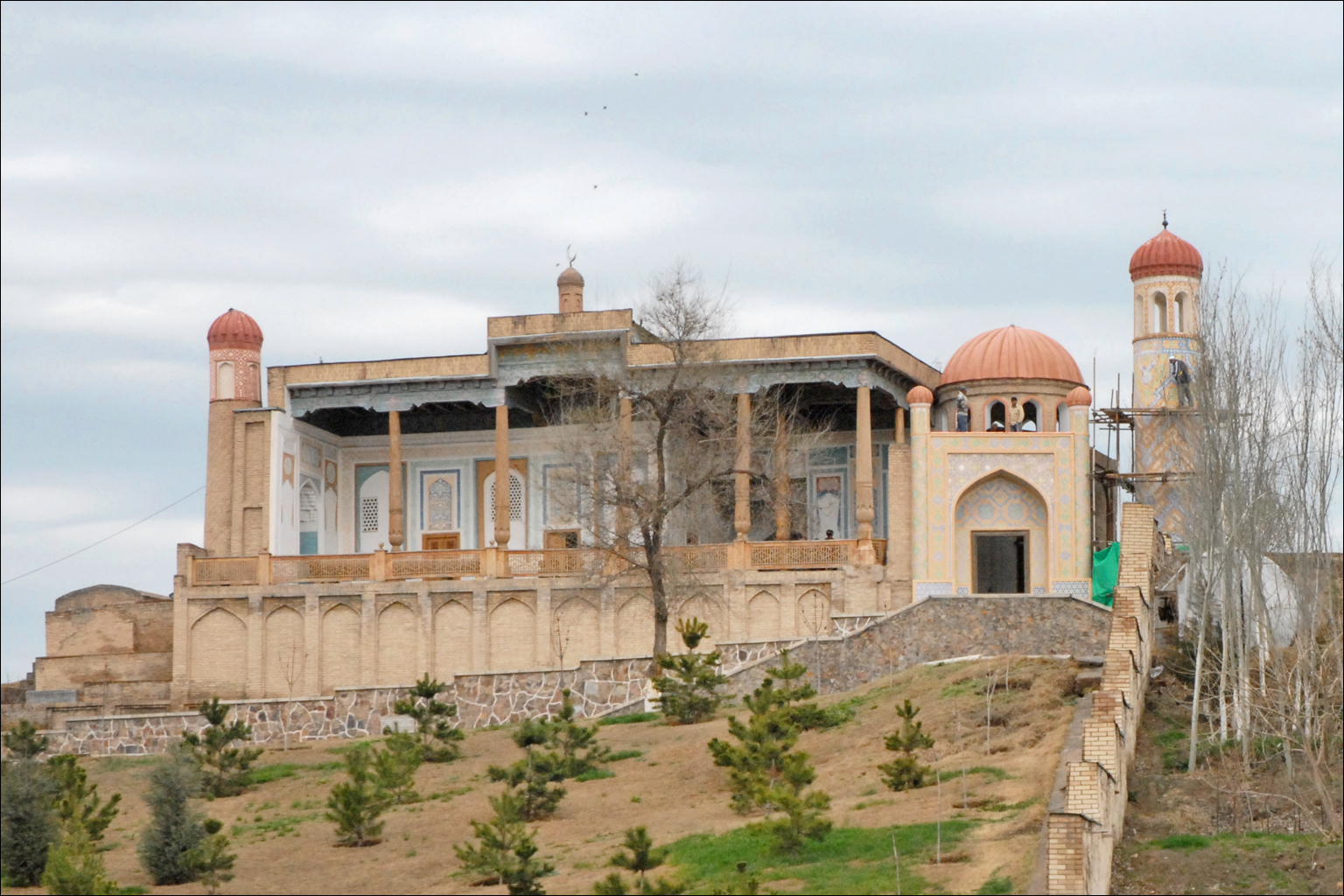
Nhà thờ Hồi giáo Hazrat Hizir
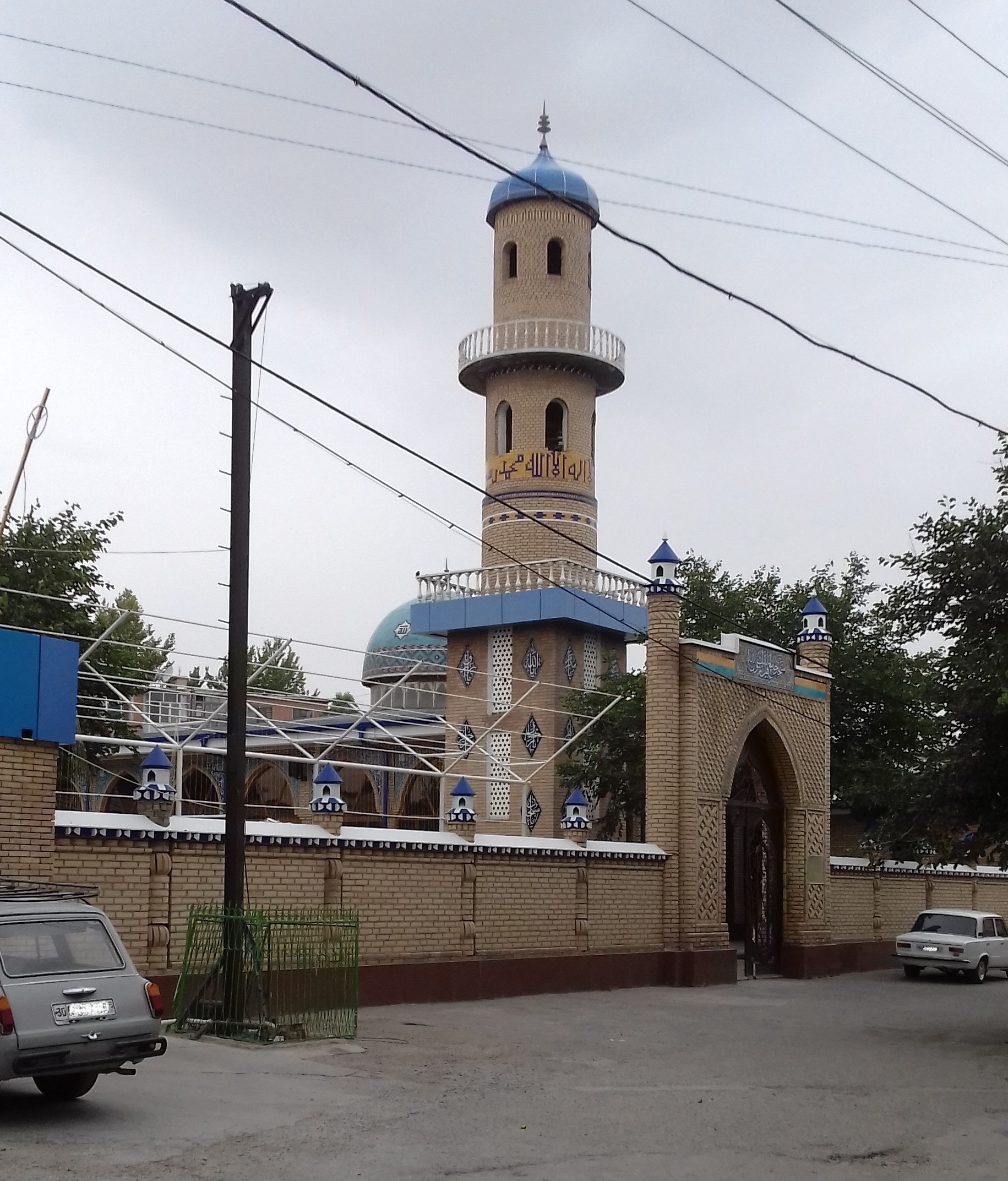
Nhà thờ Hồi giáo Shia Panjab
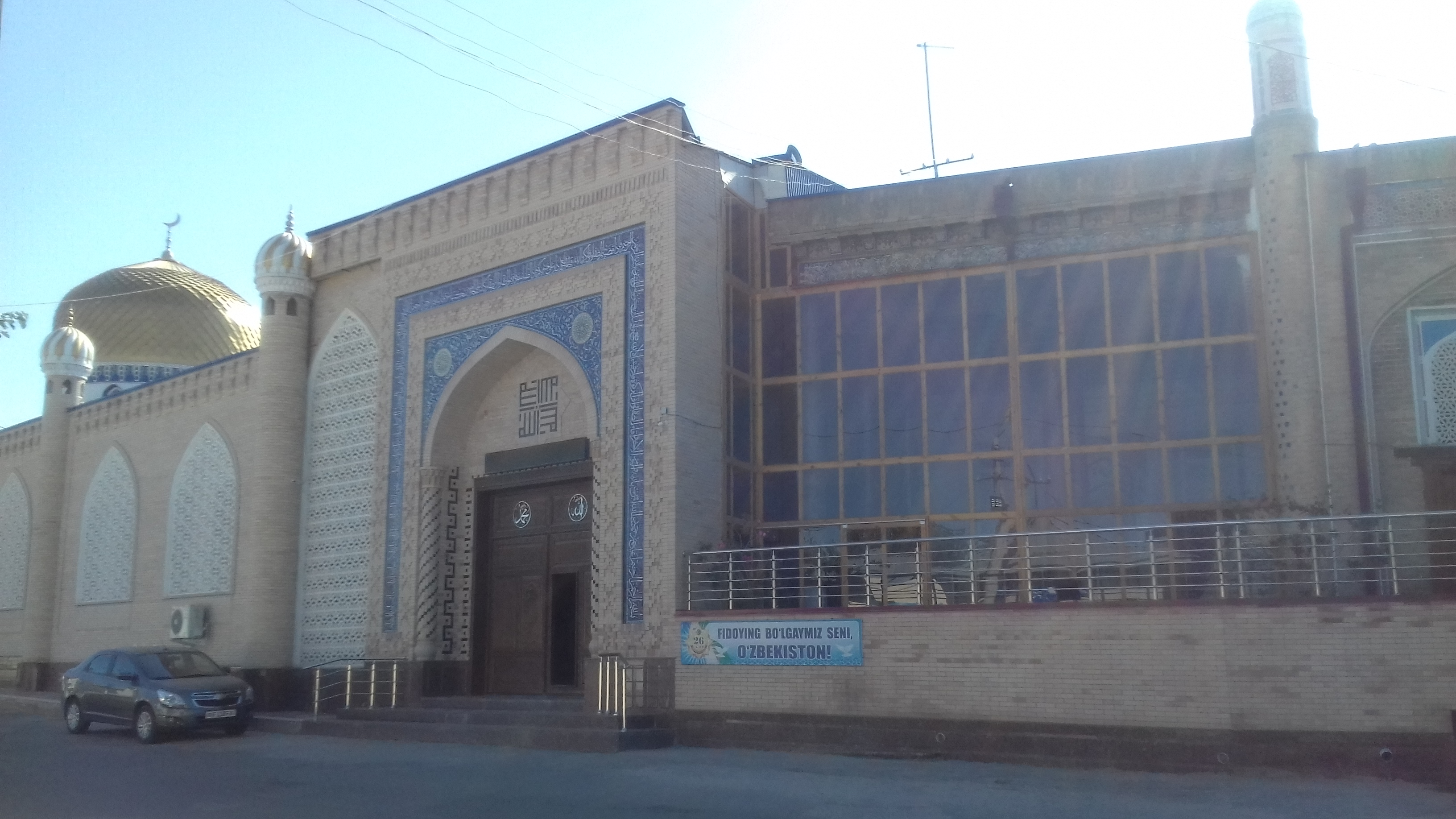
Nhà thờ Hồi giáo Khoja Nisbatdar

- Registan, một ví dụ điển hình của kiến trúc Hồi giáo, bao gồm 3 công trình sau bao quanh:
  - Madrasa Ulugh Beg (1417–1420)
  - Madrasa Sher-Dor (Cổng sư tử) (1619–1635/36).
  - Madrasa Tilla-Kori (1647–1659/60).
- Nhà thờ Hồi giáo Bibi-Khanym
- Lăng Gur-e Amir (1404)
- Đài thiên văn của Ulugh Beg (1428–1429)
- Khu lăng mộ Shah-i-Zinda
- Di tích lịch sử Afrasiyab
- Chợ Siyob
- Bảo tàng Afrasiab của Samarkand

### Kiến trúc

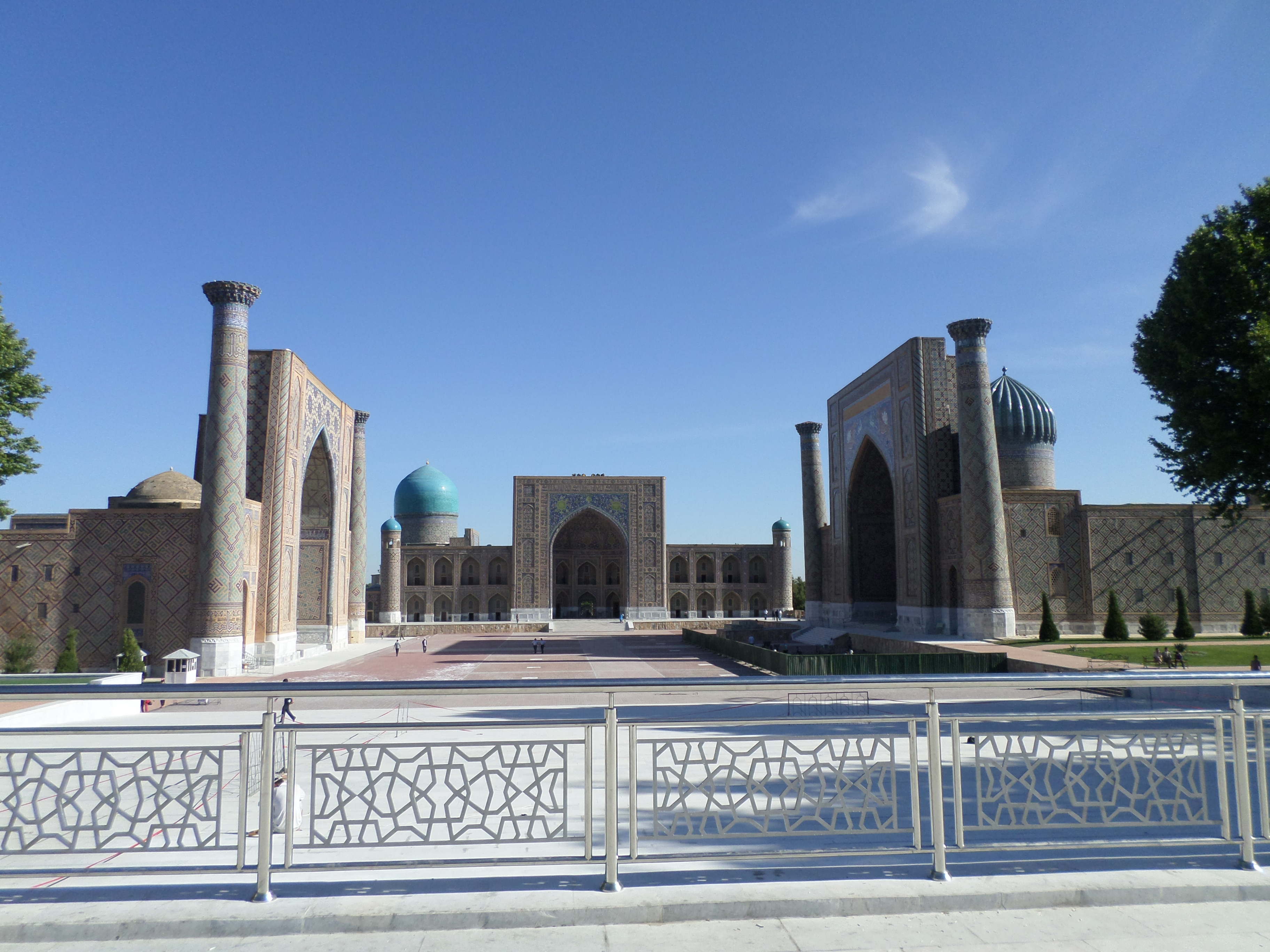
Quảng trường Registan

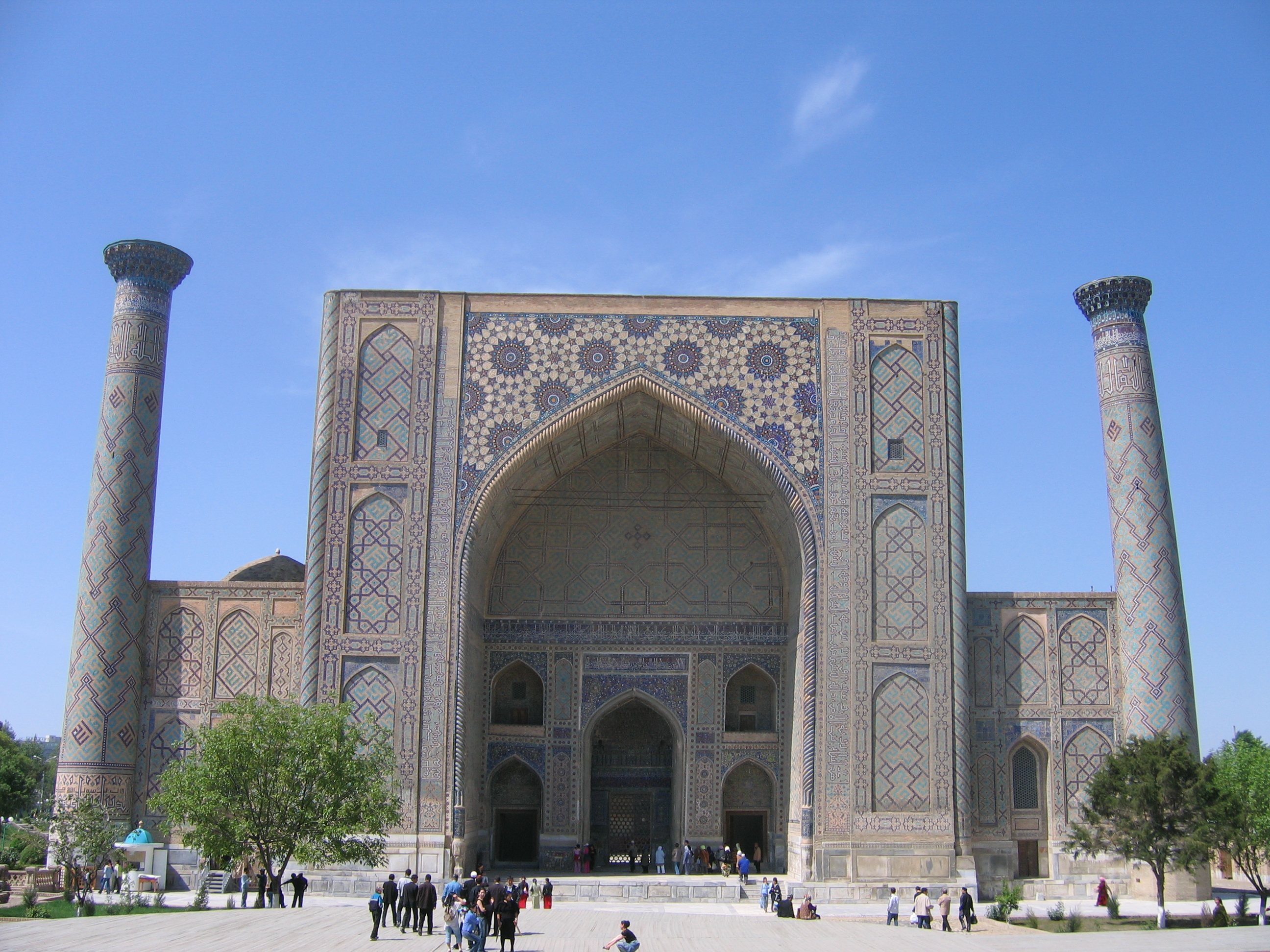
Madrasa Ulugh Beg

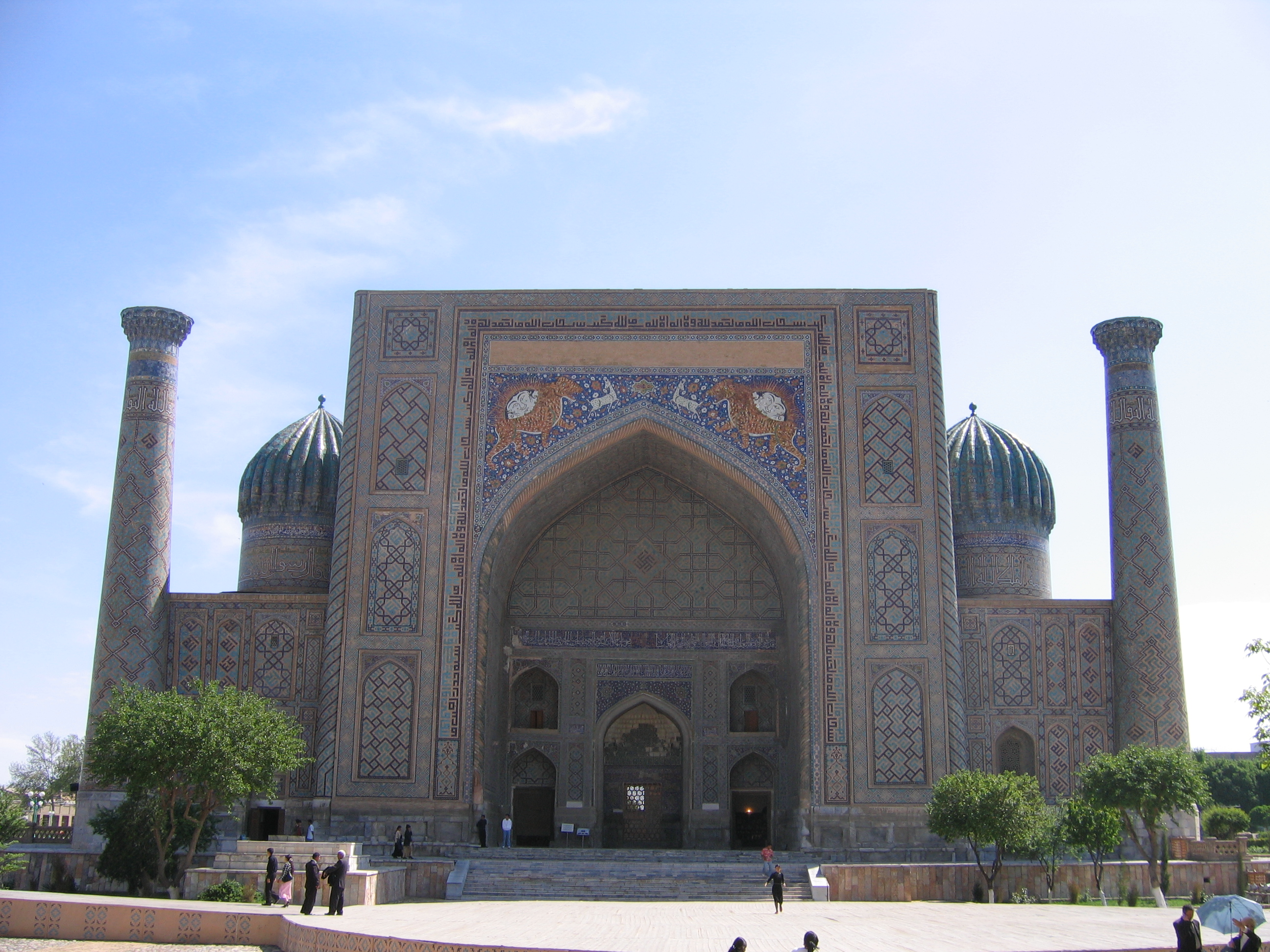
Madrasa Sher-Dor

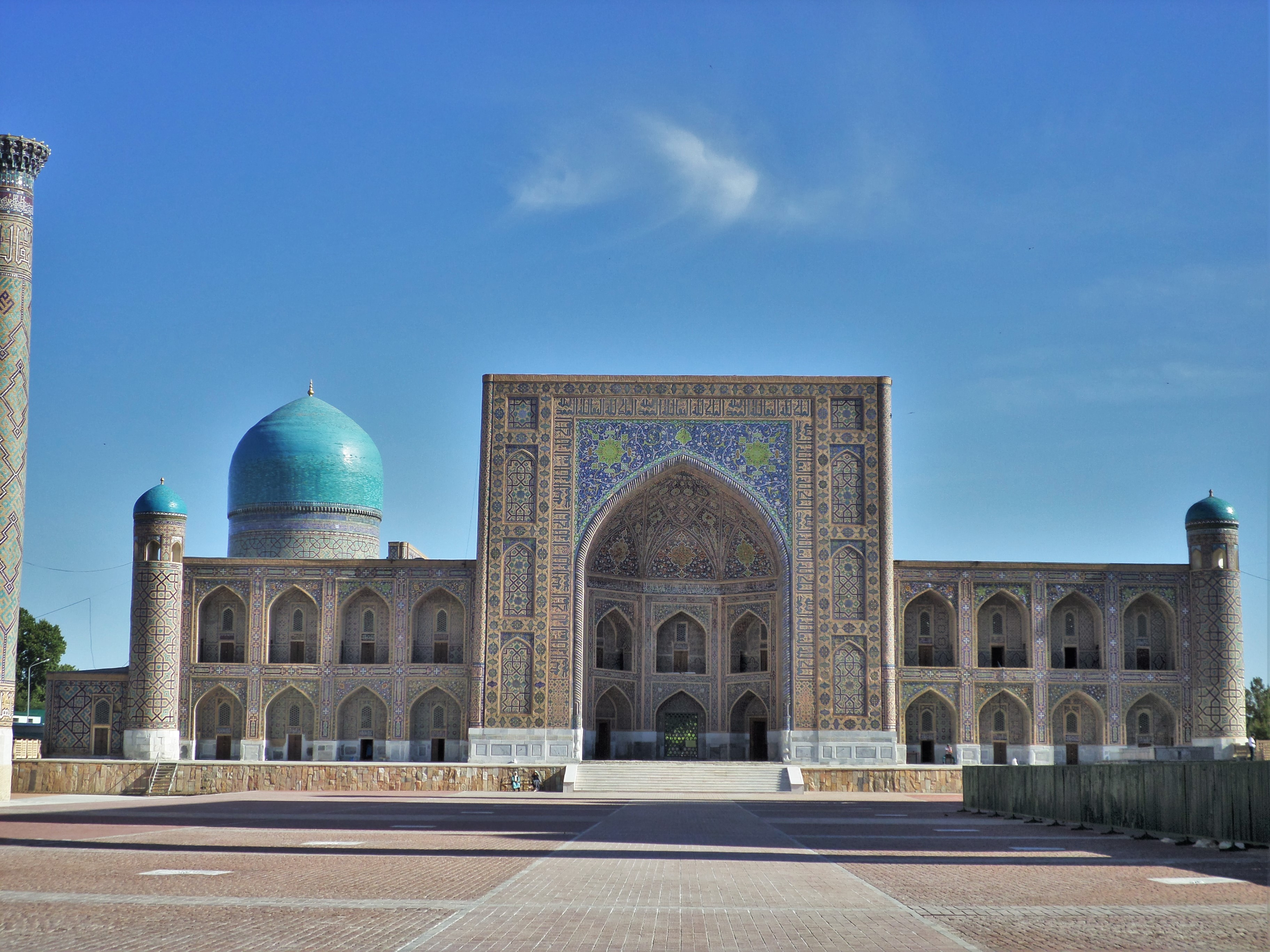
Madrasa Tilya Kori

Timur khởi xướng việc xây dựng thánh đường Bibi-Khanym sau chiến dịch quân sự thành công của ông ở Ấn Độ từ năm 1398-1399. Trước khi tái thiết sau một trận động đất năm 1897, Bibi-Khanum có khoảng 450 cột đá cẩm thạch được xây dựng nhờ sức của 95 con voi mà Timur đã mang về từ Ấn Độ. Cũng từ Ấn Độ, các nghệ nhân và thợ thủ công đã được đưa đến đây để xây dựng mái vòm của nhà thờ Hồi giáo, tạo cho nó sự khác biệt giữa các tòa nhà khác.
Kiến trúc nổi tiếng nhất ở Samarkand là lăng mộ của Timur được gọi là Gur-i Amir. Nó trưng bày nhiều nền văn hóa và ảnh hưởng từ các nền văn minh trong quá khứ, những người láng giềng, và đặc biệt là những người Hồi giáo. Bất chấp sự tàn phá của Mông Cổ đã gây ra trong quá khứ đối với tất cả kiến trúc Hồi giáo đã tồn tại trong thành phố trước khi Timur kế vị, phần lớn các ảnh hưởng Hồi giáo bị hủy diệt đã được hồi sinh, tái tạo và phục hồi dưới thời Timur. Kế hoạch chi tiết và cách bố trí của nhà thờ Hồi giáo theo sau niềm đam mê Hồi giáo về hình học. Lối vào Gur-i Amir được trang trí bằng thư pháp Ả Rập và chữ khắc, sau này là một đặc điểm chung trong kiến trúc Hồi giáo. Sự chú ý đến từng chi tiết và bản chất tỉ mỉ của Timur đặc biệt rõ ràng khi nhìn vào bên trong tòa nhà. Bên trong, các bức tường được lát gạch thông qua một kỹ thuật, ban đầu được phát triển ở Iran, được gọi là "tranh khảm faience", một quá trình mà mỗi ngói được cắt, tô màu, và phù hợp với vị trí riêng. Các viên gạch cũng được sắp xếp theo một cách cụ thể để khắc họa các từ liên quan đến tính tôn giáo của thành phố; những từ như "Muhammad" và "Allah" đã được viết trên tường bằng gạch.
Các đồ trang trí của các bức tường bao gồm các biểu tượng hoa và thực vật được sử dụng để biểu thị các khu vườn. Vườn thường được hiểu là thiên đường trong Hồi giáo và cả hai đều được ghi trong các bức tường mộ và được trồng trong chính thành phố. Tại thành phố Samarkand, có hai khu vườn lớn, "Vườn mới" và "Vườn niềm vui của trái tim", và chúng trở thành khu vực giải trí trung tâm cho các sứ giả và những vị khách quan trọng. Một người bạn của Thành Cát Tư Hãn năm 1218 tên là Yelü Chucai, đã nhận xét rằng Samarkand là thành phố đẹp nhất của tất cả mọi nơi, nơi nó được bao quanh bởi rất nhiều khu vườn. Mỗi hộ gia đình đều có một khu vườn và tất cả các khu vườn đều được thiết kế tốt, với các kênh đào và đài phun nước cung cấp nước cho các ao hình tròn hoặc hình vuông. Cảnh quan bao gồm các hàng cây liễu và cây bách, và vườn đào và mận. Các tầng của lăng được phủ toàn bộ hoa văn không bị gián đoạn, nhấn mạnh sự hiện diện của Hồi giáo và nghệ thuật Hồi giáo trong thành phố. Ngoài ra, thảm Ba Tư với bản in hoa đã được tìm thấy trong một số các công trình thời Timurid.
Ảnh hưởng của văn hóa Turk-Mông cũng rõ ràng trong kiến trúc của các tòa nhà ở Samarkand. Ví dụ, những người du mục trước đây đã sử dụng yurt (lều tròn), lều Mông Cổ truyền thống, để trưng bày xác chết của người chết trước khi họ tham gia vào các thủ tục chôn cất thích hợp. Tương tự như vậy, người ta tin rằng các mái vòm hình dưa hấu của các buồng mộ là bắt chước theo những yurts. Timur sử dụng các vật liệu mạnh hơn, như gạch và gỗ, để thiết lập các lều này, nhưng mục đích của chúng vẫn không thay đổi nhiều.
Màu sắc của các tòa nhà ở Samarkand cũng có ý nghĩa quan trọng đằng sau nó. Ví dụ, màu xanh là màu phổ biến nhất và chi phối nhiều nhất, được tìm thấy trên các tòa nhà, được sử dụng bởi Timur để tượng trưng cho một loạt các ý tưởng. Đối với một, các sắc thái màu xanh nhìn thấy trong Gur-i Amir là màu sắc của tang. Màu xanh là màu tang ở Trung Á vào thời điểm đó, vì nó có nhiều nền văn hóa ngay cả ngày nay, do đó, sự thống trị của nó trong lăng của thành phố chỉ xuất hiện hợp lý. Ngoài ra, màu xanh cũng được coi là màu sắc sẽ ngăn chặn "điềm ác" ở Trung Á và khái niệm hiển nhiên trong số lượng cửa ra vào trong và xung quanh thành phố có màu xanh trong thời gian này. Hơn nữa, màu xanh là đại diện của nước, vốn là một nguồn tài nguyên đặc biệt hiếm gặp ở Trung Đông và Trung Á; vì thế các bức tường màu xanh tượng trưng cho sự giàu có thịnh vượng của thành phố.
Vàng cũng có một sự hiện diện mạnh mẽ trong thành phố. Niềm đam mê của Timur với khung vòm được giải thích về việc sử dụng quá nhiều vàng trong lăng Gur-i Amir cũng như việc sử dụng vải thêu vàng ở cả thành phố và các tòa nhà của ông. Người Mông Cổ có lợi ích lớn trong hàng dệt lụa vàng kiểu Trung Quốc và Ba Tư cũng như dệt ở Iran và Transoxiana. Các nhà lãnh đạo Mông Cổ trước đây, như Ogodei, đã xây dựng các xưởng dệt tại các thành phố của họ để có thể tự sản xuất các loại vải vàng.
Có bằng chứng cho thấy Timur đã cố gắng bảo tồn văn hóa Mông Cổ của mình. Trong căn phòng mà ông ngủ, "tuqs" đã được tìm thấy - đó là những cột có đuôi ngựa treo ở trên đỉnh, tượng trưng cho truyền thống Turk cổ xưa, nơi những con ngựa, là những mặt hàng có giá trị, đã hy sinh để tôn vinh người chết, và một loại tiêu chuẩn kỵ binh được chia sẻ bởi nhiều người du mục, xuất hiện ở cả người Thổ Nhĩ Kỳ thời đế quốc Ottoman.

## Giao thông
Giao thông công cộng được phát triển tốt ở Samarkand. Xe buýt thành phố (chủ yếu là xe buýt SamAuto và Isuzu) là phương tiện giao thông thông dụng và phổ biến nhất trong thành phố. Cũng trong thành phố từ năm 2017, có một số tuyến xe điện ở Samarkand (xe điện tồn tại ở Samarkand cũng vào năm 1947-1973), chủ yếu là xe điện Vario LF.S Séc. Ngoài ra, thành phố có rất nhiều xe taxi do chính quyền thành phố quản lí (chủ yếu là xe Chevrolet và Daewoo), thường có màu vàng. Ngoài ra trong thành phố rất nhiều taxi khác, cũng thường có màu vàng. Cũng trong thành phố, có một dạng phương tiện gọi là "Marshrutka", đó là xe buýt nhỏ Daewoo Damas và GAZelle.

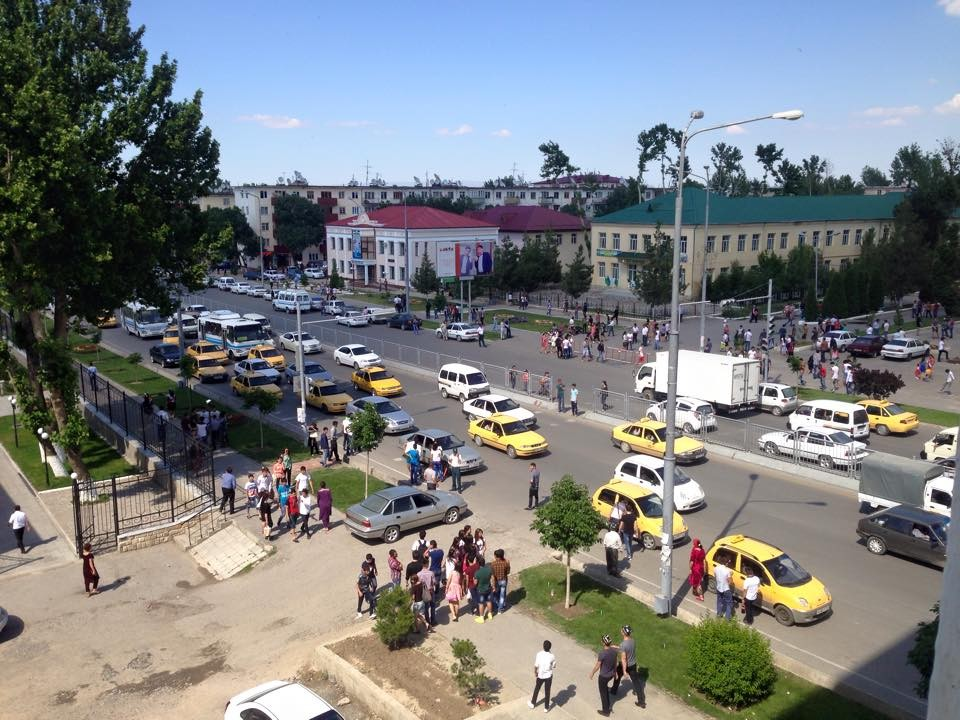
Những chiếc taxi màu vàng trên một con đường ở Samarkand
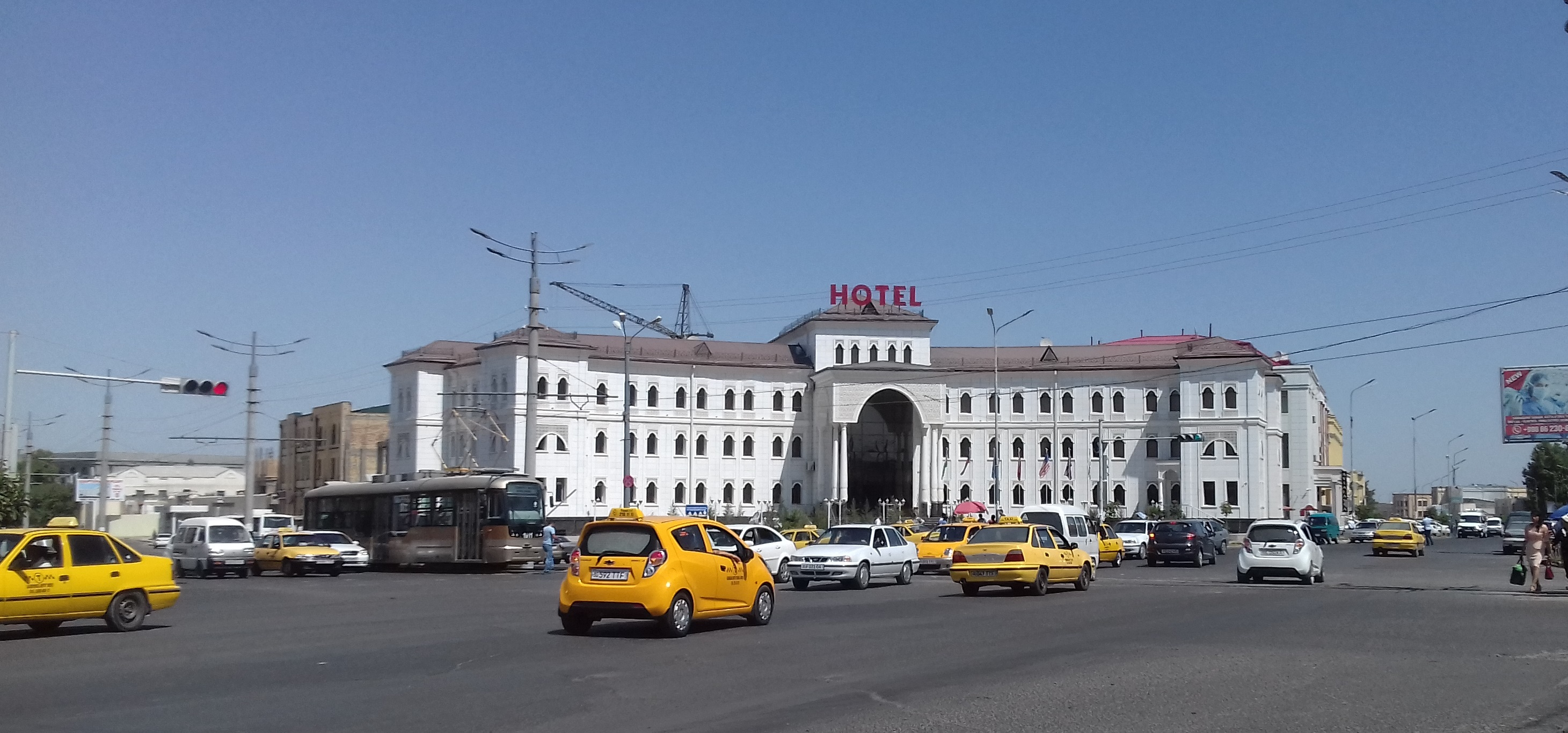
Taxi và xe điện ở đường Rudaki ở Samarkand
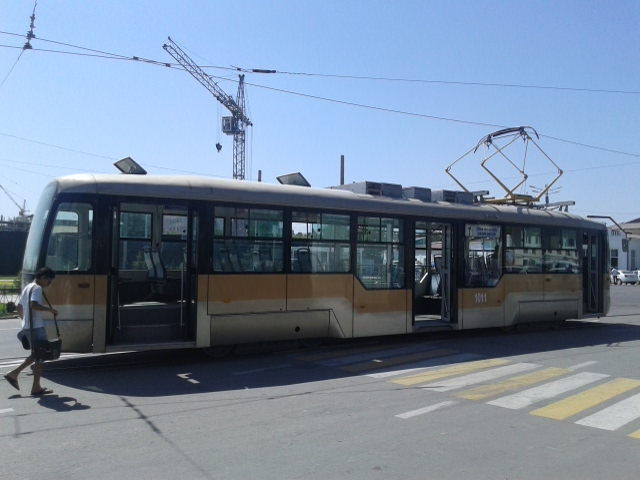
Xe điện ở Samarkand
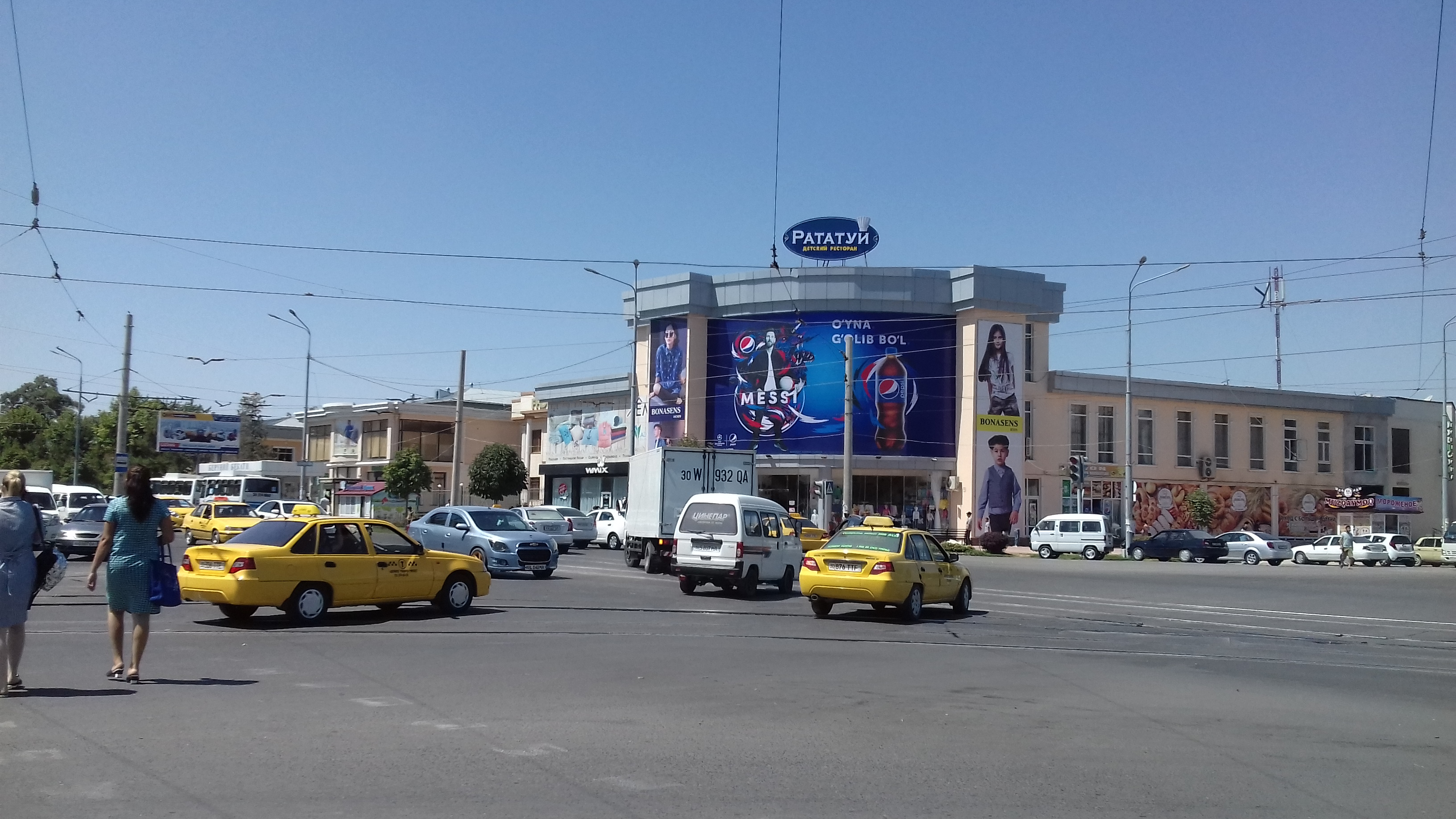
Đường Beruni và Rudaki Samarkand
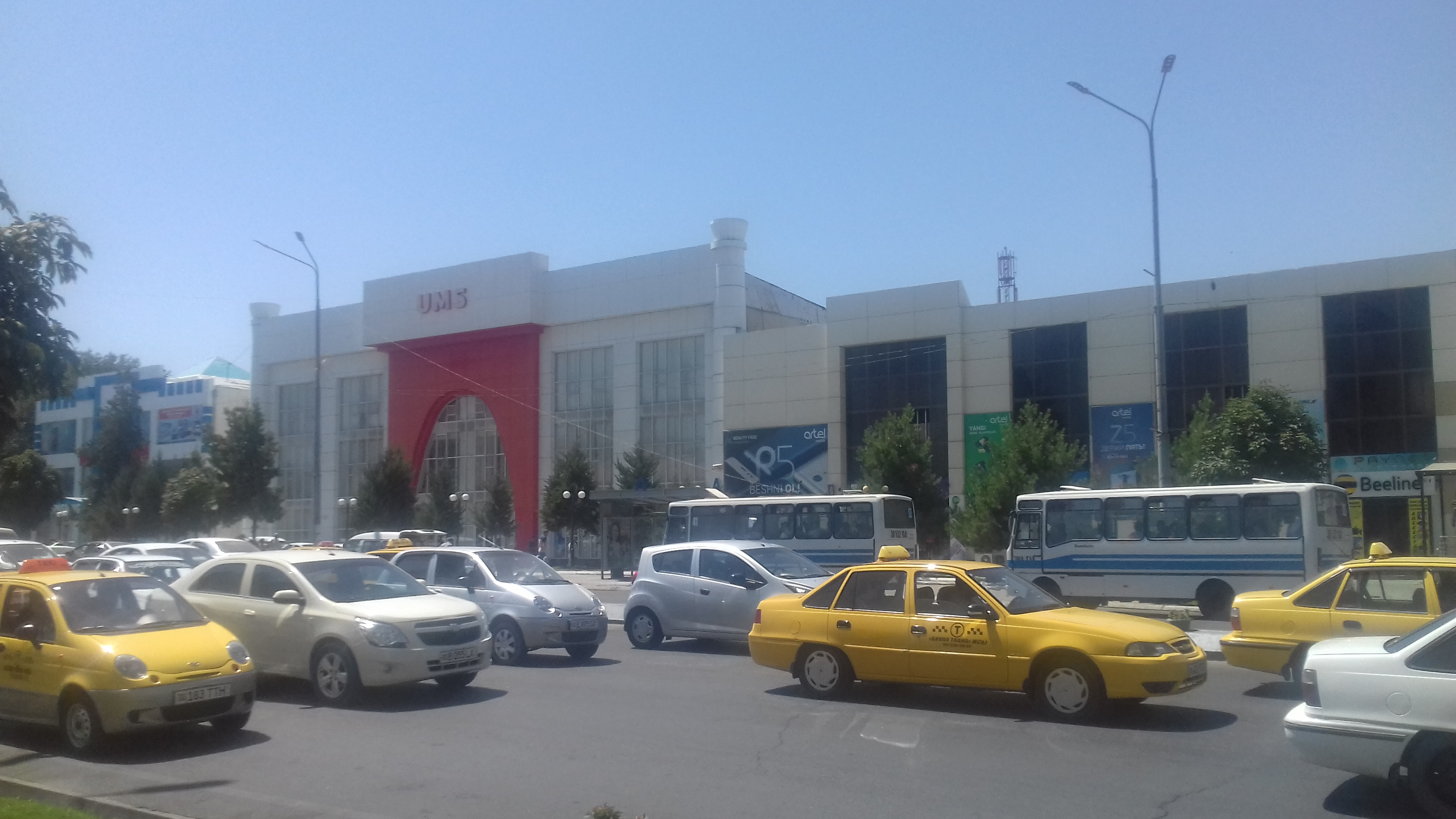
Taxi và xe buýt trên đại lộ Mirzo Ulughbek ở Samarkand

Vào thời Xô viết, cho đến năm 2005, tại Samarkand cũng đã có xe điện bánh hơi. Vào thời Xô viết, cũng như ngày nay, xe buýt và taxi thành phố (GAZ-21, GAZ-24, GAZ-3102, VAZ-2101, VAZ-2106 và VAZ-2107) hoạt động tốt ở Samarkand. Xe điện tồn tại ở Samarkand vào năm 1947-1973 và năm 1924-1930 có xe điện hơi nước ở Samarkand. Cho đến năm 1950, phương tiện di chuyển chính ở Samarkand là xe ngựa và "arabas" với ngựa và lừa.

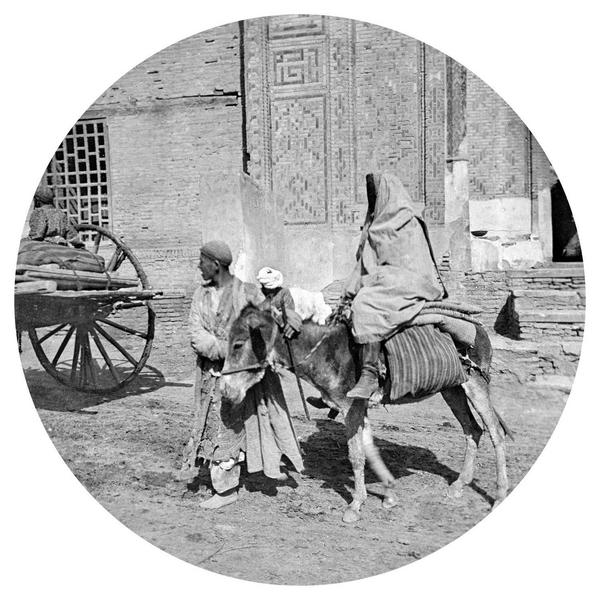
"Araba" và lừa ở Samarkand in 1890
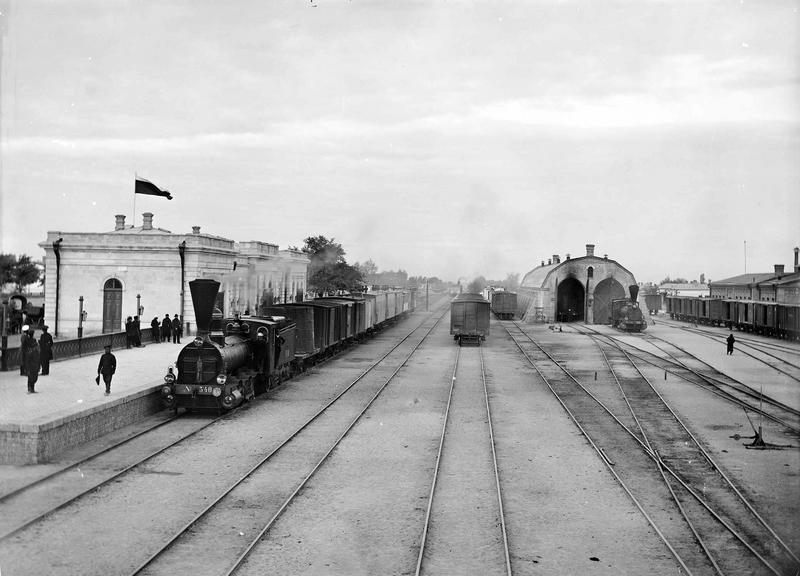
Ga Samarkand 1890
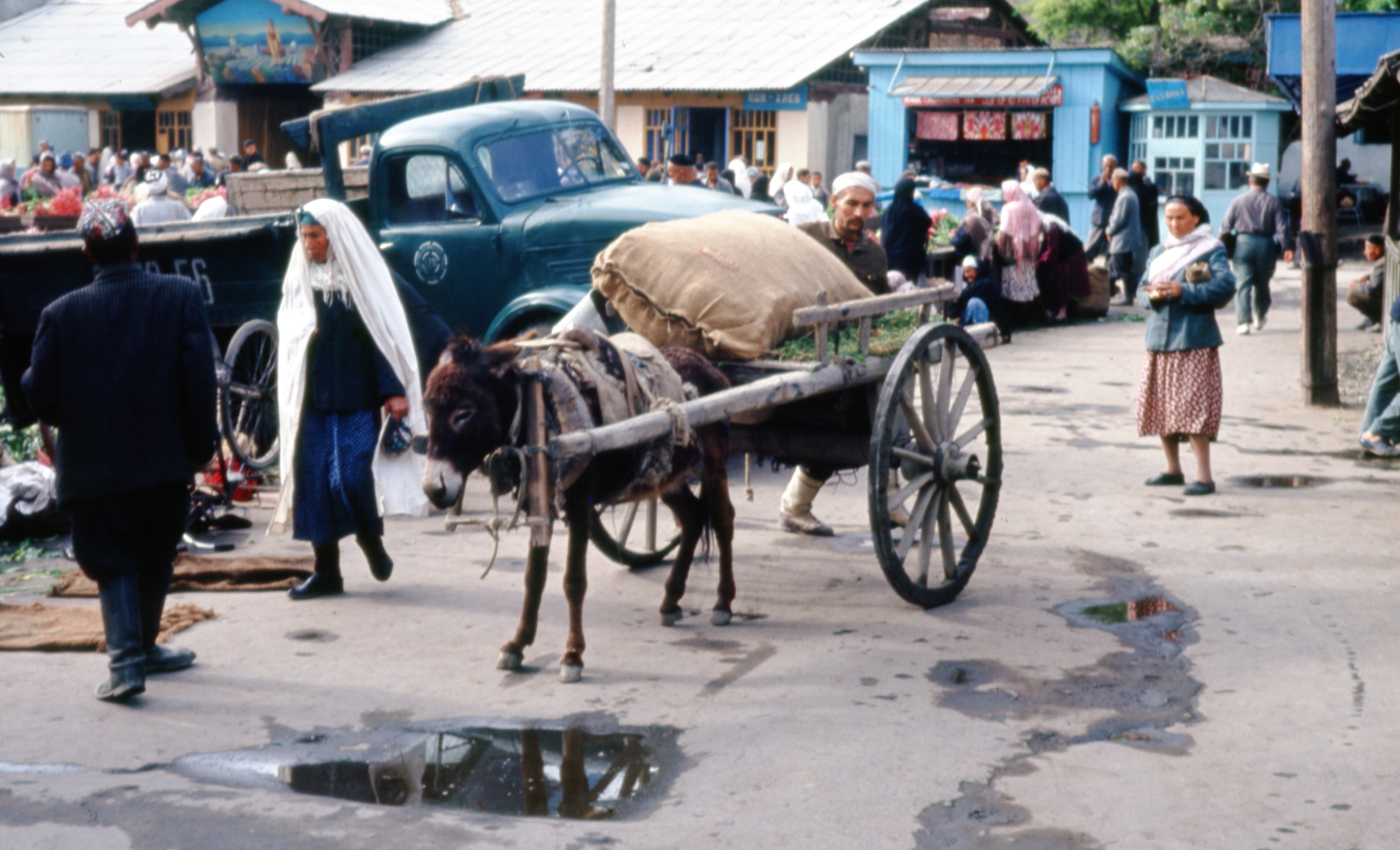
"Araba" ở Samarkand năm 1964
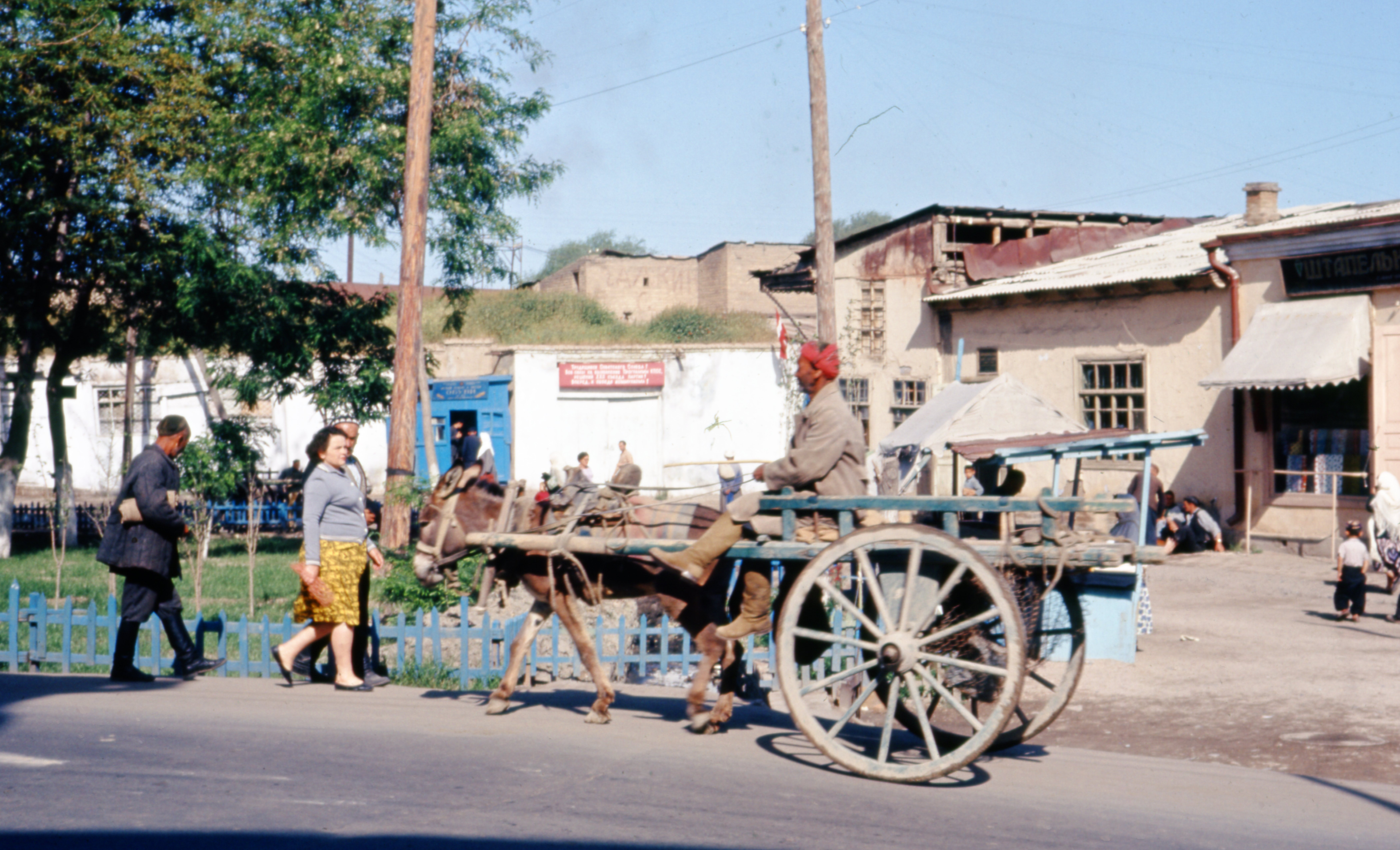
"Araba" ở Samarkand năm 1964

Ở phía Bắc Samarkand có Sân bay Quốc tế Samarkand, được mở vào thời Liên Xô, vào những năm 1930. Cho đến mùa xuân năm 2019, Sân bay Quốc tế Samarkand có các chuyến bay đến Tashkent, Nukus, Moskva, Saint Petersburg, Yekaterinburg, Istanbul và Dushanbe, và cũng thực hiện các chuyến bay charter đến các thành phố khác.
Ngày nay Samarkand là một trung tâm đường sắt quan trọng của Uzbekistan. Tất cả các chuyến tàu chạy từ Đông sang Tây của Uzbekistan và quay trở lại qua Samarkand. Tuyến đường sắt quốc gia quan trọng nhất và dài nhất là Tashkent-Kungrad, đi qua Samarkand. Các đoàn tàu Afrasiyab (Talgo 250) cao tốc chạy giữa Tashkent, Samarkand và Bukhara. Samarkand cũng có kết nối đường sắt quốc tế Saratov-Samarkand, Moskva-Samarkand, Nur-Sultan-Samarkand.

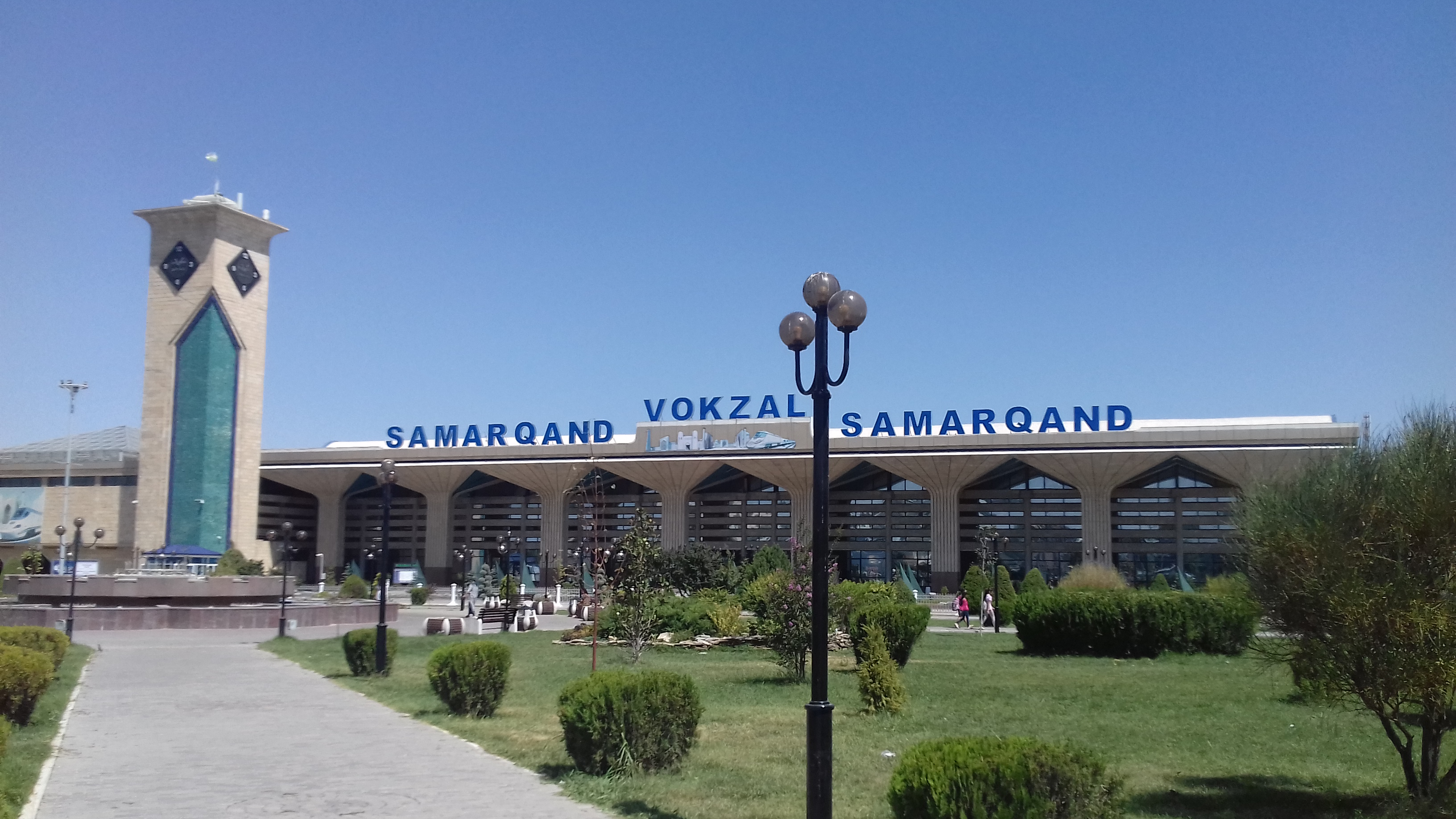
Ga Samarkand
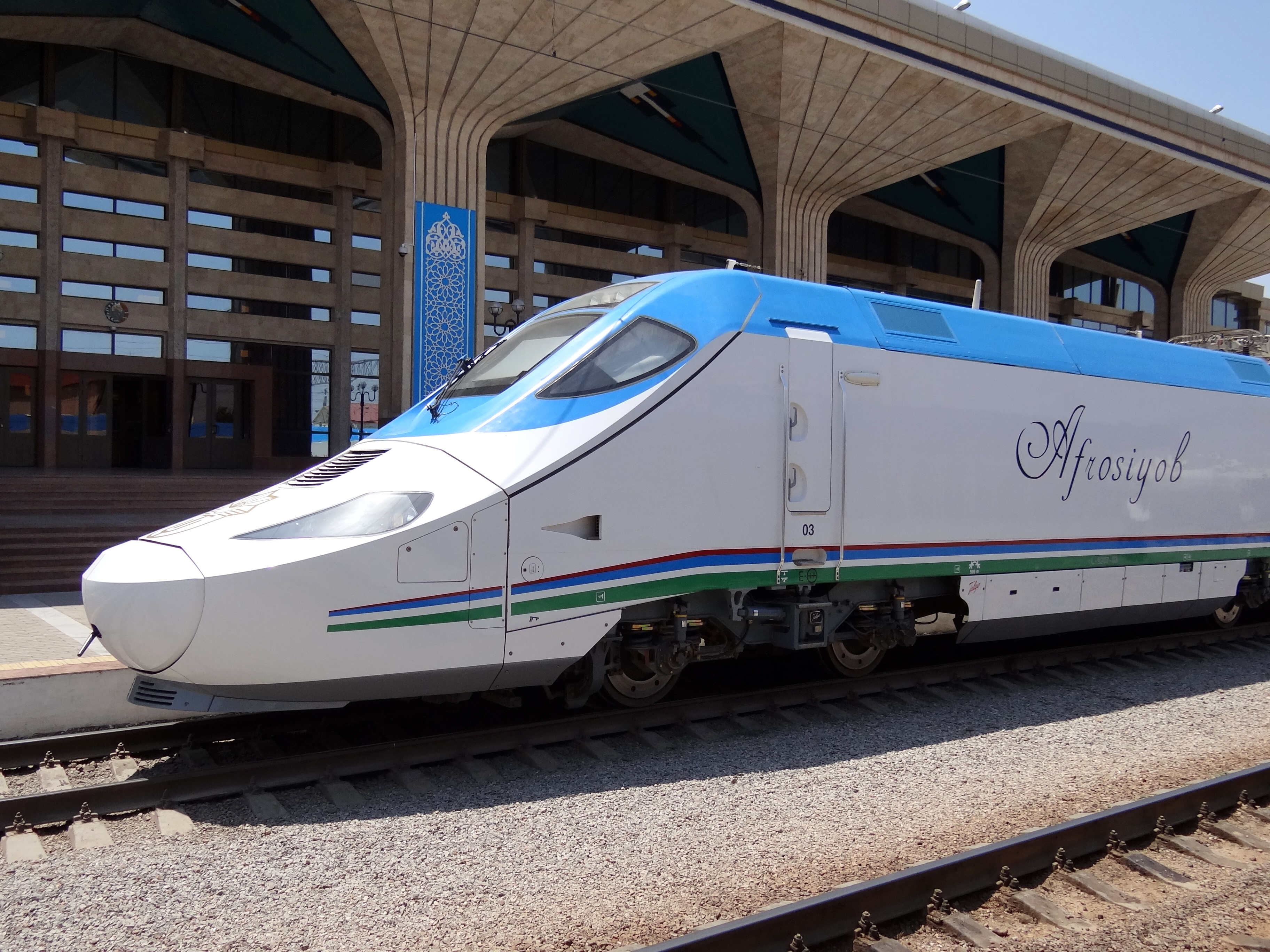
Tàu cao tốc Afrasiyab (Talgo 250) ở ga Samarkand
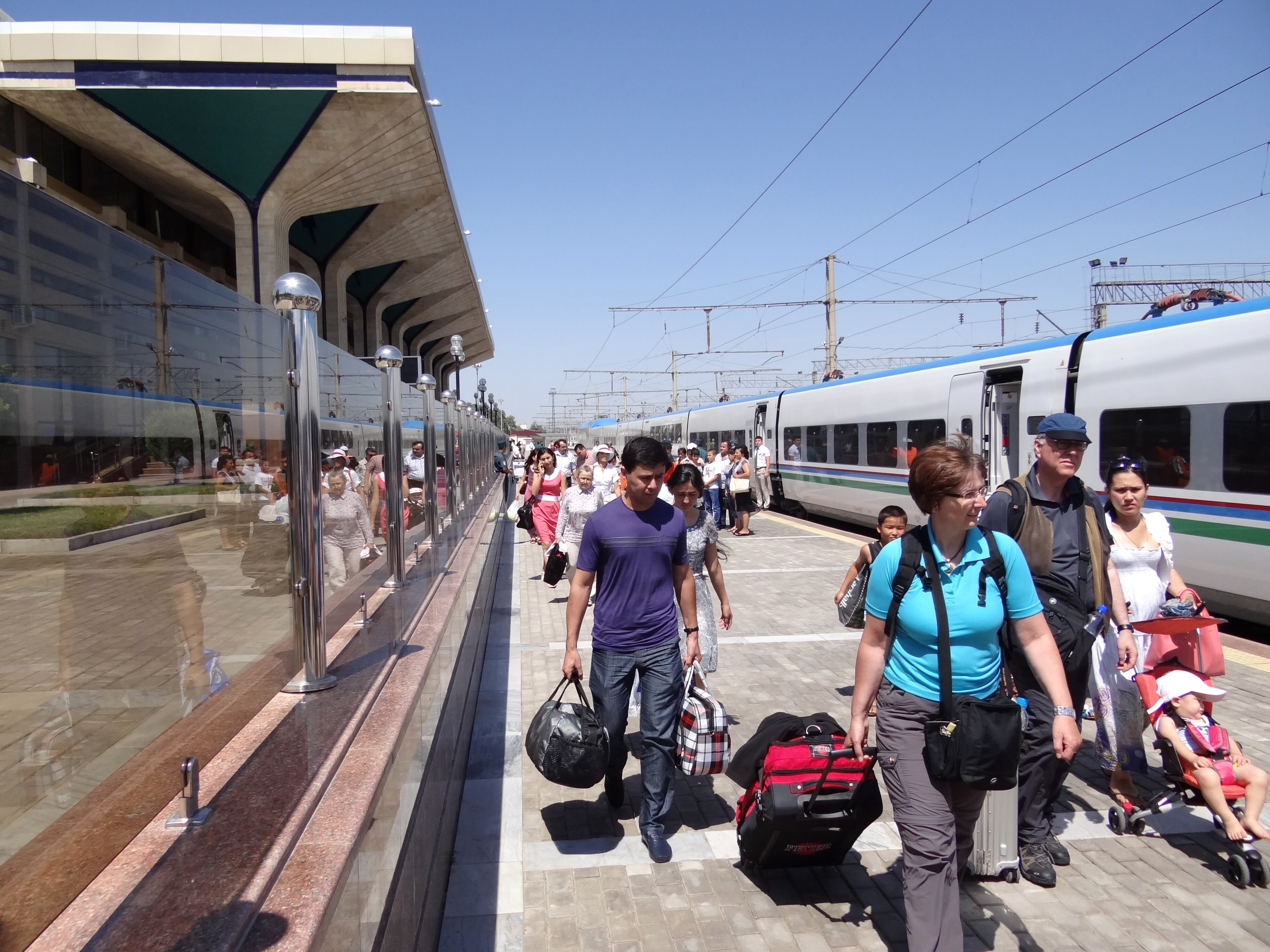
Ga Samarkand
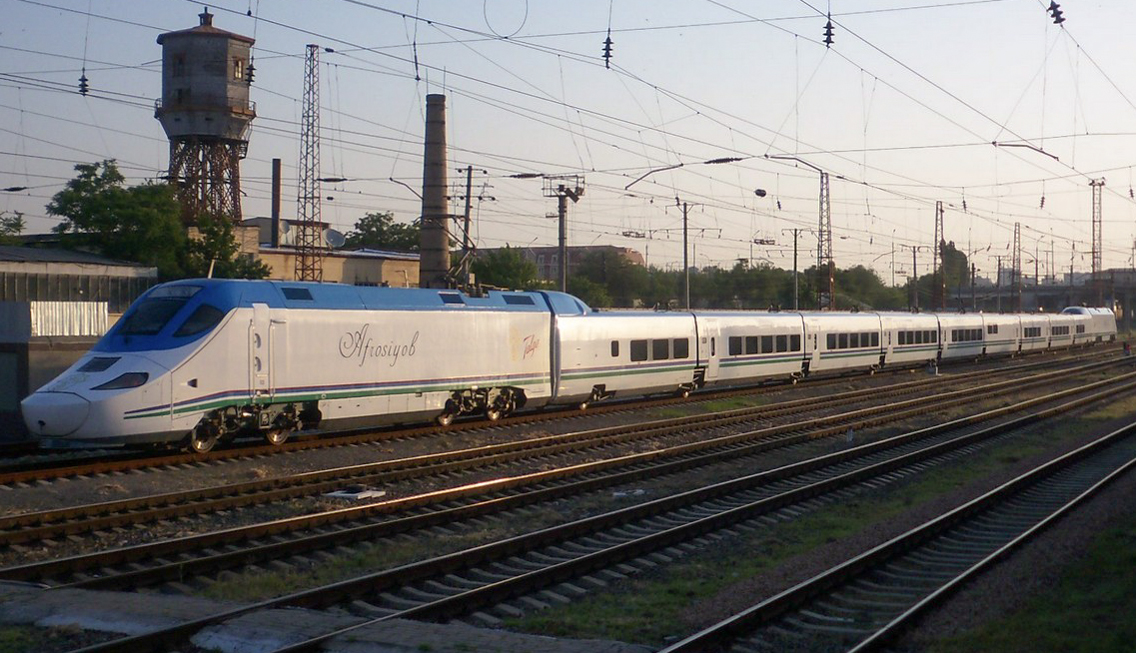
Tàu cao tốc Afrasiyab (Talgo 250)

Vận tải đường sắt đến Samarkand vào năm 1888 là kết quả của việc xây dựng tuyến đường sắt xuyên Caspi vào năm 1880-1891 bởi quân đội đường sắt của Đế quốc Nga trên lãnh thổ Turkmenistan và khu vực trung tâm của Uzbekistan hiện đại. Tuyến đường sắt này bắt đầu từ Krasnovodsk (nay là Türkmenbaşy) trên bờ biển Caspi và kết thúc tại nhà ga Samarkand. Ga Samarkand là ga cuối cùng của tuyến đường sắt xuyên Caspi. Trạm đầu tiên của trạm Samarkand được khai trương vào tháng 5 năm 1888.
Sau đó, do việc xây dựng tuyến đường sắt ở các khu vực khác của Trung Á, nhà ga được kết nối với phần phía đông của tuyến đường sắt Trung Á và sau đó tuyến đường sắt này được gọi là Đường sắt Trung Á. Trong những năm thuộc Liên Xô, không có tuyến mới nhưng đồng thời, đây là một trong những trạm lớn nhất và quan trọng nhất của nước cộng hòa XHCN Xô viết Uzbekistan và Trung Á thời Liên Xô.

## Thành phố kết nghĩa
| - Antalya (Thổ Nhĩ Kỳ) - Balkh (Afghanistan) - Banda Aceh (Indonesia) - Bremen (Đức) - Cusco (Peru) - Eskishehir (Thổ Nhĩ Kỳ) - Florence (Ý) - Gyeongju (Hàn Quốc) - Istanbul (Thổ Nhĩ Kỳ) | - Jurmala (Latvia) - Kairouan (Tunisia) - Khujand (Tajikistan) - Krasnoyarsk (Nga) - Lahore (Pakistan) - Liege (Bỉ) - Lyon (Pháp) - Lviv (Ukraina) - Mary (Turkmenistan) | - Thành phố México (México) - New Delhi (Ấn Độ) - Nishapur (Iran) - Plovdiv (Bulgaria) - Rio de Janeiro (Brasil) - Samara (Nga) - Tây An (Trung Quốc) |